# Victoria (Vereinigtes Königreich)

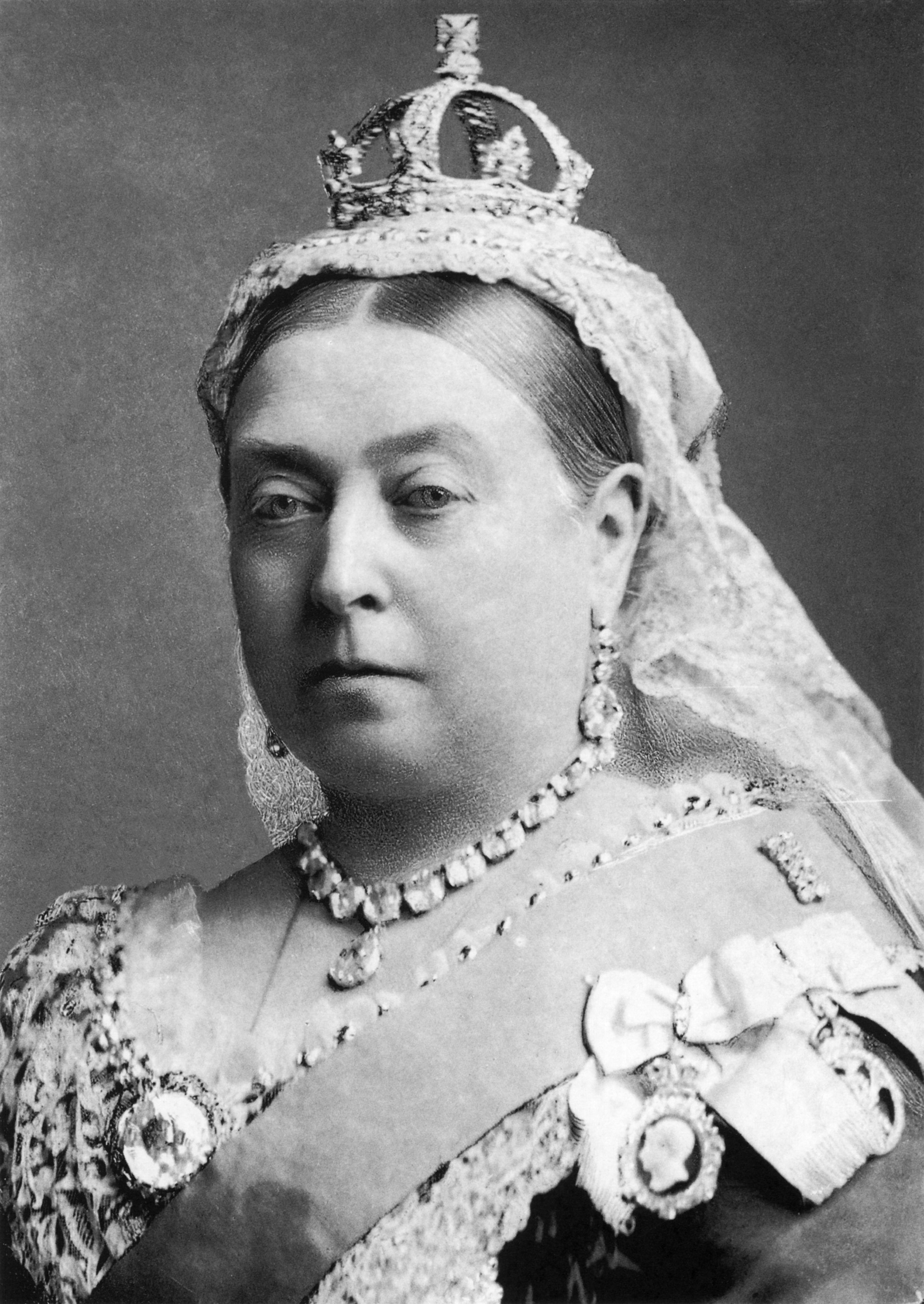
Königin Victoria (1882)

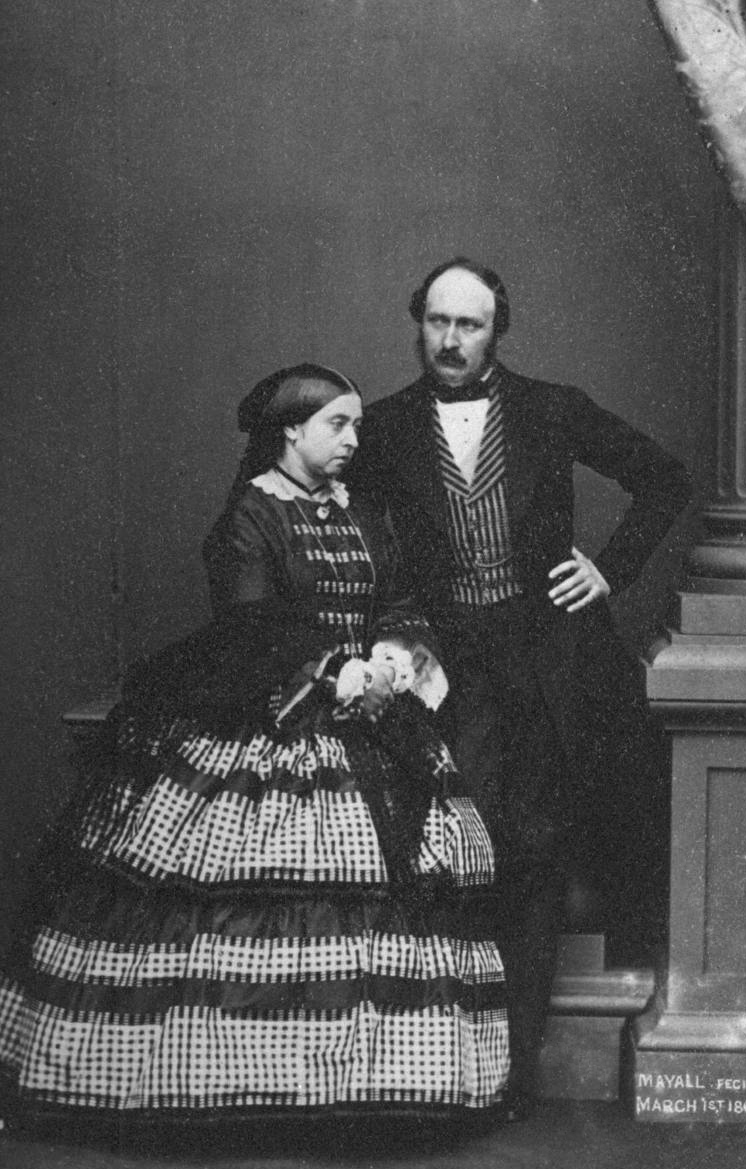
Victoria und Prinzgemahl Albert (Foto von John Jabez Edwin Mayall, März 1861)

Victoria (deutsch Viktoria; * 24. Mai 1819 als Princess Alexandrina Victoria of Kent im Kensington Palace, London; † 22. Januar 1901 in Osborne House, Isle of Wight) war von 1837 bis 1901 Königin des Vereinigten Königreichs Großbritannien und Irland. Seit Mai 1876 trug sie als erste britische Monarchin zusätzlich den Titel Kaiserin von Indien (Empress of India). Sie war die Nichte ihres Vorgängers William IV., genauer die Tochter dessen jüngeren Bruders Edward Augustus, Duke of Kent and Strathearn und der Prinzessin Victoire von Sachsen-Coburg-Saalfeld.
Mit der Thronbesteigung Victorias im Juni 1837 endete aufgrund des im Königreich Hannover geltenden Salischen Gesetzes, das Frauen von der Thronfolge ausschloss, die seit 1714 bestehende Personalunion zwischen Großbritannien und Hannover. Während des Viktorianischen Zeitalters, der 63-jährigen Regierungszeit der Königin, erreichte das Britische Empire den Zenit seiner politischen und ökonomischen Macht, die Ober- und Mittelschichten erlebten eine beispiellose wirtschaftliche Blütezeit. Prägend für ihre Regentschaft waren der Einfluss ihres Ehemannes Albert von Sachsen-Coburg und Gotha sowie ihr nahezu vollständiger Rückzug aus der Öffentlichkeit nach dessen Tod 1861. Insgesamt interpretierte Victoria ihre Rolle als konstitutionelle Monarchin sehr eigenwillig und durchaus selbstbewusst. Ihre 63-jährige Herrschaft war die bis dahin längste aller britischen Monarchen, ehe sie 2015 von Königin Elisabeth II. übertroffen wurde. Aufgrund ihrer zahlreichen Nachkommen erhielt sie den Beinamen „Großmutter Europas“; sie ist beispielsweise sowohl Ururgroßmutter von Königin Elisabeth II. als auch von deren Ehemann Philip, Duke of Edinburgh. Der Tod Victorias beendete die Herrschaft des Hauses Hannover. Mit ihrem ältesten Sohn Eduard VII. ging die Krone an das Haus Sachsen-Coburg und Gotha, dessen im Vereinigten Königreich regierender Zweig 1917 in Haus Windsor umbenannt wurde.

## Leben

### Familienhintergrund

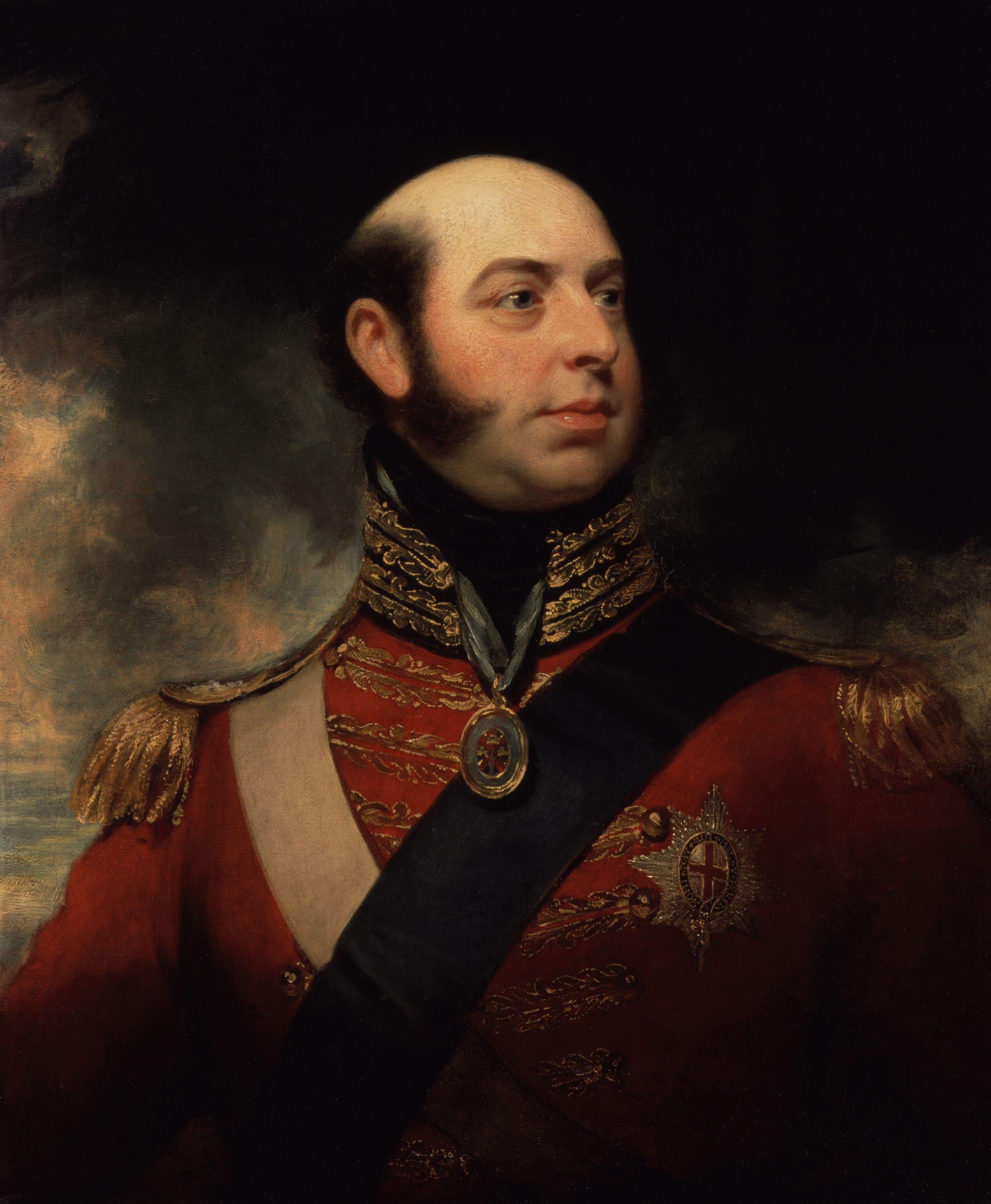
Edward Augustus, Victorias Vater (Gemälde von William Beechey)

Der plötzliche Tod von Princess Charlotte Augusta, der einzigen thronfolgeberechtigten Tochter des Kronprinzen Georg, Prince of Wales, der für den regierungsunfähigen König Georg III. die Regentschaft ausübte, löste in Großbritannien eine politische Krise aus. Dem britischen Königshaus fehlte es 1817 an legitimen Nachkommen, um die Thronfolgelinie aufrechtzuerhalten. Von den sieben Söhnen Georgs III. waren zu diesem Zeitpunkt lediglich drei standesgemäß verheiratet. Allerdings galt die Verbindung des Prince of Wales mit Caroline von Braunschweig-Wolfenbüttel als gescheitert, die Ehen des Duke of York and Albany und des Duke of Cumberland waren bislang kinderlos. Für die noch unverheirateten Söhne des Königs war der Tod der Prinzessin daher der Anstoß, unter den protestantischen Adelshäusern Europas nach geeigneten Ehefrauen zu suchen, um selbst legitime, thronfolgeberechtigte Nachkommen zu zeugen.
Der ambitionierte Prinz Leopold von Sachsen-Coburg-Saalfeld strebte seinerseits eine Verbindung des Hauses Coburg mit der britischen Königsfamilie an und hatte 1814 – noch bevor er selbst durch seine Ehe mit Charlotte Augusta in das Königshaus eingeheiratet hatte – seine Schwester Victoire, verwitwete Fürstin von Leiningen, mit Edward Augustus, Duke of Kent and Strathearn bekannt gemacht, dem viertgeborenen Sohn Georgs III. Nach dem Tod Charlotte Augustas wurden die Heiratspläne forciert und die Ehe schließlich arrangiert. Die Sicherung des Fortbestands der Dynastie der Hannoveraner war für den Duke of Kent allerdings nicht der einzige Heiratsgrund. Hochverschuldet und aufgrund seines cholerischen und häufig sadistischen Führungsstils seiner militärischen Ämter seit 1803 enthoben, verband er mit einer Eheschließung die Hoffnung auf Erhöhung seiner Apanage. Die dynastischen und persönlichen Interessen führten somit am 11. Juli 1818 zu einer Doppelhochzeit, in welcher der Duke of Kent mit der Fürstin von Leiningen sowie sein Bruder William, Duke of Clarence mit Adelheid von Sachsen-Meiningen die Ehe schlossen.

### Geburt

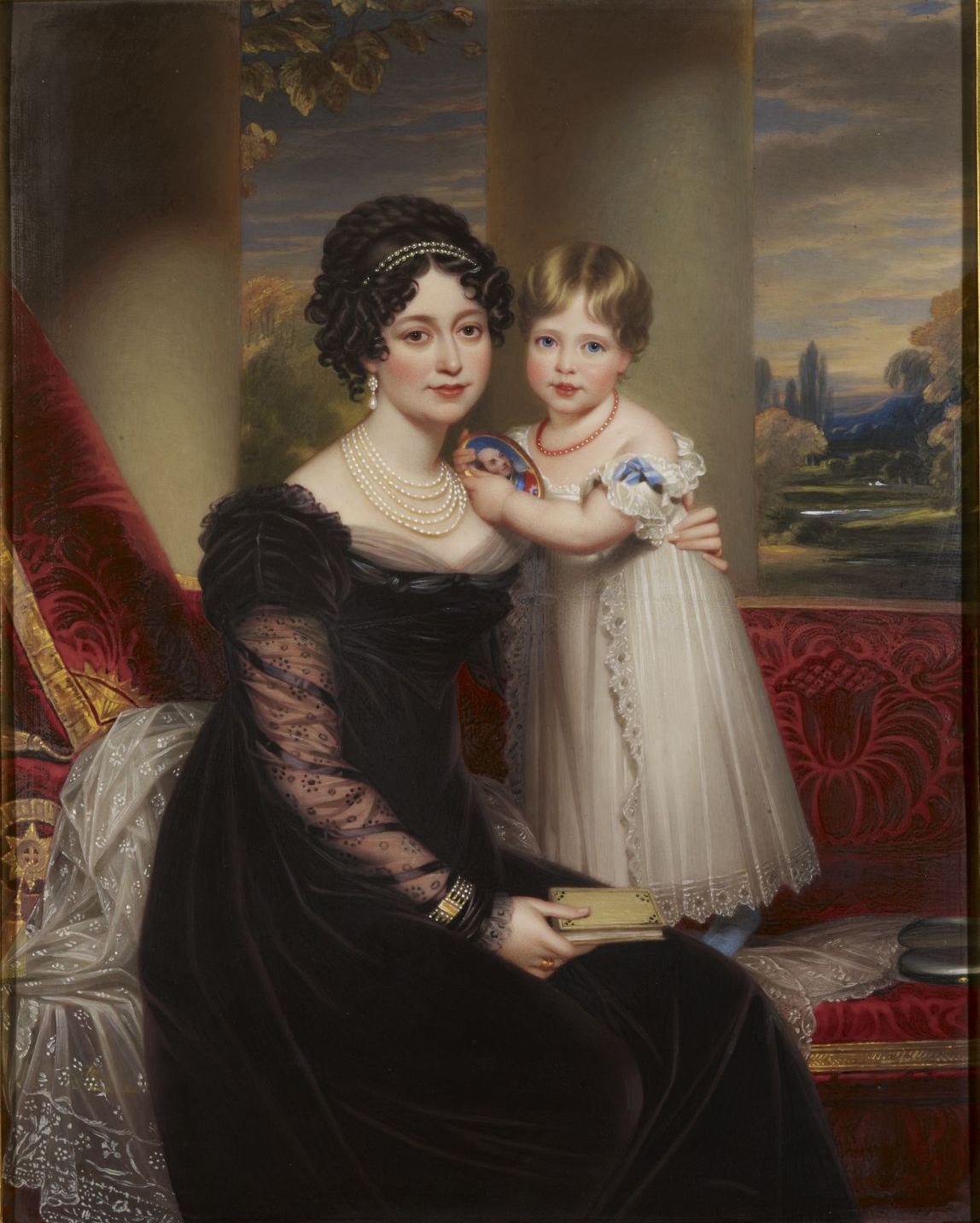
Die Duchess of Kent mit ihrer Tochter Victoria (Gemälde von Henry Bone)

Wenige Wochen nach der Hochzeit wurde Victoire, nunmehr Duchess of Kent, schwanger. Um dem ungeborenen Kind das Recht auf die britische Thronfolge zu sichern, musste es im Vereinigten Königreich Großbritannien und Irland geboren sein. So verließen Edward Augustus und seine Frau, das Palais Amorbach, wo sie wegen der niedrigen Lebenshaltungskosten Quartier genommen hatten. Die im achten Monat schwangere Victoire, Duchess of Kent, reiste in einer anstrengenden Kutschfahrt mit einer Hebamme und einem Arzt im April 1819 von Amorbach nach Calais. Rechtzeitig landete ihr Schiff am 24. April an der englischen Küste. In Anwesenheit hoher Würdenträger gebar Victoire am 24. Mai 1819 im Kensington Palace ein gesundes Mädchen. Für damalige Verhältnisse ungewöhnlich, wurde die Prinzessin mit Hilfe der ersten Frauenärztin Deutschlands, Geburtshelferin Charlotte von Siebold, zur Welt gebracht, unmittelbar nach der Geburt gegen Pocken geimpft und von ihrer Mutter selbst gestillt. Der Vater schrieb an seine Schwiegermutter nach Coburg, das Mädchen sei „wohlgenährt wie ein Rebhuhn“ (“plump as a partridge”). Die Geburt wurde in den Zeitungen zwar erwähnt, fand jedoch in der Öffentlichkeit kaum Beachtung.
Am 24. Juni 1819 wurde die Prinzessin im Kuppelsaal des Kensington Palace durch den Erzbischof von Canterbury getauft, und eigens zu dieser Zeremonie hatte man das königliche Taufbecken aus dem Tower of London herbeigebracht. Aufgrund der Namensgebung hatte es zuvor Unstimmigkeiten zwischen den Eltern und Prinzregent Georg gegeben. Die Eltern hatten eine Reihe damals üblicher Vornamen vorgeschlagen, was der Prinzregent ablehnte und nur die beiden eher unüblichen Namen Alexandrina (nach ihrem Taufpaten Zar Alexander I.) und Victoria (nach ihrer Mutter) zuließ. Taufpaten der Prinzessin waren neben dem Prinzregenten und dem russischen Zaren Victorias Tante väterlicherseits Königin Charlotte Auguste von Württemberg sowie die Großmutter mütterlicherseits Auguste von Sachsen-Coburg-Saalfeld.
Her Royal Highness Princess Alexandrina Victoria of Kent stand hinter ihren drei Onkeln – Prinzregent Georg (ab 1820 König Georg IV.), dem Duke of York and Albany und dem Duke of Clarence – sowie dem eigenen Vater zunächst an fünfter Position der britischen Thronfolge. Sollten aus den Ehen der älteren Brüder ihres Vaters legitime Nachkommen hervorgehen, wären auch diese vor Victoria thronfolgeberechtigt gewesen. Ab Juni 1830 dagegen wurde Victoria gemeinhin als erste Anwärterin auf den britischen Thron betrachtet (Heiress Presumptive).

### Erziehung und das Kensington System

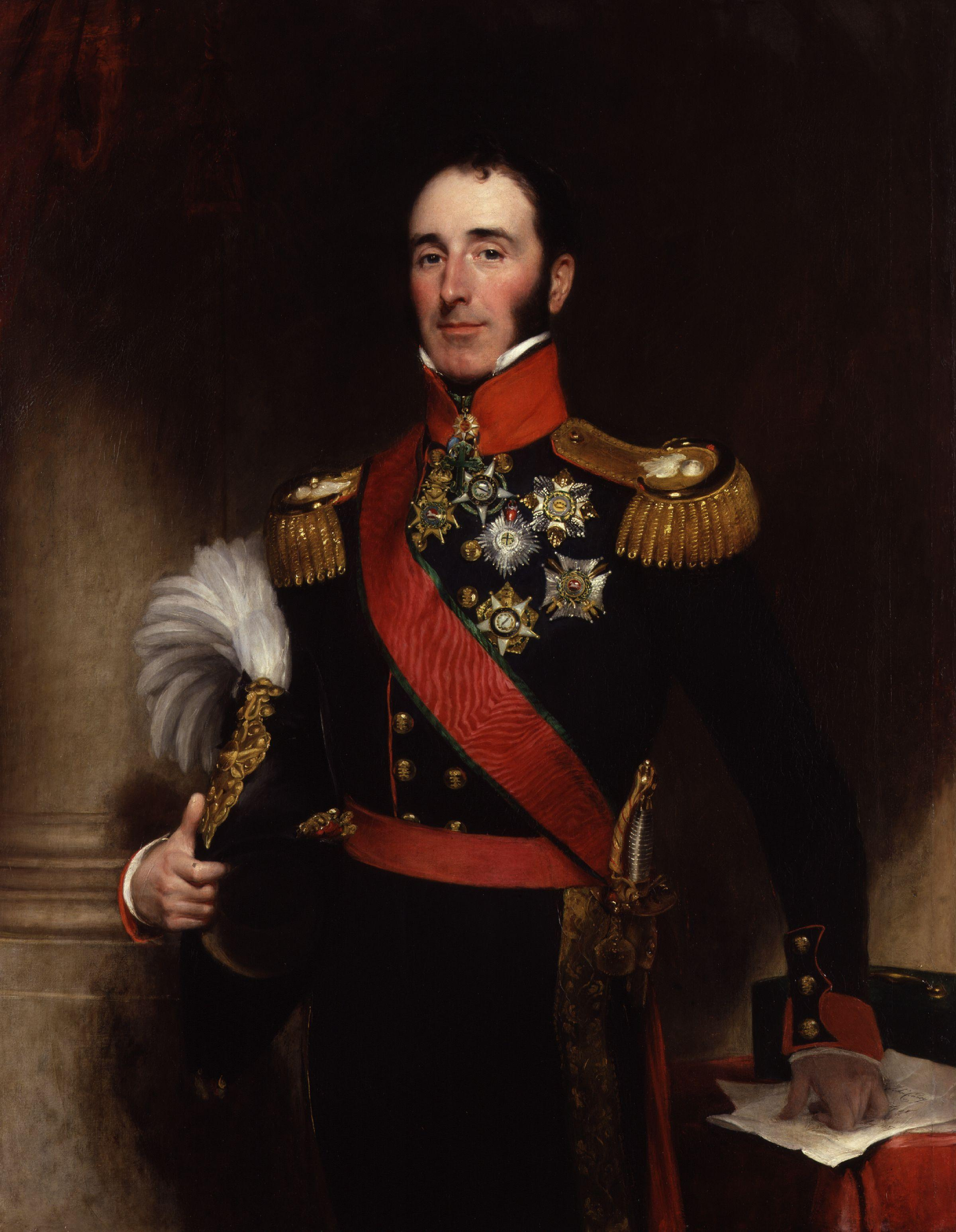
John Conroy (Gemälde von H.W. Pickersgill, 1837)

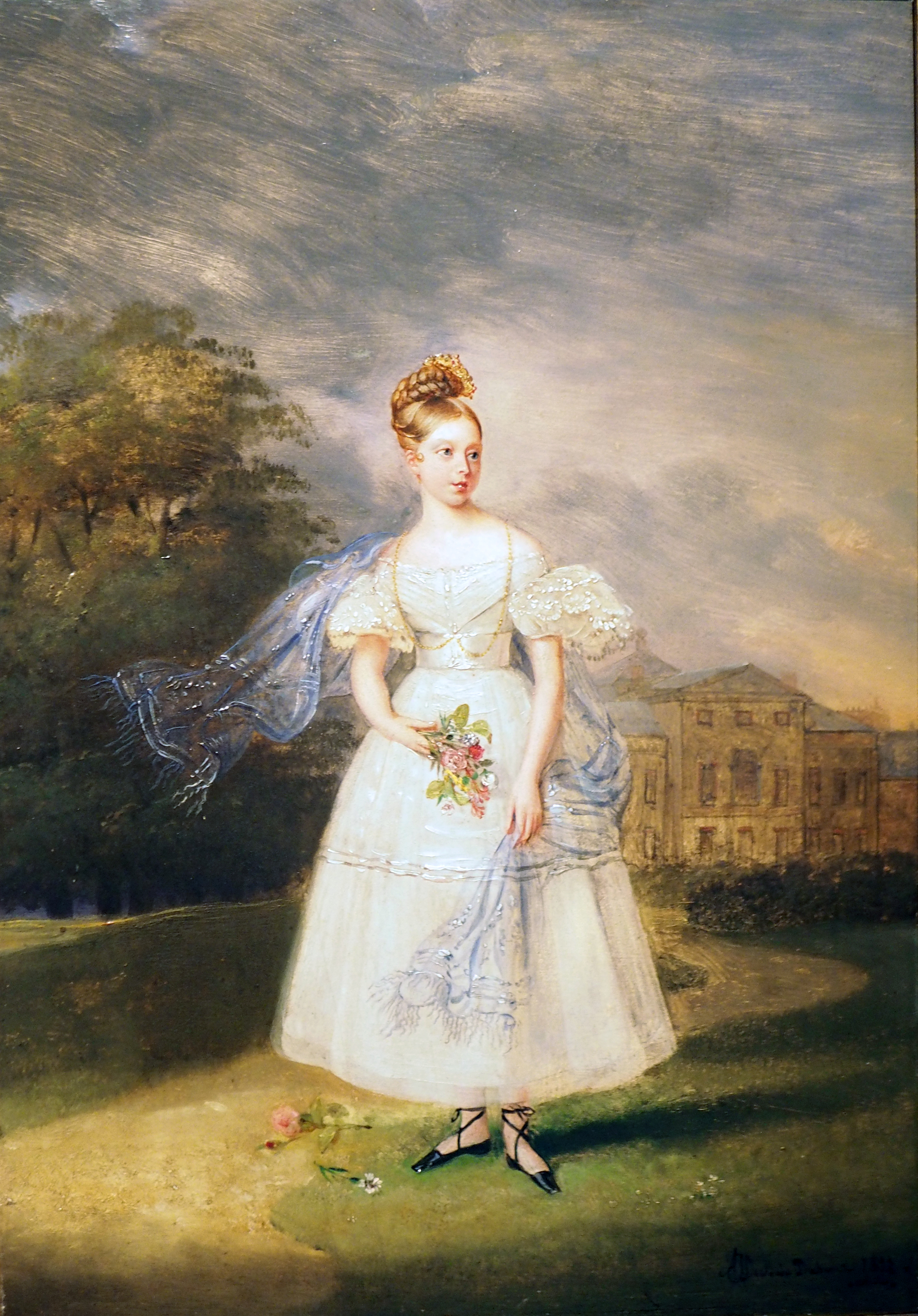
Prinzessin Victoria (1832)

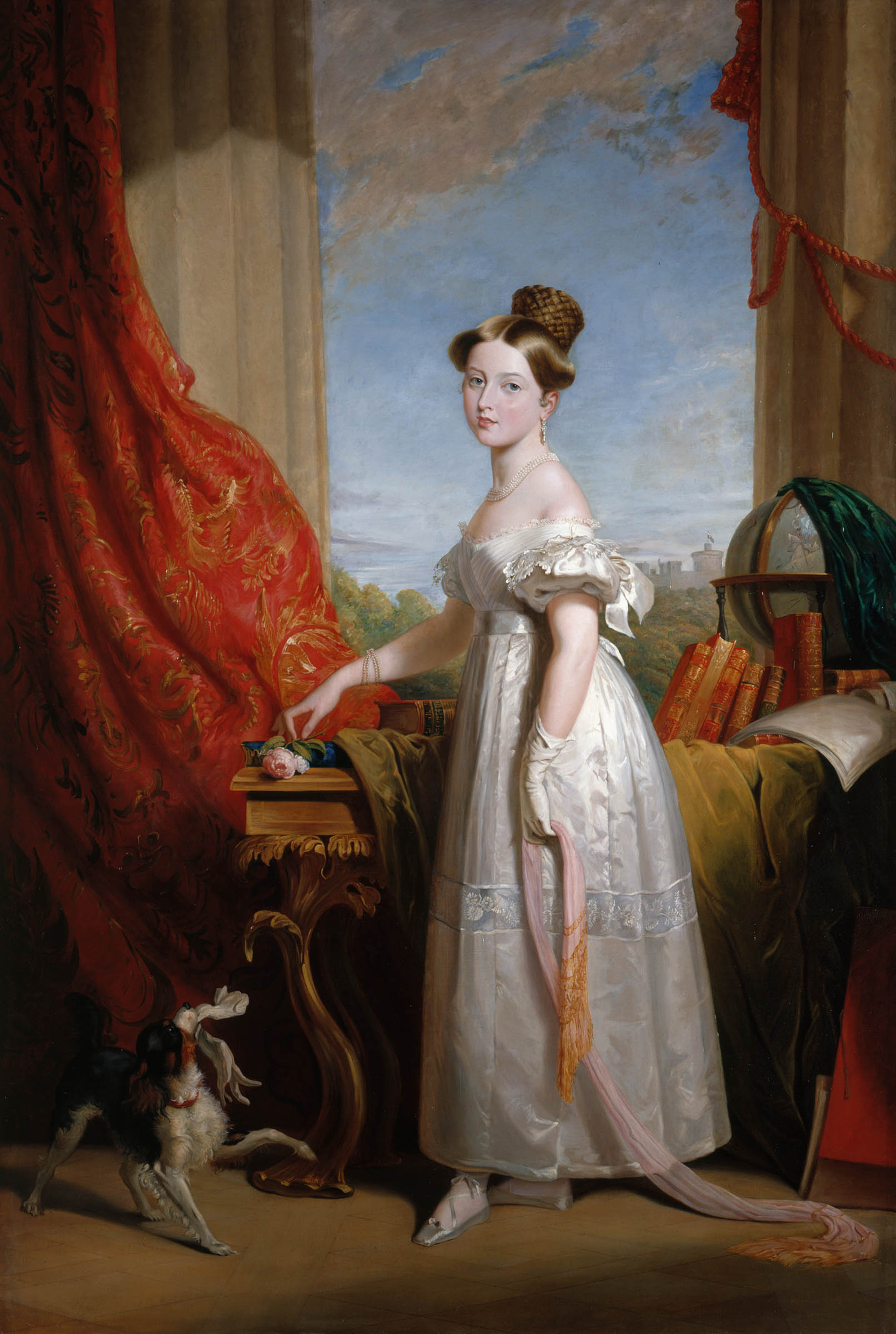
Victoria mit ihrem Spaniel, Dash (Gemälde von George Hayter, 1833)

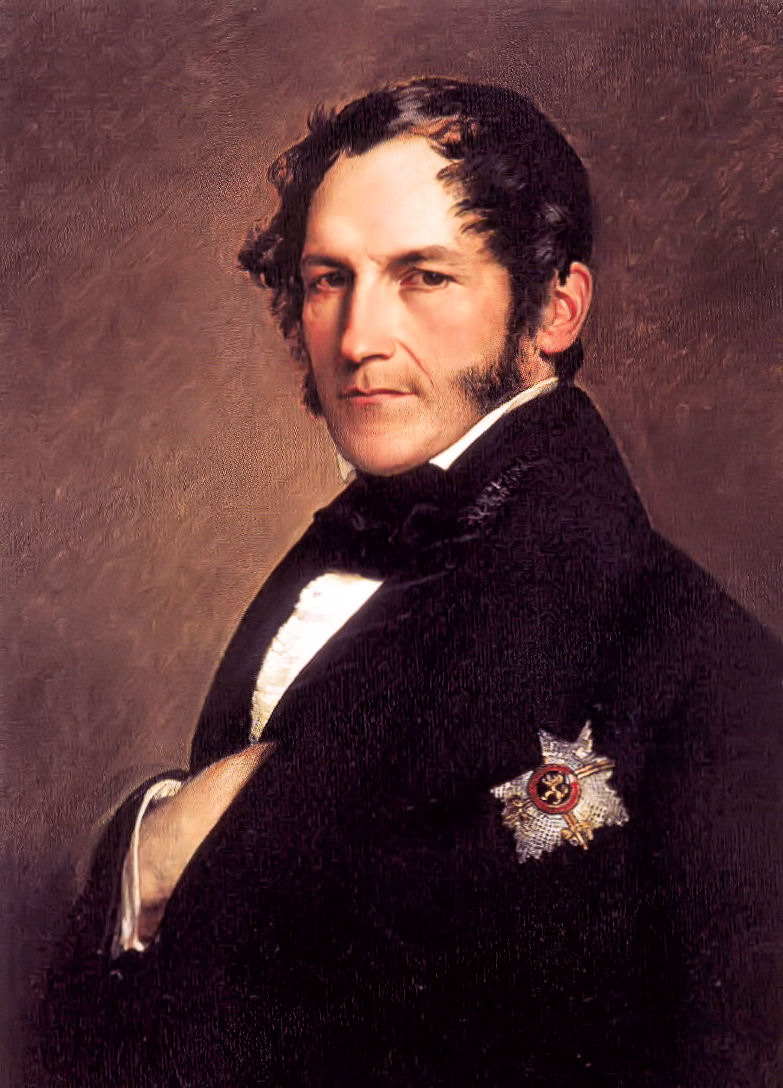
Leopold I., Onkel von Victoria (Gemälde von Franz Xaver Winterhalter)

Während eines Aufenthalts in Sidmouth verstarb Victorias Vater an den Folgen einer Lungenentzündung (23. Januar 1820); zu diesem Zeitpunkt war seine Tochter erst acht Monate alt. Die königliche Familie begegnete der Witwe mit Ablehnung; Georg IV., seit dem 29. Januar 1820 neuer Monarch, hatte die Ehe seines Bruders mit Victoire stets kritisch betrachtet und präferierte daher eine Rückkehr seiner Schwägerin in ihre deutsche Heimat. Angesichts der horrenden Schulden musste die Duchess of Kent das Erbe ihres verstorbenen Ehemannes ausschlagen und konnte nur auf Anraten und durch die finanzielle Unterstützung ihres Bruders Leopold weiterhin im Kensington Palace wohnen. Aufgrund ihrer isolierten Stellung geriet Victoire zunehmend unter den Einfluss John Conroys, den ihr Ehemann als Nachlassverwalter eingesetzt hatte und der bald eine dominierende Stellung in ihrem Haushalt einnehmen sollte.
Victoria, in Familienkreisen „Drina“ genannt, galt als willensstarkes, robustes Kind, das gelegentlich Tobsuchtsanfälle hatte.
1824 wurde Louise Lehzen, eine deutsche Pfarrerstochter und nachmalige Baronin, Gouvernante der fünfjährigen Prinzessin; sie war fortan für deren Erziehung verantwortlich. Lehzen wurde für die Heranwachsende zur entscheidenden Bezugsperson, insbesondere da das Verhältnis zwischen Victoria und ihrer Mutter zunehmend angespannt war. Aufgrund des von Conroy kontrollierten Haushalts war Lehzen, obwohl nur unzureichend dazu qualifiziert, für die Vorbereitung Victorias auf ihre Rolle als künftige Monarchin zuständig. Über Lehzen urteilte Victoria später: „Sie war eine bewundernswerte Frau, und ich betete sie an, obgleich ich auch Angst vor ihr hatte.“ Victoria genoss eine oberflächliche Schulbildung, die der junger Adelstöchter ihrer Zeit entsprach. Ab 1829 wurde sie von dem liberalen anglikanischen Geistlichen George Davys, dem späteren Bischof von Peterborough, unterrichtet, der zum offiziellen Hauslehrer bestellt worden war. Ihr Programm umfasste fünf Unterrichtsstunden pro Tag an sechs Wochentagen, wobei der Schwerpunkt auf Bibelkunde, Geschichte, Geographie und dem Spracherwerb lag. Victoria sprach später fließend Deutsch und Französisch sowie etwas Latein und Italienisch. Im täglichen Umgang mit ihrer Mutter unterhielt sie sich ausschließlich auf Englisch, da die Duchess dies für politisch opportun hielt. Die Lernbereitschaft der Schülerin wurde als begrenzt beschrieben. Später vervollständigten Tanz-, Mal-, Reit- sowie Klavierunterricht das Ausbildungsprogramm der Prinzessin.
Vermutlich durch ein Buch über englische Geschichte erfuhr Victoria im März 1829 von ihrer Stellung als Heiress Presumptive, woraufhin sie zu Lehzen gesagt haben soll: „Ich will mein Bestes geben“ (“I will be good”). Manche Autoren verweisen derartige Aussagen in den Bereich der Legenden.
Unterdessen schätzte auch John Conroy die Möglichkeit einer Thronübernahme Victorias als sehr hoch ein, sollten aus den Ehen ihrer Onkel keine legitimen Nachkommen hervorgehen. Angesichts des fortgeschrittenen Alters und schlechten Gesundheitszustands Wilhelms IV., der seinem Bruder Georg IV. 1830 nachgefolgt war, würde dies vermutlich zu einem Zeitpunkt erfolgen, an dem Prinzessin Victoria ihre Volljährigkeit noch nicht erreicht hatte. In diesem Fall würde die Duchess of Kent gemäß dem Regency Act für ihre minderjährige Tochter die Regentschaft ausüben und Conroy somit mittelbar zu politischem Einfluss gelangen. Dieses Vorhaben setzte voraus, dass die Duchess und ihre Tochter möglichst wenig Kontakt zum Königshof haben sollten, weshalb Conroy sie gezielt im Kensington Palace isolierte und kontrollierte (Kensington System). Er redete der Duchess ein, dass der Duke of Cumberland – nach Victoria der Nächste in der Thronfolge – der Prinzessin nach dem Leben trachte und daher ein isoliertes, abgeschottetes Leben notwendig sei. Beispielsweise wurde es Victoria untersagt, am 8. September 1831 an den Krönungsfeierlichkeiten ihres Onkels teilzunehmen. Im Haushalt der Duchess verkehrten ausschließlich von Conroy ausgesuchte Personen, der Tagesablauf war streng reglementiert. Bis zum Tag ihrer eigenen Thronbesteigung musste Victoria im Schlafzimmer ihrer Mutter übernachten, Treffen mit anderen Personen durften nur unter Aufsicht stattfinden. Es war ihr nicht einmal gestattet, eine Treppe ohne Begleitperson hinunterzugehen. Insgesamt hatte Victoria kaum Kontakt zu Gleichaltrigen; zu ihren wenigen Spielgefährten zählten ihre zwölf Jahre ältere Halbschwester Feodora zu Leiningen, Conroys Tochter Victoire und ab 1833 ein King Charles Spaniel, Dash. Zeitlebens war Victoria der Überzeugung, eine traumatische und unglückliche Kindheit erlebt zu haben: „Keinen Auslauf für meine starken Gefühle und Zuneigungen, keine Brüder und Schwestern, mit denen ich leben konnte […] kein intimes und vertrauensvolles Verhältnis mit meiner Mutter“, schrieb sie selbst ihrer ältesten Tochter.
Eine Vorbereitung Victorias auf ihre Rolle als Monarchin unterblieb bewusst. Eine Ausnahme bildete ihr Onkel Leopold, der seit 1831 als Leopold I. belgischer König war und in Brüssel residierte. In zahlreichen Schreiben beriet er seine Nichte und empfahl ihr Bücher und Manuskripte, die sie auf die Thronübernahme vorbereiten sollten, weshalb sich Victoria in Briefen bedankte und ihn als ihren „besten und gütigsten Ratgeber“ (“best and kindest advisor”) bezeichnete.
Als absehbar wurde, dass Victoria zum Zeitpunkt ihrer Thronbesteigung volljährig sein würde, versuchte Conroy ihr das Zugeständnis abzuringen, ihn nach dem Thronwechsel zu ihrem Privatsekretär zu ernennen. Trotz des enormen Drucks, den auch ihre Mutter ausübte, sowie einer soeben überstandenen schweren Erkrankung (vermutlich Typhus) verweigerte die 16-jährige Victoria Conroy im Oktober 1835 standhaft ihre Unterschrift zu dessen Ernennung als Privatsekretär. Daraufhin kam es zum vollständigen Bruch mit ihrer Mutter, und bis zur Thronbesteigung wechselten beide kaum noch ein Wort. Conroy verbreitete währenddessen das Gerücht, Victoria sei geistig zu instabil, um die Verantwortung einer Monarchin zu tragen.
Als sich Wilhelm IV. im Frühjahr 1837 krankheitsbedingt nach Windsor Castle zurückzog und sein Leben sich dem Ende zuneigte, stand Victorias Thronfolge unmittelbar bevor. Während des Geburtstagsdinners anlässlich ihres 18. Geburtstags und somit ihrer Volljährigkeit (24. Mai 1837) erklärte der bereits kranke König, dass er dankbar sei, diesen Tag zu erleben, da es ihm nun gelungen sei, eine Regentschaft vollständig ungeeigneter Personen zu verhindern. Diese öffentliche Erklärung verursachte einen Eklat und führte zum Bruch zwischen dem König und seiner Schwägerin. Daher entsandte Leopold seinen Vertrauten Christian von Stockmar nach Großbritannien, der Victoria in den folgenden Monaten beratend und unterstützend zur Seite stehen sollte. Mit Stockmars Unterstützung gelang es ihr, die letzten Versuche der Einflussnahme John Conroys abzuwehren.

### Thronbesteigung

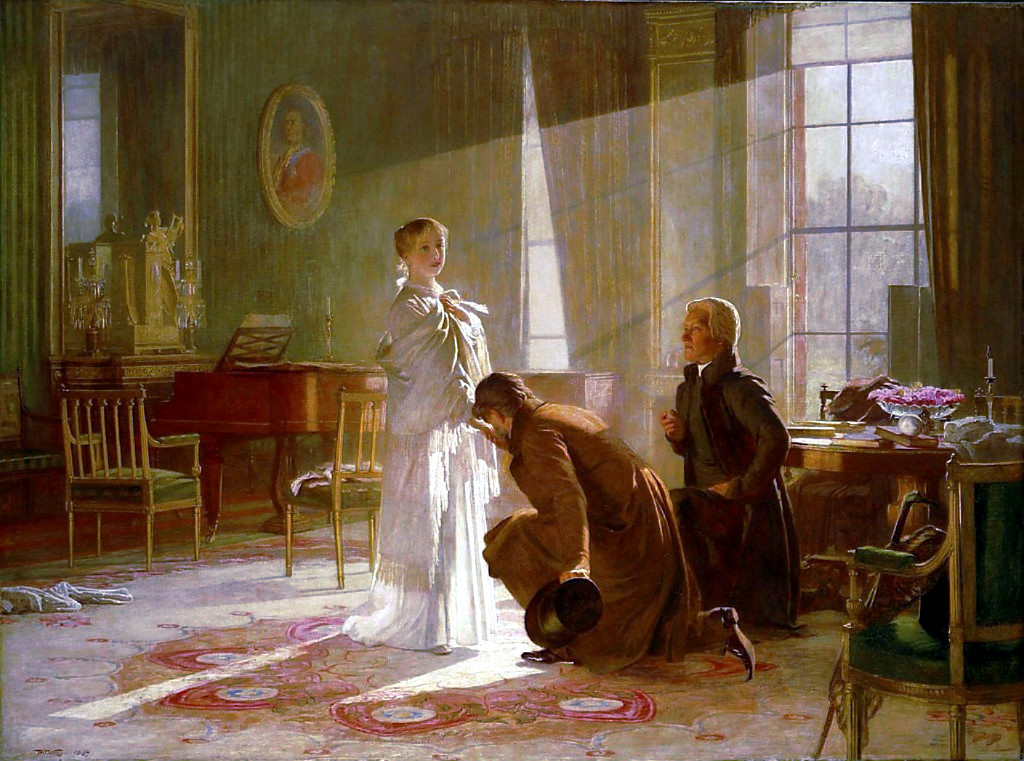
Victoria am Morgen des 20. Juni 1837

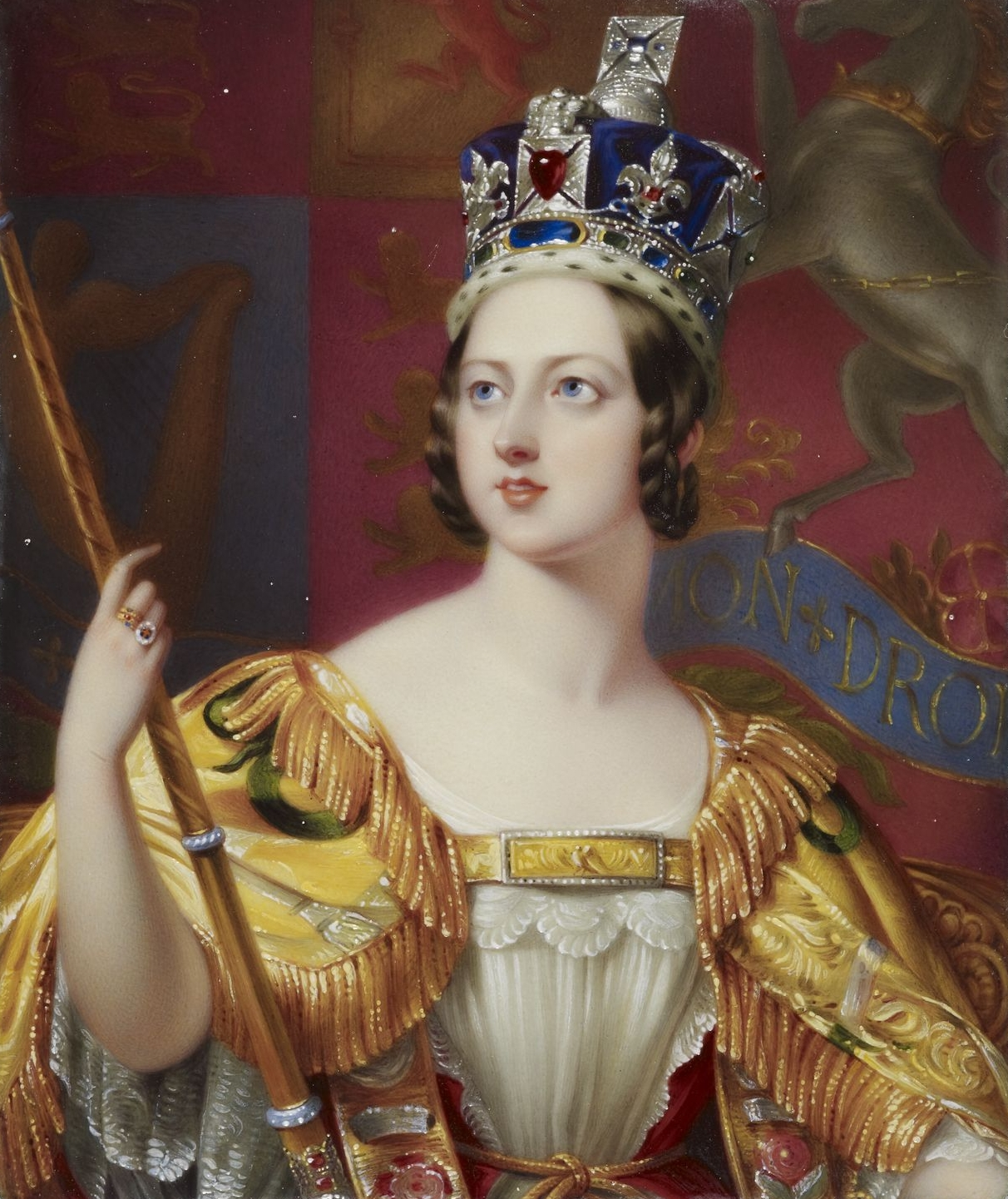
Victoria im Krönungsornat und mit der Imperial State Crown (Gemälde von George Hayter, 1838)

Am Morgen des 20. Juni 1837 suchten der Erzbischof von Canterbury und der Lord Chamberlain den Kensington Palace auf und baten um Audienz bei Victoria. Sie eröffneten der Prinzessin, dass ihr Onkel Wilhelm IV. in der Nacht verstorben war und die Königswürde an sie gefallen sei. Victoria notierte dazu in ihrem Tagebuch:

“I was awoke at 6 o’clock by Mamma, who told me the Archbishop of Canterbury and Lord Conyngham were here and wished to see me. I got out of bed and went into my sitting-room (only in my dressing gown) and alone, and saw them. Lord Conyngham then acquainted me that my poor Uncle, the King, was no more, and had expired at 12 minutes past 2 this morning and consequently that I am Queen.”

„Ich wurde um 6 Uhr von Mamma geweckt, die mir sagte, der Erzbischof von Canterbury und Lord Conyngham seien hier und wünschten mich zu sehen. Ich stieg aus dem Bett und ging in mein Wohnzimmer (nur in meinem Morgenmantel) und empfing sie allein. Lord Conyngham teilte mir dann mit, dass mein armer Onkel, der König, um zwölf Minuten nach zwei aus dem Leben geschieden war und folglich, dass ich Königin bin.“

Noch am selben Vormittag empfing Victoria Premierminister Lord Melbourne und nahm an ihrer ersten Kronratssitzung teil. Die ersten Staatsdokumente unterschrieb sie noch als Alexandrina Victoria, nach wenigen Tagen beschränkte sie sich auf die Verwendung des Herrschernamens Victoria. Mit dem Thronwechsel endete die seit 1714 bestehende Personalunion zwischen Großbritannien und Hannover, da das im Königreich Hannover geltende Salische Gesetz die weibliche Thronfolge ausschloss. In Hannover erbte ihr Onkel Ernest Augustus, Duke of Cumberland and Teviotdale als Ernst August I. den Thron und war bis zur Geburt von Victorias erstem Kind britischer Thronanwärter (Lord Justices Act 1837).
Bereits im Juli 1837 verlegte Victoria ihren Hofstaat vom Kensington Palace in den umgebauten und erweiterten Buckingham Palace, der damit erstmals als offizielle Hauptresidenz der britischen Monarchie diente. Victoria nutzte ihre neue Stellung, um sich des dominierenden Einflusses ihrer Mutter und vor allem John Conroys zu entledigen. Die Duchess of Kent zog zwar gemeinsam mit ihrer Tochter in den Buckingham Palace, wurde jedoch in einem Flügel des Palastes untergebracht, der weit entfernt von den privaten Räumlichkeiten der Königin lag. Am Hof wurde ihr lediglich die Rolle zugebilligt, die das Protokoll für sie vorsah. Mutter und Tochter trafen nur noch in Anwesenheit Dritter zu offiziellen Anlässen aufeinander. Conroy erhielt keine offizielle Stellung am Hof; er blieb aber weiterhin Mitglied im Haushalt der Duchess of Kent und verließ diesen erst 1839. Mit Louise Lehzen wurde eine enge Vertraute Victorias als Lady Attendant mit der Leitung des königlichen Haushalts beauftragt.
Als Monarchin standen Victoria neben der jährlichen Zuwendung von 385.000 Pfund aus der Zivilliste (was dem aktuellen Betrag von umgerechnet 17,6 Millionen Pfund entspricht) die Einnahmen der beiden königlichen Herzogtümer Lancaster und Cornwall zu, die es ihr ermöglichten, die Schulden ihres Vaters zu tilgen.
Die Krönung fand am 28. Juni 1838 in der Westminster Abbey statt. Das Parlament hatte 79.000 Pfund für die Zeremonie bewilligt, mehr als das Doppelte dessen, was Wilhelm IV. 1831 zur Verfügung gestanden hatte. Am Krönungstag wurde Victoria in der goldenen Staatskutsche (Gold State Coach) mit einem Festzug vom Buckingham Palace via Hyde Park, Piccadilly, St. James’s Square, Pall Mall, Charing Cross und Whitehall zur Westminster Abbey geleitet. Nach zwei sehr unpopulären Vorgängern wurde die junge Monarchin mit Begeisterung begrüßt und galt beim Volk als energisch, humorvoll und lebenslustig. Zu den Krönungsfeierlichkeiten sollen vierhunderttausend Besucher nach London gekommen sein.
Da Victoria die Edwardskrone als zu schwer empfand, krönte sie der Erzbischof von Canterbury, William Howley, in einer fünfstündigen Zeremonie mit der eigens für sie angefertigten Imperial State Crown (Hauptartikel: Krönung britischer Monarchen). Erstmals nahmen auch die Mitglieder des House of Commons an der Krönung teil, was die zunehmende Demokratisierung Großbritanniens unterstrich. Anlässlich des Ereignisses bemerkte Victoria in ihrem Tagebuch: „Ich kann wirklich nicht ausdrücken, wie stolz ich mich fühle, die Königin einer solchen Nation zu sein.“ (“I really cannot say how proud I feel to be the Queen of such a nation.”)

### Erste Regierungsjahre

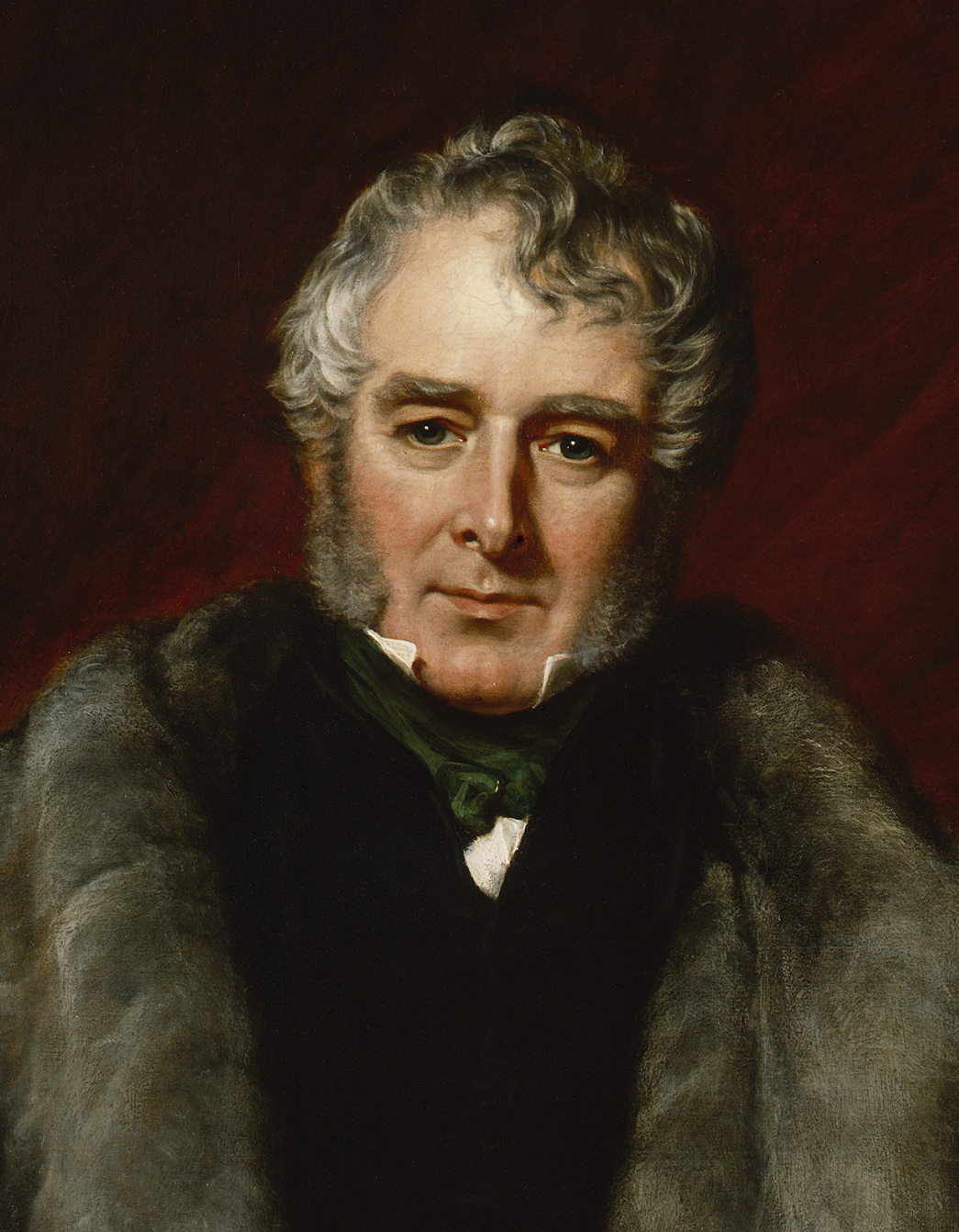
Lord Melbourne

Victorias erster Premierminister war Lord Melbourne, der neben Leopold zum zweiten väterlichen Mentor und Ratgeber der 18-jährigen Königin werden sollte. Er genoss das volle Vertrauen seiner Monarchin, und da diese zunächst auf die Ernennung eines Privatsekretärs (Private Secretary of the Sovereign) verzichtet hatte, übernahm Melbourne zusätzlich diesen Aufgabenbereich. Victoria und der 58-jährige Witwer entwickelten ein enges Verhältnis – neben politischen Fragen beriet er sie auch in privaten und modischen Dingen –, weshalb diese Intimität häufig als Verliebtheit Victorias gedeutet wurde. Während fast täglich stattfindender Audienzen oder stundenlanger gemeinsamer Ausritte brachte Melbourne ihr die Geschichte des Hauses Hannover näher und gab seine Einschätzung zu den Stärken und Schwächen führender Politiker ab; Kenntnisse, die für Victoria in den folgenden Jahren wertvoll waren. Er machte ihr klar, dass sie als konstitutionelle Monarchin den Staat repräsentiere und in der Öffentlichkeit keine andere Meinung äußern dürfe als ihre Regierung. Melbourne ließ sich nicht anmerken, wie sehr ihn die Naivität, politische Unerfahrenheit und Unwissenheit der Königin überraschten, und war bemüht, ihre Lücken in Erziehung und Bildung zu schließen.
Durch die Unterstützung ihres Premierministers verlief das erste Regierungsjahr Victorias erfolgreich, allerdings währten die guten Dienste Melbournes nur so lange, wie seine Regierung stabil blieb. Als seine Stimmenmehrheit im Unterhaus – auch unter seinen Parteifreunden bei den Whigs – bedrohlich zu schwinden begann, stellte Lord Melbourne im Mai 1839 sein Amt als Premierminister zur Verfügung. Unter diesen unsicheren Verhältnissen hoffte Melbourne auf ein Scheitern der neuen Regierung und anschließende Neuwahlen, die seine Partei stärken sollten. Der politisch unerfahrenen Victoria blieb dieses Vorhaben verborgen, sie empfand den Gedanken eines drohenden Abgangs ihres Premierministers und eine Regierungsübernahme der oppositionellen Tories als persönliche und politische Katastrophe. Der Tory-Politiker Robert Peel, der zur Regierungsbildung bereit war, hielt eine personelle Anpassung des Hofstaates an die künftigen Machtverhältnisse für unumgänglich und forderte von der Königin die Entlassung einiger Hofdamen aus Whig-Kreisen sowie die Neubesetzung mit Damen aus dem Umfeld der Tories. Victoria, die ihre Hofdamen als Freundinnen und enge Gefährtinnen betrachtete, deren Auswahl sie als Privatangelegenheit sah, lehnte dieses Ersuchen kategorisch ab, zumal Peel ihr unsympathisch erschien („kalter und merkwürdiger Mann“). Als Peel eine Regierungsbildung unter diesen Umständen ablehnte, wurde Lord Ashley das Amt des Premierministers angeboten, aber auch er lehnte unter diesen Bedingungen ab. Schließlich wurde erneut Lord Melbourne mit der Regierungsbildung beauftragt. Die Königin feierte ihre Weigerung als politischen Sieg und war überzeugt, die Würde der Krone verteidigt zu haben. Mit ihrer kategorischen Weigerung bewegte sich Victoria in dieser sogenannten „Hofdamenaffäre“ („Bedchamber crisis“) in einer verfassungsrechtlichen Grauzone.
Die Hofdamenaffäre und Victorias unkluges Verhalten in der Flora-Hastings-Affäre, in der Flora Hastings, eine an einem Lebertumor erkrankte Hofdame der Duchess of Kent, zu Unrecht einer unehelichen Schwangerschaft verdächtigt wurde, kosteten die Königin in der Öffentlichkeit Ansehen und Sympathien. Victoria galt nicht mehr als die unschuldige Königin, sondern als eine kalte, herzlose Frau, die gemeinsam mit ihren klatschsüchtigen Whig-Hofdamen den Ruf einer Unschuldigen ruiniert hatte. In keiner der beiden Affären hatte Lord Melbourne so entschieden reagiert, wie man es von ihm als Ratgeber und Vertrautem einer unerfahrenen Monarchin hätte erwarten dürfen. Victoria selbst beurteilte das Verhalten in ihrer ersten politischen Aktion 60 Jahre später mit dem Satz: „Es war ein Fehler.“ Ihre Absage an Peel ist auch von der Forschung immer wieder als unreife Entscheidung bewertet worden – eine typisch emotionale Tat einer unerfahrenen jungen Frau. In der Öffentlichkeit wurden zunehmend Forderungen nach einer Heirat der Königin laut, da man sich von einem Ehemann mäßigenden Einfluss auf die häufig sehr emotional handelnde Victoria erhoffte.

### Heirat mit Prinz Albert

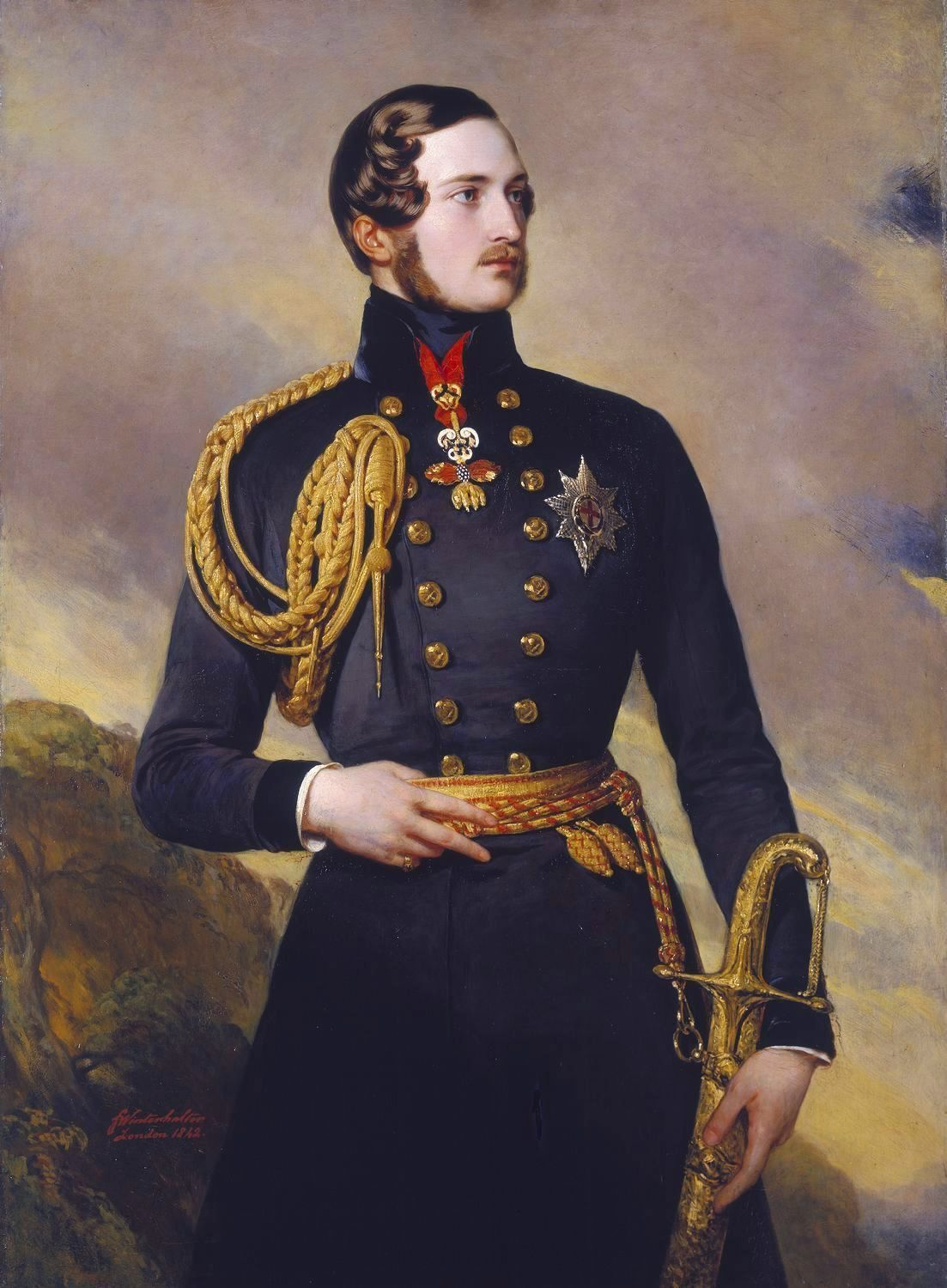
Albert von Sachsen-Coburg und Gotha (Gemälde von Franz Xaver Winterhalter, 1842)

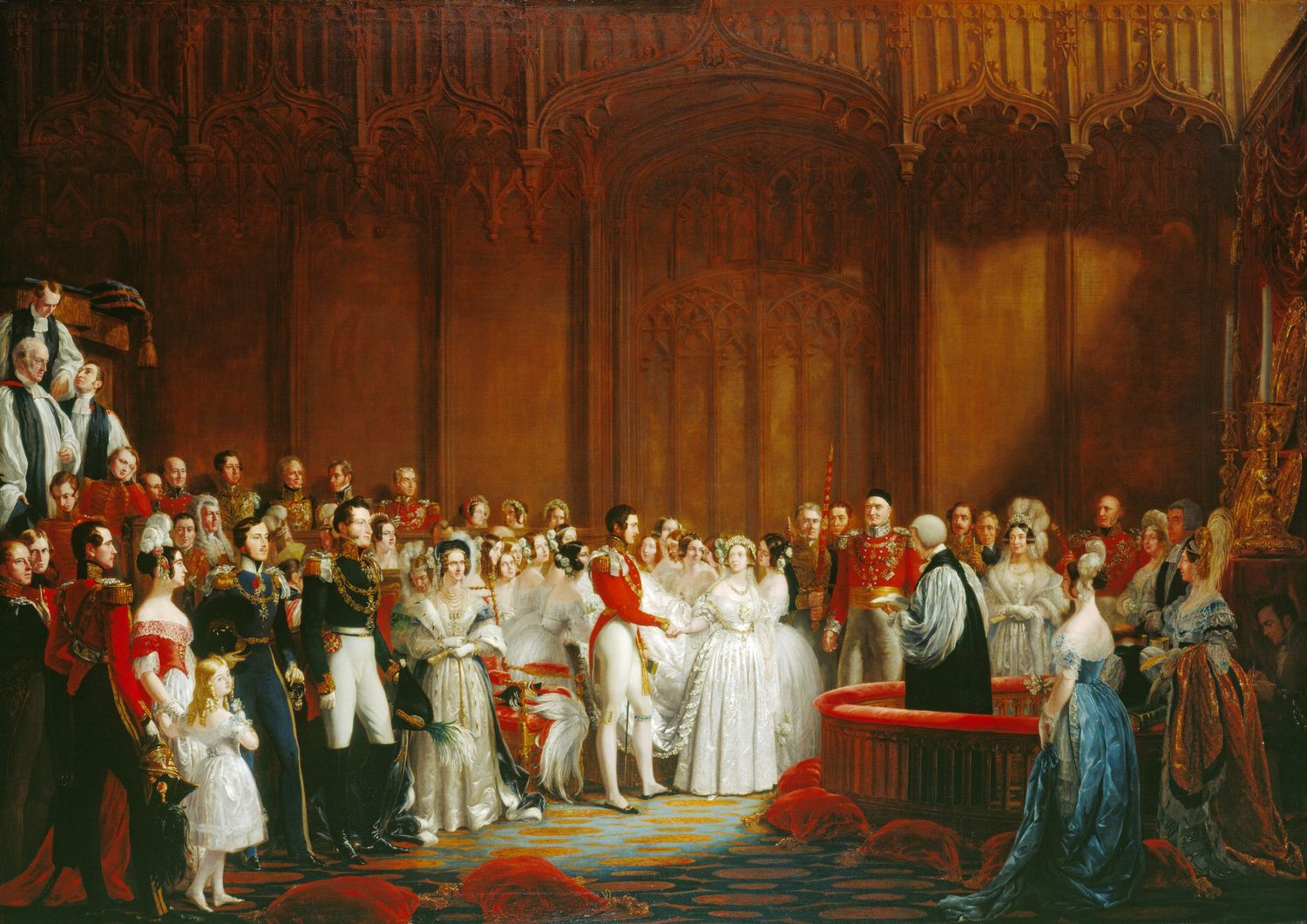
Heirat von Victoria und Albert (Gemälde von George Hayter)

Leopold I. und sein Berater Baron Stockmar waren überzeugt, dass eine Ehe Victorias mit ihrem deutschen Cousin Albert von Sachsen-Coburg und Gotha nicht nur den Coburger Interessen dienen, sondern auch die Königin zu einer besseren Herrscherin machen könnte, und arrangierten eine Verbindung der beiden. Im Sommer 1836 lernte die siebzehnjährige Victoria ihren zukünftigen Ehemann während eines Verwandtschaftsbesuchs ihres Onkels mütterlicherseits, Herzog Ernst von Sachsen-Coburg und Gotha, mit seinen Söhnen in London kennen. Die Prinzessin konnte sich für beide Cousins erwärmen und schrieb nach deren Abreise an Leopold, dass Albert alle Eigenschaften besitze, die sie sich wünsche. Zum ersten Mal habe sie Aussicht „auf ein großes Glück“ verspürt. Der Brief ist ein Beleg dafür, dass Victoria wusste, dass König Leopold in Albert den passenden Ehemann für sie sah.
Auf Initiative Leopolds trafen Prinz Albert und Prinz Ernst am 10. Oktober 1839 zu einem neuerlichen Besuch am britischen Königshof ein. Victoria notierte in ihrem Tagebuch: „Ich erblickte Albert mit einiger Bewegung, er ist schön.“ Bereits vier Tage später offenbarte sie Premierminister Melbourne ihre Heiratsabsichten und hielt am 15. Oktober – protokollgemäß – um die Hand Alberts an. „Ich bin der glücklichste Mensch“, schrieb Victoria in ihrem Tagebuch. Dass Königin Victoria ihre Abneigung gegen eine Ehe so rasch ablegte und sich in Albert verliebte, erklärt dessen Biograph Hans Joachim Netzer mit dem Bedürfnis der jungen Königin nach einem Unterstützer und Beschützer, da sie sich als Regentin zunehmend unsicher fühlte; auch Victorias Biographin Carolly Erickson führt das als wesentlichen Grund an. Sie betont auch eine Reihe von Gemeinsamkeiten: Beide waren durch eine unglückliche und lieblose Kindheit emotional verletzt, romantisch veranlagt und teilten eine Vorliebe für Musik. Während Victorias Tagebucheinträge von einem glücklichen Gefühlsüberschwang zeugen, belegen Alberts Briefe aus dieser Zeit, dass er die Ehe mit der britischen Königin wesentlich nüchterner sah. Die Reaktionen der britischen Öffentlichkeit auf die geplante Hochzeit waren überwiegend ablehnend, der deutsche Prinz aus dem unbedeutenden Coburg galt als nicht ebenbürtig. Spottverse behaupteten, dass die Königin eine halbe Krone hergegeben habe, um einen Ring zu erhalten. Andere spielten auf den zunehmend rundlicheren Körper Victorias an und unterstellten Prinz Albert, einem weiteren „glücklichen Coburger“, dass er die dicke Königin nur wegen ihres noch dickeren Geldsackes nehme.
Albert blieb nach der Hochzeit ein einfacher Prinz von Sachsen-Coburg und Gotha und wurde nicht in den Rang eines Prinzgemahls (Prince Consort) erhoben. Während Prinz Leopold 1816 als Gemahl der präsumptiven Thronfolgerin Charlotte Augusta eine jährliche Apanage von 50.000 Pfund erhalten hatte, wurden Albert nur 30.000 Pfund zugebilligt. Diesen Affront nahm Königin Victoria so persönlich, dass sie erwog, den Duke of Wellington nicht zur Hochzeit einzuladen.
Die Hochzeitsvorbereitungen führten zu ersten Spannungen zwischen den Brautleuten. Prinz Albert wollte sein persönliches Hofpersonal wenigstens teilweise selbst zusammenstellen und – am Beispiel König Leopolds geschult – einen Stab unterhalten, der entweder gleichermaßen aus Anhängern von Tories und Whigs bestand oder politisch neutral war. Victoria bestimmte, ohne Rücksicht auf die Wünsche ihres zukünftigen Gatten, alle Mitglieder seines Haushaltes selbst und wählte, beeinflusst von Lord Melbourne, ausschließlich Anhänger der Whigs. Zum Privatsekretär – dem wichtigsten Amt im prinzlichen Haushalt – ernannte sie George Anson, einen Vertrauten Melbournes. Die Bevorzugung der Whigs setzte sich auch bei der Trauung fort. Nur fünf Tories wurden eingeladen, am 10. Februar 1840 in der Chapel Royal des St James’s Palace der Hochzeitszeremonie beizuwohnen.

### Erste Ehejahre

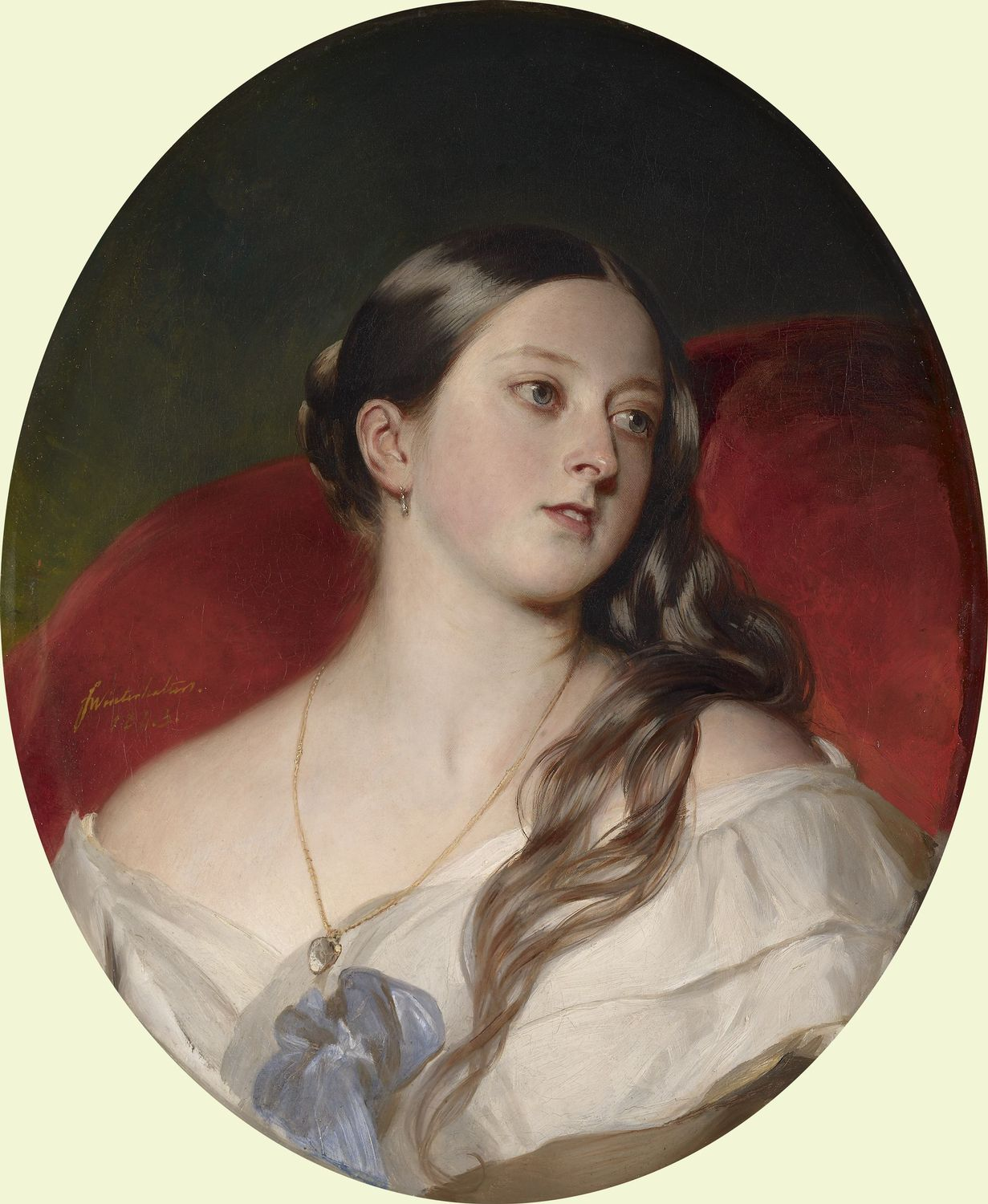
Victoria im Jahr 1843 (Gemälde von Winterhalter)

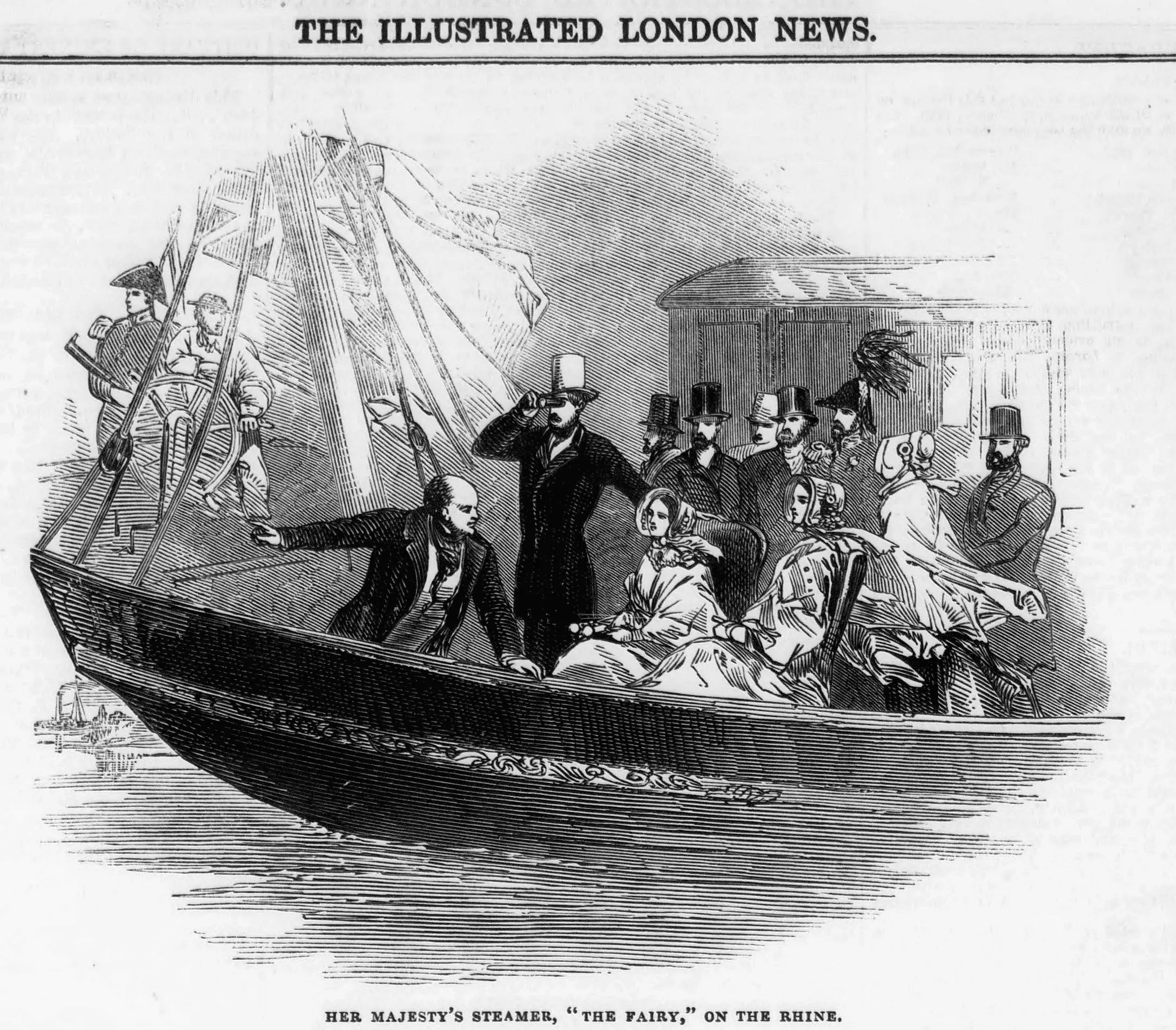
Auf dem Rhein 1845 (Reise durch Belgien und Deutschland)

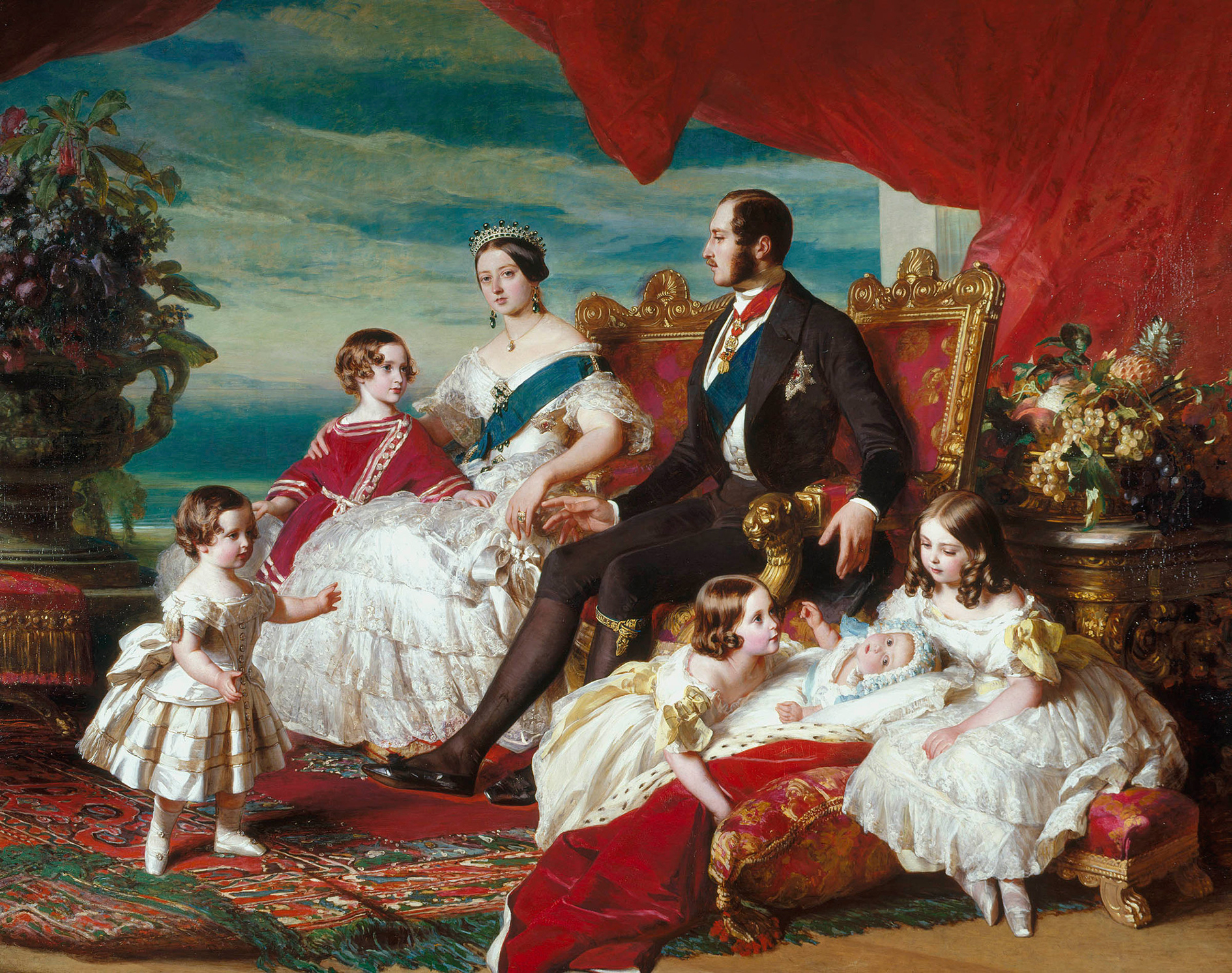
Die königliche Familie (Gemälde von Winterhalter, 1846)

Königin Victoria trennte streng zwischen Privatleben und Herrscheramt, weshalb Albert, den man auf eine mitgestaltende politische Rolle vorbereitet hatte und für den dies ein Heiratsgrund war, wiederholt darüber klagte, dass er in den politischen Entscheidungen keine Rolle spielte. Albert, der den größten Teil seines Lebens in enger Gemeinschaft mit seinem Bruder verbracht hatte, vermisste in London dessen Gesellschaft und litt unter seiner isolierten Stellung. Die Angehörigen der britischen Aristokratie betrachteten den deutschen Prinzen als zu gebildet und steif. Die Wissenschaftler, Künstler und Musiker, die er gerne zu Abendveranstaltungen eingeladen hätte, mussten auf Wunsch seiner Frau dem Hof fernbleiben. Victoria war sich ihrer ungenügenden Bildung nur zu bewusst und hatte das Gefühl, an solchen Gesprächen nicht teilnehmen zu können, was sie mit ihrer Rolle als Monarchin für unvereinbar hielt. Das Interesse ihres Mannes an Politik teilte sie nicht, beanspruchte jedoch die Ausübung der Herrscherfunktion für sich allein. „Ich mag nicht, dass er meine Rolle in Staatsgeschäften übernimmt“, teilte sie Premierminister Melbourne mit, nachdem dieser sich positiv über einen öffentlichen Auftritt von Prinz Albert geäußert hatte. Der politisch unbedeutende Albert suchte nach Betätigungsfeldern. Er wurde Mitglied der Royal Society, studierte gemeinsam mit einem Londoner Anwalt englisches Recht und übernahm das Präsidentschaftsamt der Gesellschaft zur Abschaffung der Sklaverei. Albert ließ die Parks von Windsor Castle umgestalten, begann mit dem Aufbau eines landwirtschaftlichen Musterguts und bildete aus den Arabern des königlichen Reitstalls ein kleines Gestüt.
Die weitgehend einflusslose Rolle des Prinzen änderte sich mit der Geburt der Kinder. Victoria wurde unmittelbar nach der Hochzeit schwanger und am 21. November 1840 wurde die nach ihr benannte Victoria („Vicky“) geboren. Nach der Geburt nahm Albert auf Einladung des Premierministers erstmals am Kronrat teil und wurde während der rasch folgenden zweiten Schwangerschaft erstmals ohne Wissen der Königin politisch aktiv.
Angesichts der finanziellen Lage wurde das politische Ende der Ära Melbourne absehbar und eine Regierungsübernahme der Tories unter Robert Peel stand unmittelbar bevor. Um eine Situation, wie sie 1839 um die Hofdamenaffäre entstanden war, zu vermeiden, die Victoria viele Sympathien gekostet hatte, begann Albert rechtzeitig Verhandlungen mit Peel. Durch sein diplomatisches Handeln einigte er sich mit ihm, dass im Falle eines Regierungswechsels nur drei der Hofdamen seiner Frau den Hof verlassen mussten und gegen Anhängerinnen der Tories ausgetauscht werden sollten. Victoria war zunächst über diese Einigung wütend, fand sich aber dann mit ihr ab und sollte Peel später sehr schätzen. Alberts Eingreifen war der erste Schritt, der den britischen Königshof politisch neutralisierte. Geschult durch König Leopold und Christian von Stockmar war er der Überzeugung, dass in einer konstitutionellen Monarchie, in welcher der Premierminister in erster Linie dem Parlament verpflichtet war, das Königshaus als Institution über den tagespolitischen Ereignissen und parteipolitischen Entscheidungen stehen müsse. Bei seinem Abschied am 30. August 1841 riet Lord Melbourne Victoria, sich in politischen Angelegenheiten von ihrem Ehemann beraten zu lassen; ein Rat, den die Königin befolgen sollte. Zum Zeitpunkt der Geburt Albert Eduards („Bertie“) am 9. November 1841 war ihr Ehemann bereits der wichtigste Ratgeber. Er hatte nun Zugang zu allen Dokumenten, die der Königin vorgelegt wurden, formulierte zahlreiche ihrer offiziellen Briefe und beeinflusste ihre Entscheidungen. Laut George Anson wurde Albert „in der Tat, wenn auch nicht dem Titel nach, der Privatsekretär Ihrer Majestät“.
Die vermutlich schwerste Ehekrise leitete dann schließlich den Rückzug der Baronin Lehzen vom Hof ein: Die königlichen Nachkommen wuchsen in der von einer Gouvernante geleiteten Nursery auf, die unter dem Einfluss Lehzens stand. Zu Beginn ihres zweiten Lebensjahres kränkelte Prinzessin Victoria, und als die Eltern von einer Reise zurückkehrten, fanden sie ihre Tochter blass und abgemagert vor. Durch eine kritische Bemerkung ihres Gatten verlor Victoria die Fassung und konfrontierte diesen in einem Anfall von Jähzorn mit einer Reihe von Beschuldigungen. Wortlos verließ Albert daraufhin die Nursery und schrieb seiner Frau in einem Brief, dass sie mit der Tochter verfahren könne, wie sie wolle. Sollte die Tochter sterben, trage sie die Verantwortung. Über die nächsten Tage verkehrte das Ehepaar nur schriftlich miteinander. Albert suchte Rat bei Christian von Stockmar; Victoria wandte sich an Baronin Lehzen. Stockmar, den die Königin als Ratgeber ebenso schätzte wie ihr Mann, teilte ihr mit, dass er den britischen Hof verlassen werde, sollten sich solche Szenen wiederholen, woraufhin sie in ihrer Antwort einlenkte:

„Albert muss mir sagen, was ihm missfällt … wenn ich jähzornig bin, was, wie ich sicher hoffe, jetzt nicht mehr oft vorkommt, muss er die dummen Sachen nicht glauben, die ich dann sage, zum Beispiel, dass es ein Jammer sei, je geheiratet zu haben & so weiter, was ich nur sage, wenn ich mich nicht wohl fühle.“

Durch dieses Ereignis konnte Albert seiner Ehefrau deutlich machen, dass Baronin Lehzen mit den ihr anvertrauten Aufgaben überfordert war, weshalb ihr der Rückzug ins Privatleben nahegelegt wurde. Mit einer angemessenen Pension versehen verließ Lehzen am 30. September 1842 den Hof und ließ sich im deutschen Bückeburg nieder, wodurch der Einfluss Alberts auf den königlichen Haushalt und die Finanzen spürbar wurde.
Insgesamt galt die beinahe einundzwanzigjährige Verbindung zwischen Victoria und Albert als sehr glücklich. Während ihrer Ehe stand die Königin in allen Entscheidungen, auch politisch, stark unter dem Einfluss ihres Mannes, dem, vor allem in seinen späteren Lebensjahren, nachgesagt wurde, zugleich König und Premierminister gewesen zu sein. Victoria selbst drückte es in einem Brief vom 9. Juni 1858 an ihre älteste Tochter so aus:

„Ich kann nie glauben oder zugeben, dass irgendein anderer Mensch vom Schicksal so gesegnet worden ist wie ich, mit einem solchen Mann, einem solch vollkommenen Mann. Papa war für mich alles, ist es auch heute noch. […] Er war für mich alles, mein Vater, mein Beschützer, mein Führer, mein Ratgeber in allen Dingen, ich möchte fast sagen, er war mir Mutter und Ehemann zugleich. Ich glaube, niemand ist so völlig verwandelt worden wie ich durch den Einfluss des liebsten Papas. Seine Stellung mir gegenüber ist daher eine sehr ungewöhnliche, und wenn er nicht da ist, fühle ich mich wie paralysiert.“

### Erziehung der Kinder

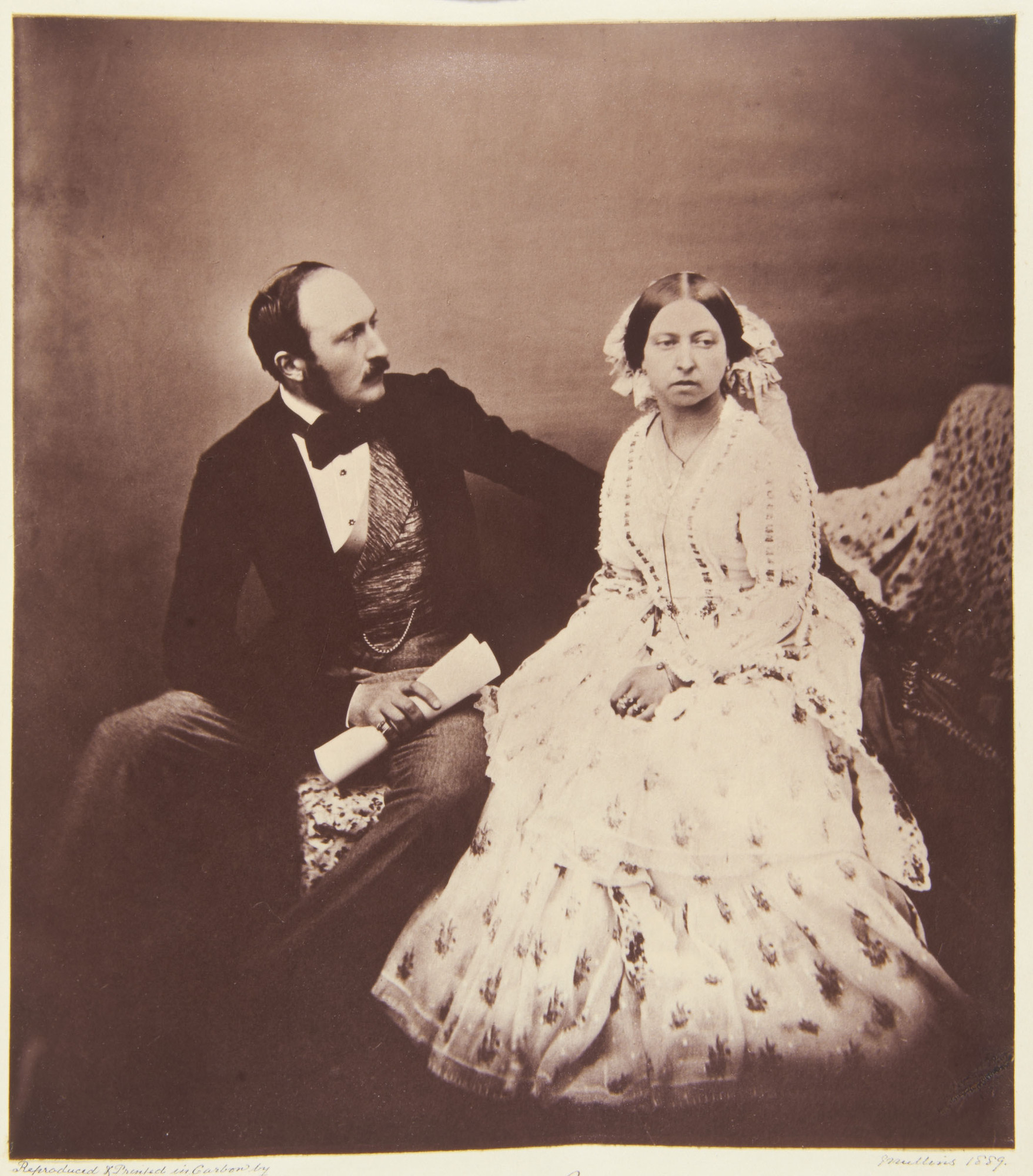
Albert und Victoria (Foto, 1854)

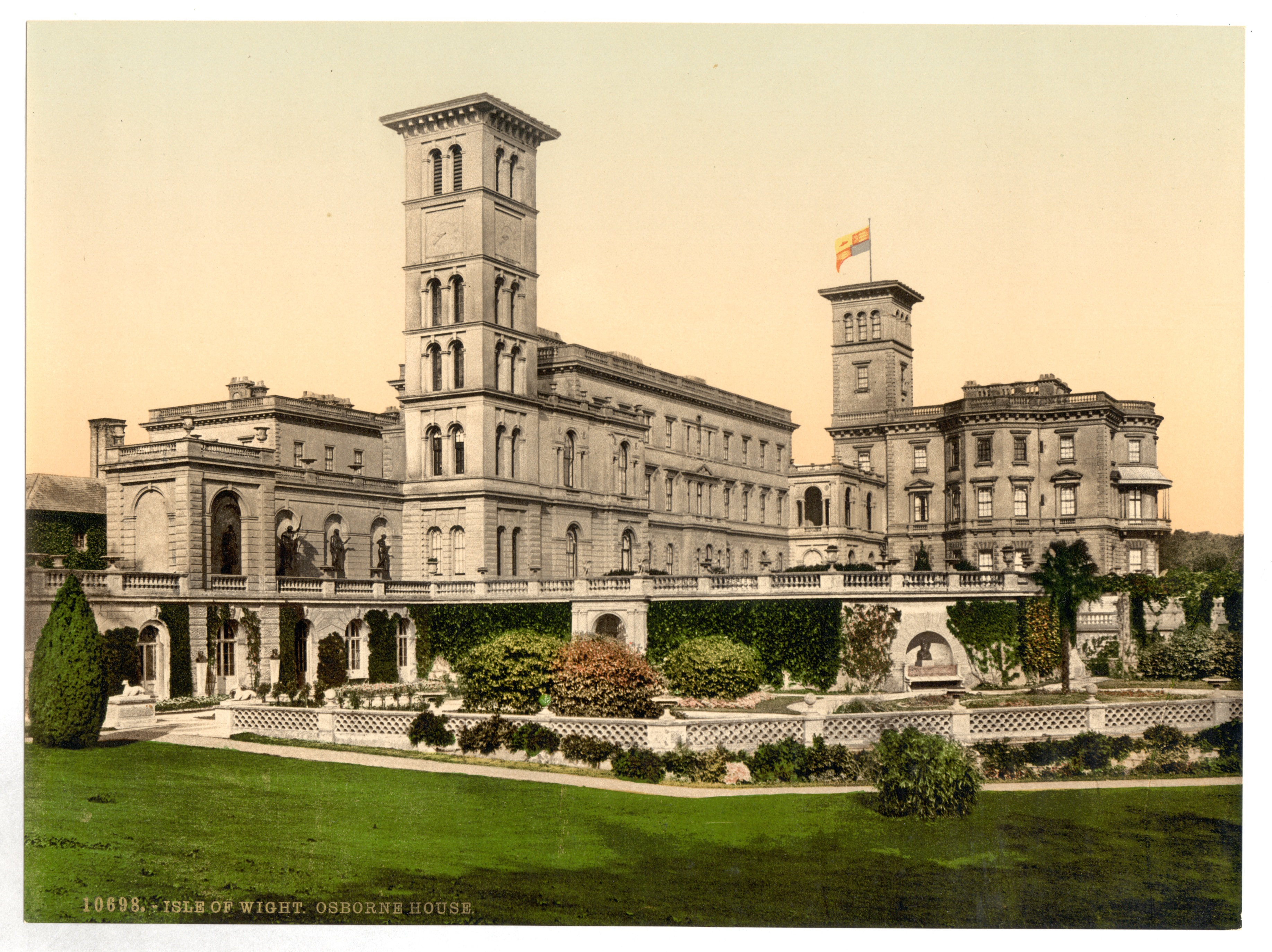
Osborne House (um 1905)

Victoria, die ihre ersten fünf Kinder in sechs Jahren zur Welt gebracht hatte und innerhalb von 17 Jahren insgesamt neunfache Mutter wurde, empfand jede ihrer Schwangerschaften und Geburten als Qual und Zumutung („Ich denke mehr daran, dass wir doch in solchen Augenblicken wie eine Kuh oder eine Hündin sind; dass unsere arme Natur so ganz tierisch und banal erscheint“). Um Schmerzen und Strapazen zu verringern, ließ sich Victoria bei der Geburt ihrer beiden jüngsten Kinder durch den Arzt John Snow mit dem damals noch sehr umstrittenen Chloroform betäuben. Durch ihr Vorbild verbreitete sich diese neuartige Narkosetechnik in der Geburtshilfe. Auf Schwangerschaft und Wochenbett reagierte die Königin mit Launenhaftigkeit, Depressionszuständen, Nervosität und jähen Temperamentsausbrüchen. Die ungerichteten Bewegungen Neugeborener bewertete Victoria als froschartig und wenig anziehend und hielt es beispielsweise für mangelnde Erziehung, wenn ihre einjährige Tochter noch an Armbändern lutschte. Weder Victoria noch Albert hatten Erfahrung im Umgang und in der Erziehung von Kleinkindern, weshalb der pedantisch veranlagte Albert nach der Geburt seiner ersten Tochter eine Reihe von Memoranden verfasste, die festhielten, wie ihre Erziehung verlaufen sollte. Anlässlich der Geburt des Kronprinzen Albert Eduard (des späteren Eduard VII.), der wegen seines Geschlechts in der Thronfolge vor seiner älteren Schwester rangierte, verfasste Christian von Stockmar zusätzlich eine 48-seitige Denkschrift, in der er detailliert die Erziehungsgrundsätze der königlichen Nachkommen niederschrieb. Prinzessin Victoria erhielt bereits mit anderthalb Jahren Französischunterricht, mit drei Jahren kam zusätzlich deutscher Sprachunterricht hinzu. Die intelligente und lernbegierige Prinzessin wurde den hohen Anforderungen ihrer Eltern gerecht; ihr jüngerer Bruder Albert Eduard, den sie einem rigorosen Lern- und Erziehungsprogramm unterworfen hatten, tat sich dagegen deutlich schwerer im Lernen.
Den Eltern stand das Leben von Victorias Vater und dessen Brüdern als mahnendes Beispiel vor Augen. Ihr hemmungsloser, verschwendungssüchtiger Lebensstil hatte die britische Monarchie viel Ansehen gekostet, der Ehekonflikt zwischen Georg IV. und Caroline von Braunschweig-Wolfenbüttel hatte das Land gar an den Rand einer Revolution geführt. Der Ehrgeiz beider Elternteile war es, ihre Kinder nicht nur zu moralisch gefestigten Persönlichkeiten heranwachsen zu lassen, sondern sie sollten auch bestmöglich auf ihre zukünftigen Aufgaben vorbereitet sein. Die königliche Familie (Royal Family) avancierte zum vornehmsten Repräsentanten eines Ideals, das von der bürgerlichen Gesellschaft zum Kraft- und Tugendquell und zum Hort der Beständigkeit stilisiert wurde. Insbesondere Albert wollte die Kinder möglichst lange vom potentiell korrumpierenden Einfluss des Hofes fernhalten und zog das ruhige Landleben der hektischen Hauptstadt vor, weshalb das Paar den Lebensmittelpunkt vom Buckingham Palace nach Windsor Castle verlegte. Um dem Familienleben und der wachsenden Kinderzahl einen geschützten, privaten Rückzugsort zu verschaffen, erwarben sie 1845 mit Osborne House einen 400 Hektar großen Landsitz auf der Isle of Wight. Albert konnte den Kauf durch beträchtliche Einschränkungen privater Ausgaben der Königin sowie durch den Verkauf des Royal Pavilion in Brighton finanzieren. Anschließend ließ er das Gebäude umfangreich nach seinen Vorstellungen im italienischen Stil umbauen und erweitern; ebenso wurde der Garten nach seinen Vorgaben gestaltet. Für die Kinder wurde ein Holzhaus (Swiss Cottage) importiert, in dem die Prinzen Schreinern und Gärtnern, die Prinzessinnen Haushaltsführung und Kochen lernen sollten. Im Gegensatz zur Königin spielte Albert eine entscheidende und direkte Rolle in der Erziehung: Er nahm großen Anteil an ihren Unterrichtsfortschritten, unterrichtete sie teilweise selbst und verbrachte viel Zeit mit seinen Kindern, um mit ihnen zu spielen.

### Hungersnot in Irland

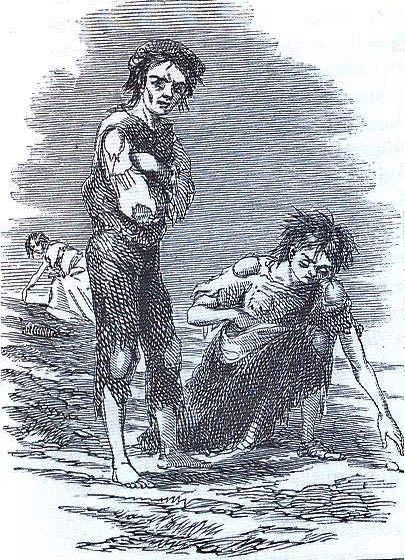
Skibbereen von James Mahoney (1847)

Lage Irlands (grün)

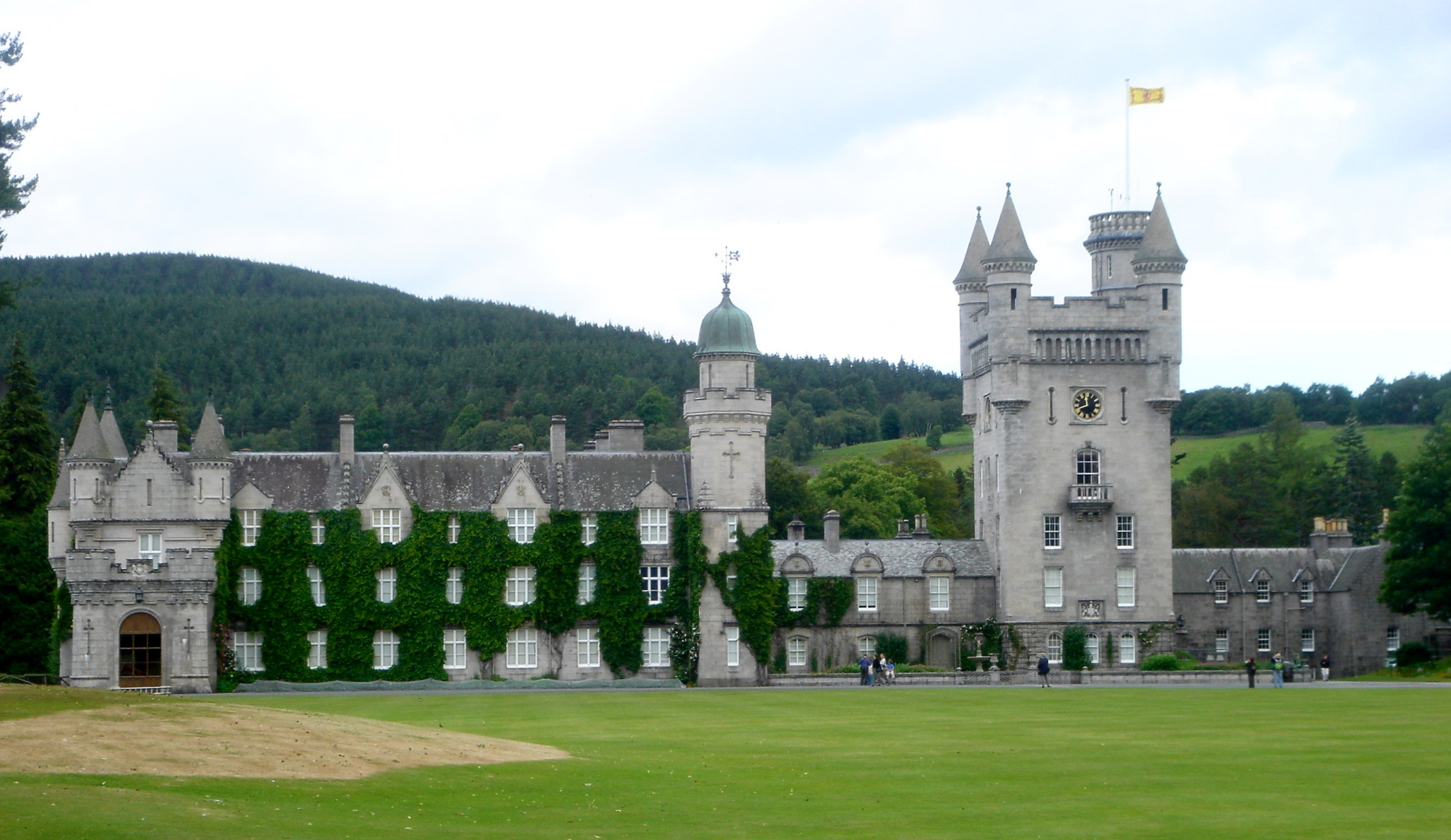
Balmoral Castle (2006)

Innerhalb des Vereinigten Königreichs nahm Irland eine Sonderstellung ein. Obwohl die Insel seit dem 19. Jahrhundert Teil des Königreiches mit eigener Vertretung im Parlament war, wurde sie jedoch faktisch wie eine Kolonie behandelt. Die Politik der britischen Großgrundbesitzer führte zusammen mit der Kartoffelfäule und Missernten zur großen Hungersnot von 1845 bis 1849. Infolge dieser Katastrophe verloren etwa eine Million Iren ihr Leben (etwa zwölf Prozent der Bevölkerung), zwei Millionen Menschen wanderten nach Nordamerika, Australien oder Neuseeland aus.
Mit seiner Forderung nach Aufhebung der Getreidezölle (Corn Laws), um billiges Getreide nach Irland importieren zu können, konnte sich Premierminister Peel im Parlament gegen die Großgrundbesitzer nicht durchsetzen. Unterstützung erfuhr er von Albert, der, auch im Namen Victorias, ein Memorandum verfasste, in dem er ihre Bestürzung zum Ausdruck brachte und geeignete Maßnahmen zur Linderung der Not vorschlug. Seine Forderungen, wie beispielsweise die Öffnung der Häfen, wie sie in anderen von der Kartoffelfäule betroffenen Ländern mit Erfolg getroffen worden waren, fanden jedoch zunächst kein Gehör. Als für das Jahr 1846 eine noch schlechtere Kartoffelernte vorauszusehen war, erreichte Peel die Abschaffung der Getreidezölle, wodurch er allerdings die Unterstützung seiner Partei verlor und als Premierminister durch den Whig John Russell ersetzt wurde. Victoria, die ihr Mitgefühl mit den Iren nur privat äußern durfte, spendete der Britischen Gesellschaft zur Erleichterung der größten Not in den abgelegenen Gemeinden von Irland und Schottland 2000 Pfund (nicht nur 5 Pfund, wie teilweise behauptet wird). Als Ausdruck ihrer Unterstützung der irischen Bevölkerung plante Victoria den Erwerb eines Landsitzes in Irland, distanzierte sich aber wieder von diesem Vorhaben, da dies wahrscheinlich als „irisches Landlordgebaren interpretiert worden wäre“. Stattdessen entschloss sie sich 1849 zu einer königlichen Rundreise durch Irland, und die dortige Bevölkerung brachte ihr während des Besuchs Begeisterung und Zuneigung entgegen. Die Abreise und Wiedereinschiffung fand unter „allen nur denkbaren Zeichen der Zuneigung und des Respekts“ statt, so Victoria. Viele Zeitgenossen sahen in diesem Besuch die Gelegenheit zur Aussöhnung, die jedoch von der Monarchin ungenutzt geblieben sei. In den Jahren 1853, 1861 und 1900 unternahm Victoria drei weitere Besuche, die aber nicht die Chancen boten, wie sie noch 1849 möglich gewesen wären. Sie verstärkten im Gegenteil sogar das Gefühl der Iren, von der britischen Regierung im Stich gelassen worden zu sein.
Trotz dieser Ereignisse sollte Victoria auch in der Folgezeit keinen nennenswerten Einfluss auf die britische Sozialpolitik nehmen, zum einen, weil sie diesen Bereich in guten Händen wusste – Prinz Albert waren die sozialen Konflikte schon aus christlicher Glaubensüberzeugung nicht gleichgültig –, zum anderen, weil dies ein Bereich war, in dem sie sich nur schwer zurechtfand. Dort, wo sie Elend persönlich erfuhr, zeigte sie sich hilfsbereit; vor allem die einfachen Menschen im schottischen Hochland machten ihr die Lasten der Armut durchaus begreifbar. Die unterprivilegierten Klassen unterhalb des Bürgertums blieben ihr jedoch fremd. Als Witwe sollte Victoria in den 1880er Jahren mehrfach sozialpolitische Maßnahmen anmahnen, doch dieses Engagement dürfte eher als Verpflichtung gegenüber dem Gatten zu verstehen sein denn als persönliche Entscheidung aus innerster Überzeugung.
Fasziniert von der schottischen Landschaft erwarb das Paar 1852 Balmoral Castle in der Grafschaft Aberdeenshire. Ermöglicht wurde diese Neuerwerbung durch eine unerwartete Erbschaft: John Camden Neild hatte seinen gesamten Besitz – allein sein Grundbesitz war über 250.000 Pfund wert – der Königin vermacht, wodurch Balmoral, wie schon Osborne House, Privateigentum der Königsfamilie wurde. Balmoral wurde in der Folge nach Alberts Plänen im Baronialstil neu errichtet, und trotz der anfänglich sehr beengten Platzverhältnisse hielt sich Victoria lieber weit abseits in Osborne oder Balmoral auf als in der „finsteren Pracht“ von Windsor Castle oder der städtischen Atmosphäre des Buckingham Palace.

### Revolutionsjahr 1848 und Konflikte mit Palmerston

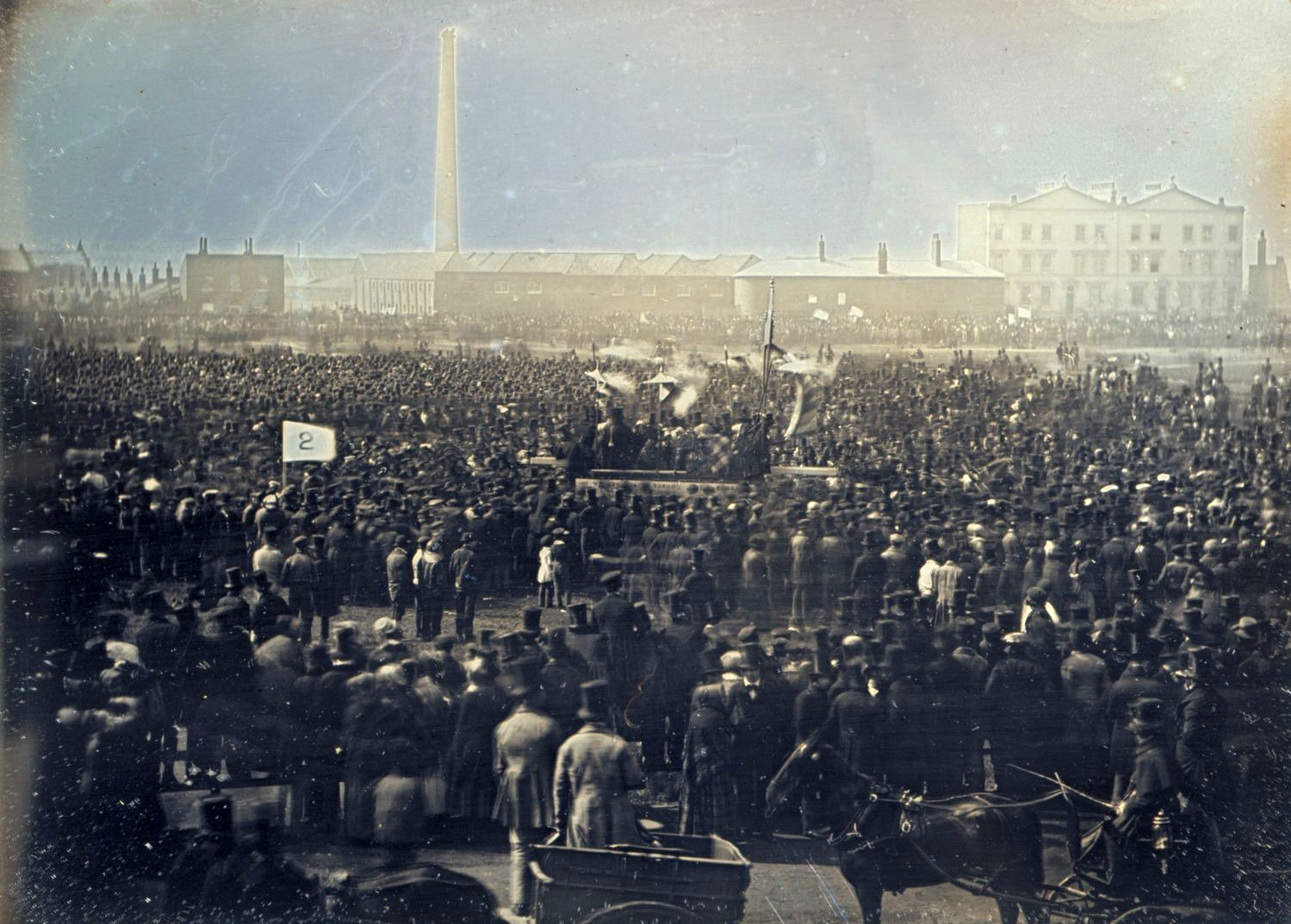
Chartisten-Kundgebung am 10. April 1848 in London/Kennington Common (Fotografie von William Kilburn)

Nachdem die ersten Regierungsjahre Victorias ohne nennenswerte politische Unruhen verlaufen waren, sollte das europäische Revolutionsjahr 1848 auch Auswirkungen auf Großbritannien haben. Gegen den ausdrücklichen Rat von Premierminister John Russell gewährte Victoria dem am 24. Februar 1848 durch die Februarrevolution gestürzten französischen König Louis-Philippe I. politisches Asyl und stellte ihm Claremont House zur Verfügung. In Großbritannien selbst hatten Spekulanten durch inflationäre Eisenbahnaktien enorme finanzielle Verluste verursacht (Eisenbahnkrise), und der Weizenpreis befand sich auf einem Tiefstand. Die daraus resultierende Finanzkrise führte zu Arbeitslosigkeit und Armut, was der Reformbewegung der Chartisten, die sich Anfang des 19. Jahrhunderts formiert hatte, neuen Auftrieb gab. Für den 10. April 1848 hatten die Chartisten in London eine Massenversammlung angekündigt, weshalb man die königliche Familie aus Sicherheitsgründen vorsorglich nach Osborne House verbrachte. Die Veranstaltung verlief wider Erwarten gewaltfrei. Anstatt der angestrebten Teilnehmerzahl von 300.000 versammelten sich lediglich 20.000 Demonstranten auf dem Kennington Common; Chartisten-Führer Feargus O’Connor überbrachte eine Petition, die ein liberalisiertes Bürgerrecht forderte und von mehr als einer Million Menschen unterschrieben worden war. Obwohl die Revolution in Großbritannien geringe Auswirkungen gezeigt hatte, verspürte Victoria erstmals Existenzangst und sah die Chartisten im Unrecht:

„Ich bin der Meinung, dass Revolution immer schlecht für ein Land und die Ursache unsäglichen Elends für das Volk ist. Der Gehorsam gegen die Gesetze und gegenüber dem Herrscher ist Gehorsam gegenüber einer höheren Macht.“

Das sozialpolitisch raue Klima zwischen 1840 und 1850 war sicherlich auch dafür verantwortlich, dass fünf der sieben Attentate, die Victoria alle ohne erwähnenswerte Verletzungen überstehen sollte, in dieses Jahrzehnt fielen. Die beiden weiteren wurden in den Jahren 1872 und 1882 verübt. Es war sicher auch kein Zufall, dass die Gerichte allen Angeklagten „geistige Zerrüttung“ attestierten und darauf bedacht waren, politische Motive auszuschließen. Es lag nicht im Interesse des Staates, die Brisanz der gesellschaftlichen Konflikte durch Verschwörungen gegen die Königin bestätigt zu sehen. Natürlich machte es in der Bevölkerung Eindruck, mit welcher Selbstbeherrschung – für Victoria eher ungewöhnlich – sie diese Anschläge auf ihr Leben ertrug.

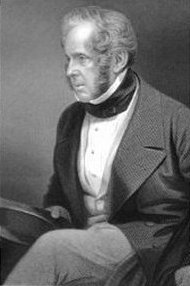
Lord Palmerston

Durch eine Politik der „vollendeten Tatsachen“ zog Außenminister Lord Palmerston, der das Amt seit 1830 fast ohne Unterbrechung bekleidete und sich großer Beliebtheit in der Bevölkerung erfreute, zunehmend die Missbilligung der Königin auf sich. Anweisungen an die Botschafter wurden ohne Victorias Genehmigung herausgegeben, Schreiben an die Monarchin im Außenministerium geöffnet, Personalvorschläge der Krone ignoriert und Ministerentscheidungen über die Presse mitgeteilt. Palmerston gab zu verstehen, dass sich die Krone nicht in die Außenpolitik einzumischen habe, was gerade von Victoria als unverzichtbares monarchisches Prärogativ betrachtet wurde und zunehmend als Frage des britischen Konstitutionalismus angesehen wurde. Als der Minister das Vereinigte Königreich im Revolutionsjahr 1848 zum Verbündeten jeder Befreiungsbewegung auf dem Kontinent erklärte, brachte er damit auch die Völker als politischen Machtfaktor ins Spiel. Mit dieser liberalen Außenpolitik entsetzte er die Königin, die im Gegensatz dazu die dynastischen Verflechtungen der europäischen Dynastien als Mittel zur Stabilisierung der internationalen Beziehungen betrachtete. Sie stellte die Frage, welche Auswirkungen dies auf die irischen Emanzipationsbestrebungen haben würde. Alle Versuche des Hofes, den ungeliebten Außenminister loszuwerden – Victoria bezeichnete ihn auch als ihren „Pilgerstein“ –, scheiterten. Als Napoleon III. am 2. Dezember 1851 in Paris nach einem erfolgreichen Staatsstreich das Zweite Französische Kaiserreich proklamierte, erwartete die Königin strikte Neutralität ihrer Regierung. Außenminister Palmerston jedoch beglückwünschte den französischen Botschafter zu dem erfolgreichen Umsturz, wodurch seine Entlassung am 22. Dezember 1851 unausweichlich wurde. Es sollte das einzige Mal sein, dass die Königin aktiv die Entlassung eines Ministers erwirkte, und es sollte sich auch nur als scheinbarer politischer Sieg erweisen. Victorias anschließende Forderung an die Regierung, ein Programm mit definitiven Richtlinien für die Außenpolitik vorgelegt zu bekommen, an denen sich jeder künftige Außenminister orientieren müsse, wurden von Premierminister Russell abgelehnt. Nach Bildung einer neuen Regierung unter dem Earl of Aberdeen am 28. Dezember 1852 trat der einflussreiche Palmerston als Innenminister in dessen Kabinett ein, ehe er das Amt des Premierministers ab 1855 selbst übernahm.

### Der Krimkrieg (1853–1856)

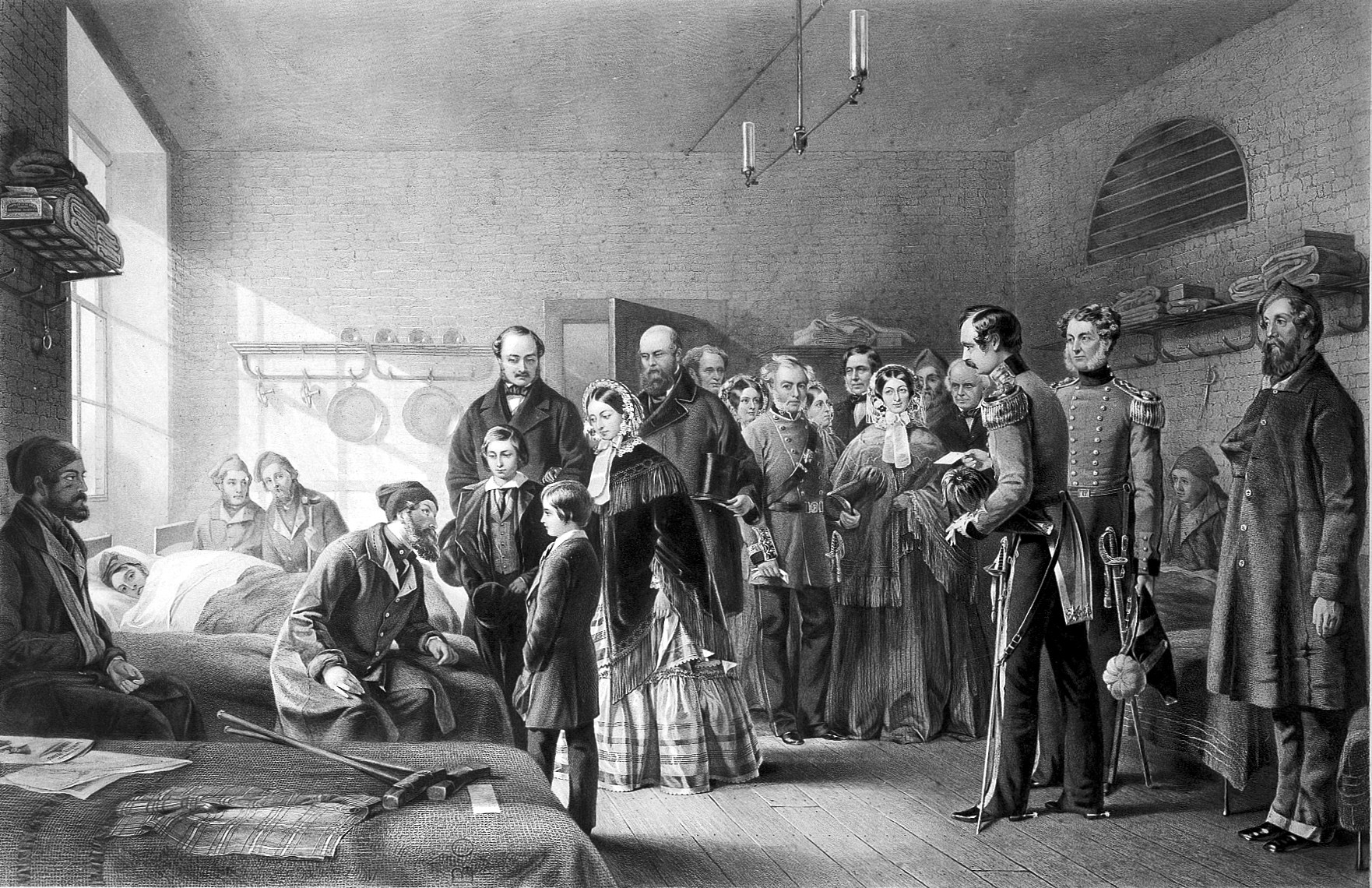
Idealisierte Darstellung der Fürsorge ihrer Königin für die Krimheimkehrer in den Hospitälern

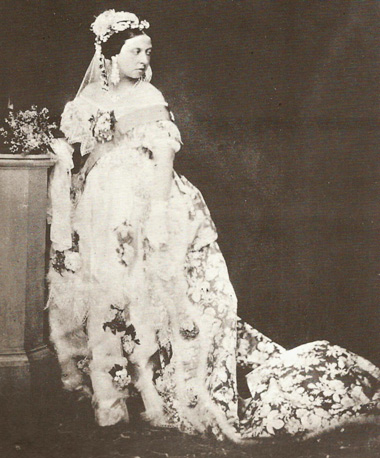
Victoria (Foto von Roger Fenton, 1854)

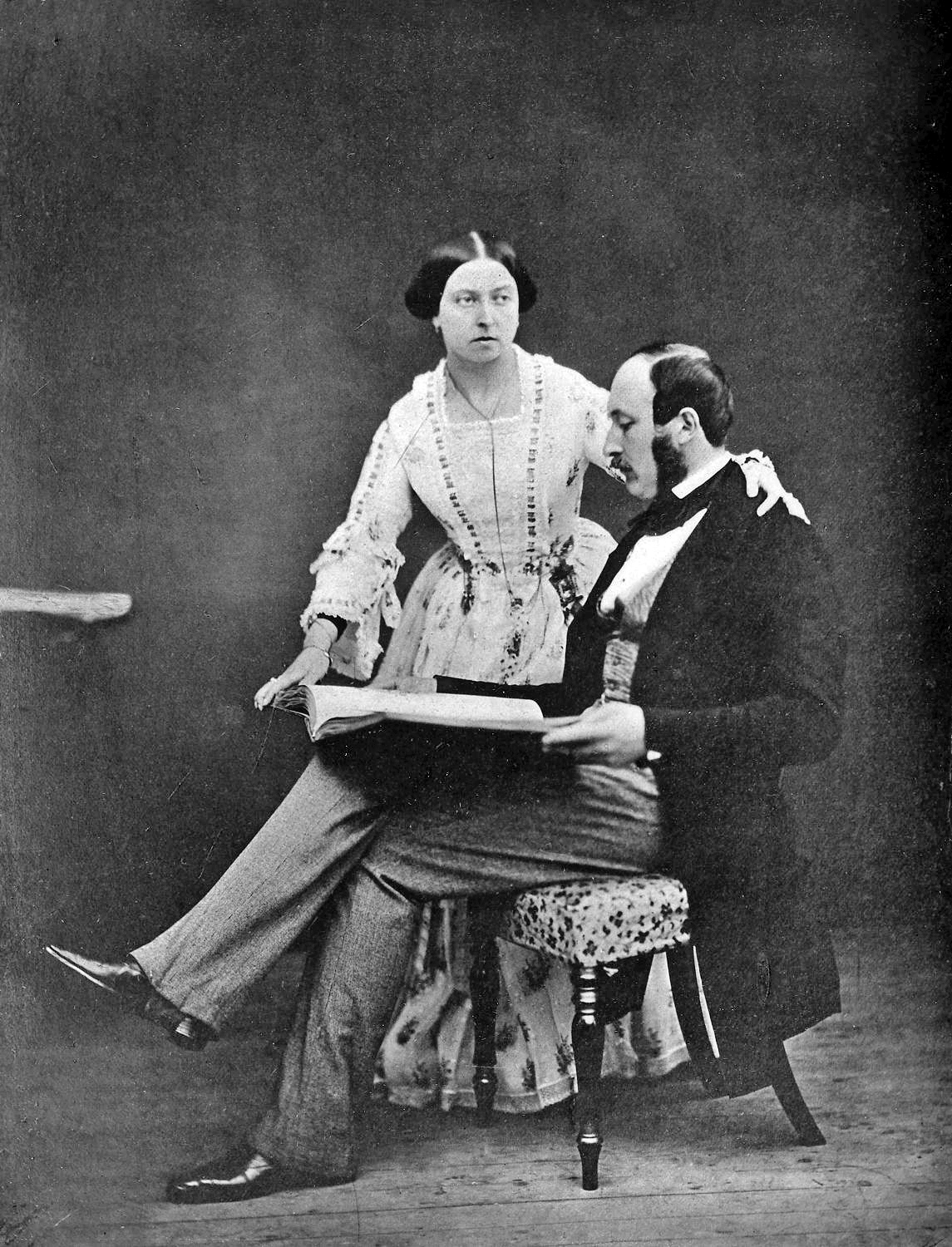
Victoria mit Albert (1854)

Im März 1854 traten Großbritannien und Frankreich an der Seite des Osmanischen Reiches in den als Krimkrieg bezeichneten Konflikt mit Russland ein. Durch diese Intervention wollten Westmächte dem russischen Expansionsstreben auf der Balkanhalbinsel und am Bosporus entgegentreten. Der Krimkrieg wird als der erste „moderne“ und „industrielle“ Konflikt angesehen, der sich aufgrund technischer Neuerungen durch verlustreiche Materialschlachten und Grabenkriege (Belagerung von Sewastopol) auszeichnete. Der Konflikt ließ die Missstände innerhalb der britischen Armee offen zu Tage treten, in den Heerlagern und vor allem in den Feldlazaretten herrschten katastrophale Zustände, die zu hohen personellen Verlusten und 1855 schließlich zum Rücktritt der Regierung Aberdeen führten. Insgesamt beliefen sich die britischen Verluste auf 22.000 Mann, von denen rund 17.000 aufgrund mangelhafter Versorgung, Krankheiten oder Seuchen starben.
Ihrem Souveränitätsverständnis entsprechend, konnten weder Victoria noch Albert direkten Einfluss auf die Militärpolitik nehmen, allerdings war die Autorität der Krone groß genug, dass ihre Ratschläge im Kabinett Beachtung fanden und auch teilweise übernommen wurden. Die Monarchin entdeckte ihre landesmütterliche Fürsorgepflicht für die Armee, zeigte Mitleid und persönliche Anteilnahme für ihre Soldaten, indem sie den Anstoß zu einer Militärreform gab und die Erneuerung des Lazarettwesens unterstützte. Victoria, die im März 1856 erstmals an einem Manöver persönlich teilgenommen hatte, zeigte reges Interesse an den militärischen Ereignissen und schrieb mit Begeisterung: „Wie bereue ich es, dass ich kein Mann bin und im Krieg kämpfen darf. Es gibt für einen Mann keinen schöneren Tod, als auf dem Schlachtfeld zu fallen.“ Zukünftig vertrat sie die Meinung, dass die Truppen dem Einfluss der Politiker so weit wie möglich entzogen bleiben müssten, durch den Oberbefehlshaber aber mit dem Monarchen in direkter Verbindung zu stehen hätten. Als Ausdruck ihrer Unterstützung stiftete Victoria am 29. Januar 1856 mit dem Victoria-Kreuz einen Orden, um Soldaten auszuzeichnen, die sich während des Krimkrieges durch besondere Tapferkeit vor dem Feind oder hervorragende Pflichterfüllung bewiesen hatten. Seit seiner Stiftung kann es allen Angehörigen der britischen Streitkräfte, also unabhängig vom Dienstgrad, verliehen werden. Die Orden wurden am 26. Juni 1856 im Rahmen einer Truppenparade im Londoner Hyde Park verliehen. Nach dem Sieg und dem Friedensschluss am 30. März 1856 (Pariser Frieden) dankte Lord Palmerston, seit 1855 Premierminister, der Königin mit den Worten, dass die Aufgabe, die er und seine Kollegen zu erfüllen hatten, vergleichsweise leicht gemacht worden sei durch die „erleuchteten Ideen, die Eure Majestät in allen großen Angelegenheiten hatte.“ Das Verhältnis zwischen Krone und Premierminister hatte sich merklich entspannt, Palmerstons energische Tatkraft zum Ende des Krimkrieges sowie Prinz Alberts unermüdlicher Einsatz als Ratgeber und Organisator hatten zu gegenseitiger Annäherung und Wertschätzung geführt. Noch zu Kriegsbeginn hatte Palmerstons Rücktritt als Innenminister eine scharfe Pressekampagne gegen Albert ausgelöst, die möglicherweise von Palmerston selbst initiiert worden war. Unter anderem waren von der The Daily News Gerüchte in Umlauf gebracht worden, nach denen der Prinz – der noch immer als „Deutscher“ beschimpft wurde – und sogar die Königin selbst als Hochverräter im Tower of London inhaftiert worden seien.
Die offenen Anfeindungen in der Presse hatten die weiterhin verfassungsmäßig undefinierte Stellung Alberts aufgezeigt. Sein Einfluss auf die Amtsgeschäfte war von Victoria ausdrücklich gewünscht. „Ich liebe Ruhe und Frieden, ich hasse Politik und Getümmel. Frauen sind nicht fürs Regieren geschaffen und wenn wir gute Frauen sind, dann können wir diese männlichen Beschäftigungen nicht lieben“ (“I love peace and quiet, I hate politics and turmoil. We women are not made for governing, and if we are good women, we must dislike these masculine occupations”), beschrieb Victoria ihre Auffassung über Politik. Der Prinz hatte die Organisation des Hofes, die Bürokratie und die Finanzen der Krone reformiert. Mit beachtlichem Arbeitseifer leitete und verwaltete Albert den königlichen Haushalt, fungierte als vertraulicher Berater und Privatsekretär seiner Frau. Während ihrer Schwangerschaften war er selbst direkt mit Ministern und Regierungsmitgliedern in Kontakt getreten. Obwohl seine Verdienste um Großbritannien unbestritten waren, erfreute er sich nur während der von ihm initiierten ersten Großen Weltausstellung im Jahr 1851 öffentlicher Beliebtheit. Nachdem das Parlament Alberts Ernennung zum Prinzgemahl (Prince Consort) abermals abgelehnt hatte, verlieh ihm Victoria am 25. Juni 1857 diesen bevorrechtigten Titel selbst. Aufgrund einer fehlenden Beschreibung der Befugnisse dieser Position stellte die Regierung lediglich offiziell fest, der Prinzgemahl habe das Recht, die Monarchin beratend zu unterstützen, wobei das Ausmaß dieser Beratertätigkeit weiterhin unklar blieb.
Am 27. Januar 1859 wurde sie 39-jährig erstmals Großmutter; ihre älteste Tochter Victoria gebar in Berlin Prinz Wilhelm von Preußen, den späteren Kaiser Wilhelm II.

### Witwenschaft

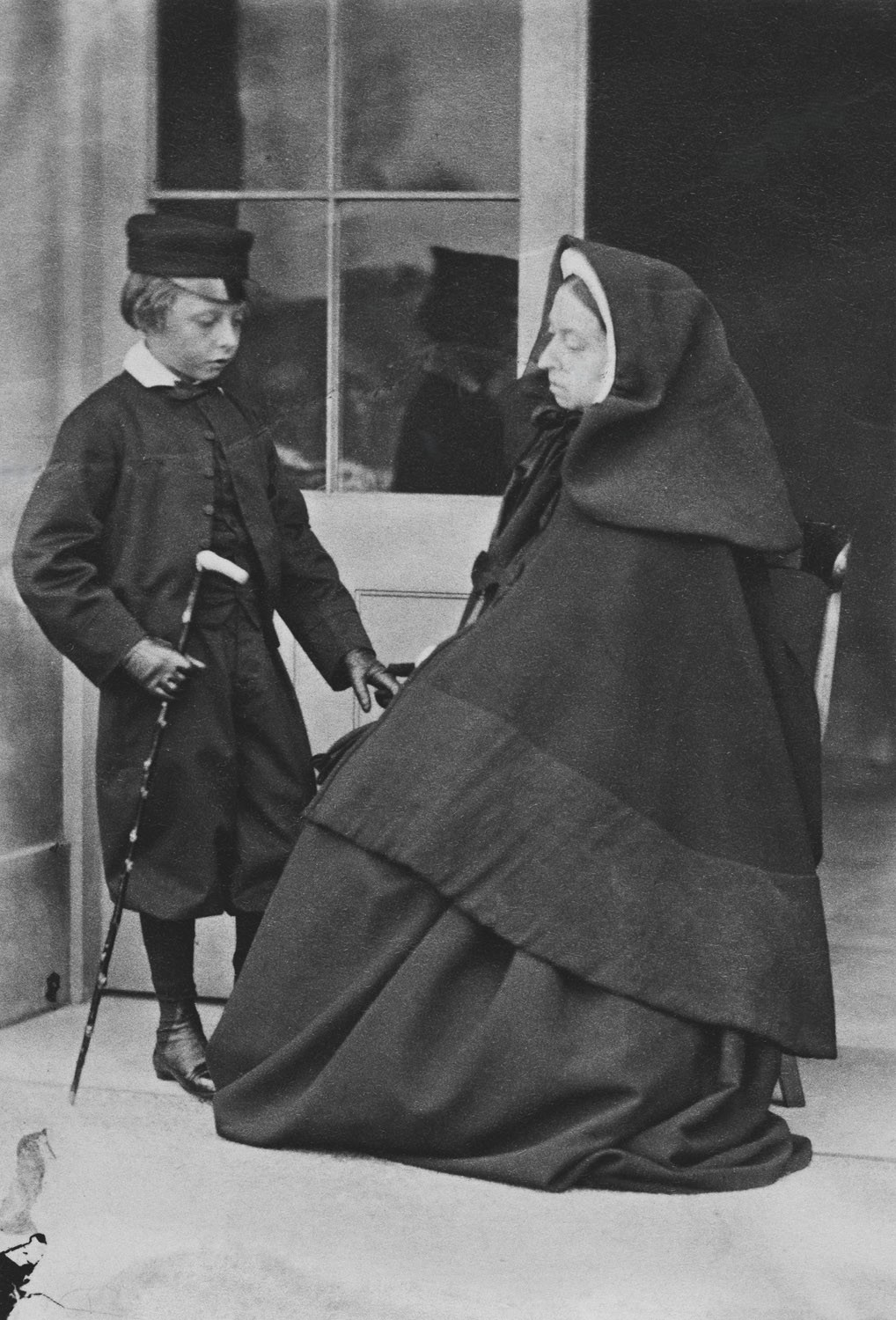
Die trauernde Victoria mit ihrem Sohn Prinz Leopold (1862)

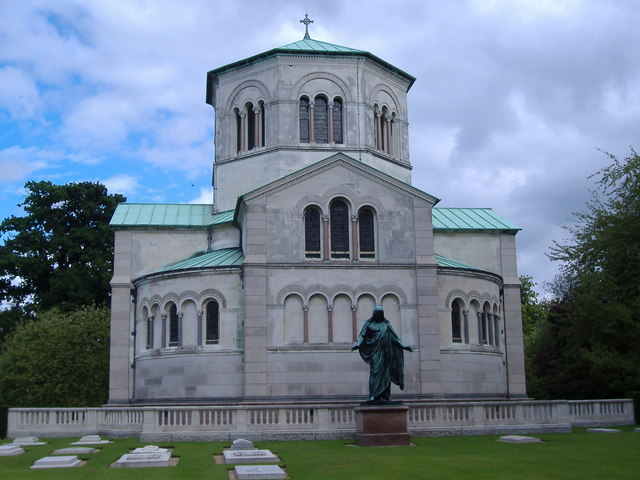
Royal Mausoleum in Frogmore

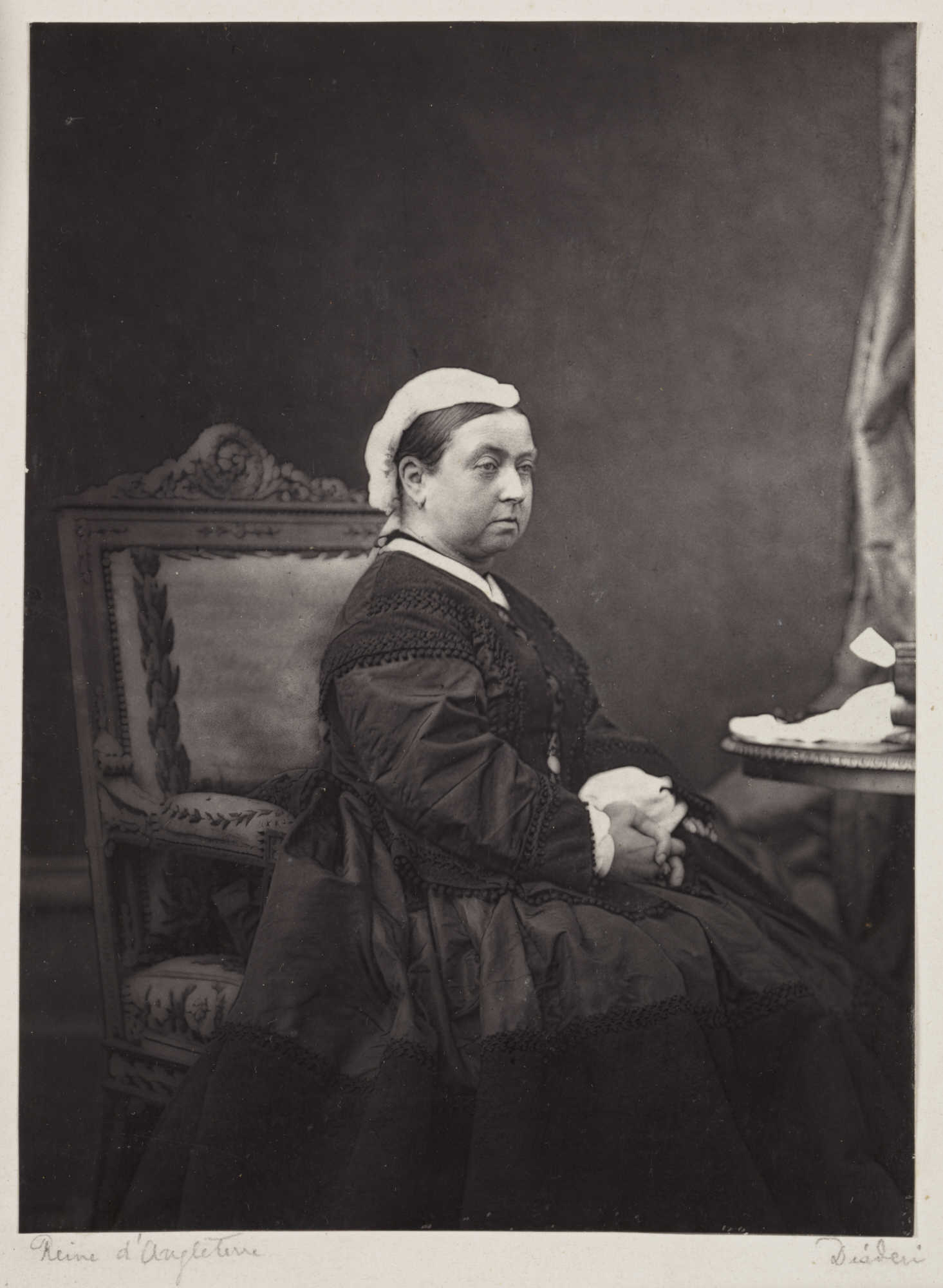
Victoria um 1870

Der Tod ihrer 74-jährigen Mutter am 16. März 1861 hatte Victoria schwer getroffen, weshalb Prinz Albert, der selbst an chronischen Atemwegsproblemen litt, in den folgenden Monaten zahlreiche Aufgaben seiner Frau übernahm. Gegen Ende des Jahres 1861 verschlechterte sich der Gesundheitszustand Alberts zusehends, ehe der königliche Leibarzt William Jenner am 9. Dezember eine Typhuserkrankung diagnostizierte. Albert sollte sich nicht wieder erholen und verstarb in Anwesenheit Victorias sowie fünf der neun gemeinsamen Kinder am 14. Dezember 1861 gegen 22:50 Uhr im Alter von 42 Jahren auf Windsor Castle. In ihrem Tagebuch beschrieb Victoria die Szene:

„Zwei oder drei lange, ganz ruhige Atemzüge, seine Hand drückte meine und … alles, alles war vorbei … Ich stand auf, küsste die liebe himmlische Stirn und rief in bitterstem Schmerz: ‚O mein Liebster!‘, dann fiel ich in stummer Verzweiflung auf die Knie und konnte weder ein Wort herausbringen noch eine Träne weinen.“

„Nie werde ich vergessen wie schön mein Liebling aussah, als er dalag und die aufgehende Sonne sein Gesicht beleuchtete. Seine ungewöhnlich glänzenden Augen sahen unsichtbare Dinge und bemerkten mich nicht mehr. Jetzt ist niemand mehr da, der mich Victoria nennt.“

Als offizielle Todesursache wurde Typhus angegeben, neuere Mutmaßungen hingegen gehen von Magenkrebs, Niereninsuffizienz oder Morbus Crohn aus, da Albert bereits seit 1859 bei schwacher Gesundheit war. Der Tod ihres Mannes war ein schmerzhafter Schicksalsschlag für Victoria, den die verzweifelte Witwe nie überwinden sollte und der sie in die größte persönliche Krise ihres Lebens stürzte. Eine Woche nach Alberts Tod schrieb sie Leopold I.:

„Das arme, vaterlose Baby von acht Monaten ist jetzt eine völlig gebrochene und vernichtete Witwe von 42 Jahren! Mein glückliches Leben ist beendet! Die Welt existiert für mich nicht mehr! Wenn ich weiterleben muss […], so fortan nur für unsere armen, vaterlosen Kinder, für mein unglückliches Land, das durch seinen Verlust alles verloren hat, und allein um das zu tun, von dem ich weiß und fühle, dass er es wünschen würde; denn er ist mir nahe, sein Geist wird mich führen und erleuchten! […] Seine große Seele erfreut sich jetzt an dem, was ihrer würdig ist. Und ich will ihn nicht beneiden, nur beten, dass meine Seele vollkommener werde, um in der Ewigkeit bei ihm sein zu dürfen; denn ich sehne mich aufrichtig nach diesem gesegneten Augenblick.“

Für den frühen Tod ihres „geliebten Albert“ (“beloved Albert”) machte Victoria ihren ältesten Sohn mitverantwortlich. „Oh! Dieser Junge – zu meinem großen Bedauern kann oder werde ich ihn niemals ohne Schauer ansehen können“ (“Oh! That boy – much as I pity I never can or shall look at him without a shudder”), vertraute sie ihrem Tagebuch an. Der leichtlebige und ausschweifende Bertie war in eine unstandesgemäße Liebesaffäre zu der irischen Schauspielerin Nellie Clifden verwickelt, weshalb der bereits kranke Albert am 25. November 1861 nach Cambridge gereist war, um sich während eines langen Spaziergangs im Regen mit dem Thronfolger auszusprechen. Victoria schrieb: „Er wurde von dieser schrecklichen Angelegenheit getötet“ (“He had been killed by that dreadful business”), weshalb das Verhältnis zu ihrem Sohn nachhaltig belastet war. Bertie, dem sie Trägheit und Gleichgültigkeit vorwarf, zu ihrer männlichen Stütze zu machen und ihn damit in die Rolle seines Vaters hineinwachsen zu lassen, lehnte Victoria zeitlebens ab.
Für die 42-jährige Victoria begann nun eine unablässige Phase der Trauer, die – auch für damalige Verhältnisse – sonderbare Formen annahm und das Andenken an den Verstorbenen als Kult ritualisierte: Alberts Sterbezimmer in Windsor blieb unverändert, Einrichtungsgegenstände und Utensilien wurden zu Reliquien, seine Bettlaken und Handtücher wurden regelmäßig gewechselt, jeden Abend wurde warmes Wasser in seinem Schlafzimmer bereitgestellt. Als Ausdruck der tiefen Trauer und Wertschätzung für ihren früh verstorbenen Ehemann trug Victoria bis an ihr eigenes Lebensende ausschließlich Witwentracht. Fast alle Fotos und Gemälde zeigen sie als Frau in schwarzer Trauerkleidung, mit melancholischem oder würdevoll ernstem Gesichtsausdruck. Auf ausdrücklichen Wunsch der Königin wurde Albert nicht in der St George’s Chapel beigesetzt, sondern im Royal Mausoleum von Frogmore im Park von Windsor, das Victoria eigens für sie beide in Auftrag gegeben hatte und in dem sie später selbst zur Ruhe gebettet wurde. Von Trauer überwältigt, zog sich die einst so lebenslustige Königin zunächst vollständig aus der Öffentlichkeit zurück und versuchte zeitlebens den Buckingham Palace zu meiden. Sie begab sich in die Abgeschiedenheit von Balmoral Castle oder Osborne House und sehr zum Leidwesen der Politiker, die dorthin zitiert wurden, waren die Aufenthalte während ihrer 40 Witwenjahre fest in den Jahresablauf integriert. Selbst während Regierungskrisen war Victoria kaum zur Rückkehr nach London zu bewegen und musste von den Regierungsmitgliedern regelrecht erbettelt werden, um einen effizienten Kontakt zu ermöglichen. Konsequent weigerte sie sich, ihre öffentlichen Pflichten als Repräsentantin der Monarchie zu erfüllen, und erschien erst am 6. Februar 1866 wieder zur Eröffnung des Parlaments im House of Lords (State Opening of Parliament). In ihren 40 Witwenjahren erschien Victoria zur jährlichen Parlamentseröffnung, die sie abschätzig als „Staatstheater“ bezeichnete, nur siebenmal persönlich (1866, 1867, 1871, 1876, 1877, 1880 und 1886) und ließ sich ansonsten durch den Lordkanzler vertreten. Lediglich zur Einweihung von Albert-Monumenten war sie zu Auftritten in der Öffentlichkeit bereit und reiste dazu 1865 sogar nach Coburg.
Auch wenn Victoria ihre Amtsgeschäfte weiterhin gewissenhaft erfüllte, geriet sie durch die jahrelange öffentliche Abwesenheit in die Kritik und wurde im Volk zunehmend unpopulär. Für viele Untertanen wurde die „Witwe von Windsor“ (“Widow of Windsor”) zu einer etwas wunderlichen Einsiedlerin im Witwenkleid, einer entrückten Gestalt, ehrfurchtgebietend und über ein weltumspannendes Imperium herrschend, was den Befürwortern einer Republik zeitweise großen Zulauf verschaffte. Der Verfassungsrechtler und Zeitungsherausgeber Walter Bagehot formulierte es so: „Aus unschwer zu benennenden Gründen hat die Königin durch ihren langen Rückzug aus dem öffentlichen Leben der Popularität der Monarchie fast ebenso großen Schaden zugefügt, wie der unwürdigste ihrer Vorgänger es durch seine Lasterhaftigkeit und Leichtfertigkeit getan hat“. Nach der Lehrzeit bei Lord Melbourne, den Gesellenjahren bei Prinz Albert und einer mehrjährigen Übergangsphase hatte sie nun die Selbstsicherheit, als selbständige konstitutionelle Monarchin zu regieren. Wann immer sie in den folgenden Jahrzehnten ihren politischen Willen gegen den jeweiligen Premierminister durchsetzen wollte, drohte sie unverblümt mit ihrer Abdankung, nicht ohne den Hinweis, dass ihr dies leicht falle, weil diese Krone eine „Dornenkrone“ für sie sei. In den vier Jahrzehnten ihrer Witwenschaft konnte sie politisch damit stets einen emotionalen Vorteil verbuchen und sich häufig durchsetzen.
Mit der Royal Albert Hall und dem Albert Memorial gab Victoria den Auftrag zur Errichtung einer nationalen Gedenkstätte zu Ehren ihres Gatten.

### John Brown

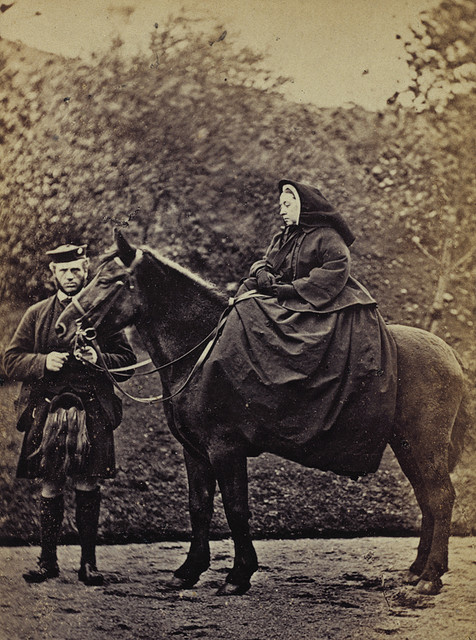
Victoria auf ihrem Pferd Fyvie, links John Brown (1863)

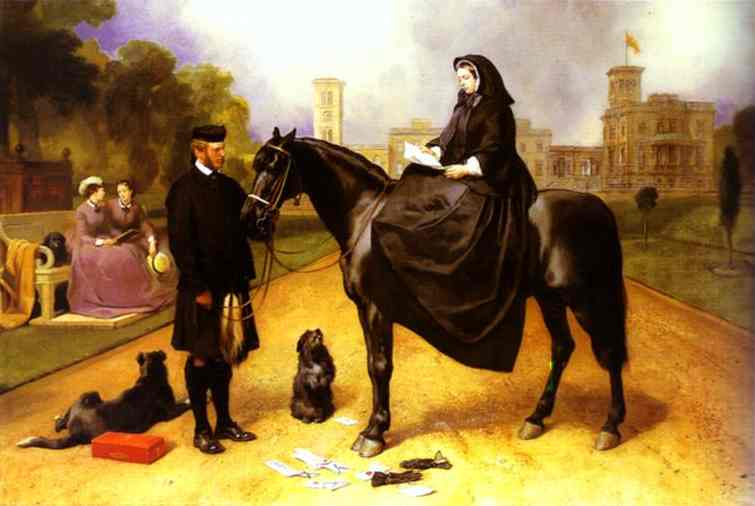
Victoria mit Brown vor Osborne House (Edwin Landseer, 1866)

Einen wesentlichen Anteil an der seelischen Entspannung der verwitweten Victoria schrieb man ihrem langjährigen Diener John Brown zu, der zunächst als schottischer Jagdgehilfe von Prinz Albert in Balmoral angestellt war. Da Victoria es ablehnte, von einem fremden Reitknecht begleitet zu werden, übernahm Brown im Winter 1864/65 diese Aufgabe und bald reichten seine Pflichten über das Führen des Pferdes hinaus. Die Königin schätzte ihn als zuverlässigen, diskreten Diener, den sie zu ihrem ständigen Begleiter machte und 1865 zu The Queen’s Highland Servant (Der Hochland-Diener der Königin) ernannte. In einem Memorandum definierte sie dessen Aufgaben: Brown war für die Sicherheit zu Pferd und in den Kutschen zuständig, für ihre Kleidung im Freien sowie für die Hunde. Die Königin brachte ihrem Diener große Sympathien entgegen, unter anderem aufgrund seiner offenherzigen Äußerungen ohne Rücksicht auf Rang und Status sowie seines ungezwungenen, rustikalen Verhaltens. Er betrat Victorias Zimmer ohne anzuklopfen, nannte sie ganz schlicht „Woman“ („Weib“) und erteilte auch in der Öffentlichkeit, trotz standesgemäßer Begleitung, die Befehle. Im Juni 1865 wurde das Verhältnis zum Gegenstand weitverbreiteten Klatsches. Auslöser war ein Gemälde des Malers Edwin Landseer, das die Königin zu Pferd zeigt, dessen Zügel John Brown hält. Von den Arbeitssitzungen berichtete Landseer, dass die Königin einen Narren an einem gewissen schottischen Diener gefressen habe und von niemand anderem bedient werden wolle. In der Boulevardpresse wurde John Brown Ziel grausamer Scherze, es gab Gerüchte, dass er Victorias Geliebter oder sogar heimlich mit ihr verheiratet gewesen sei, weshalb die Königin selbst abschätzig als Mrs. Brown bezeichnet wurde. 1868 unternahm Victoria eine vierwöchige Erholungsreise in die Schweiz. Während dieser Zeit fertigte sie von der Schweizer Landschaft zahlreiche Skizzen und Bilder, besonders Aquarelle, an.
Victorias Umfeld und die Familie bewerteten Browns Verhalten als Taktlosigkeit und Ungezogenheit, weshalb sie vergeblich versuchten, sich des Günstlings zu entledigen. Vor allem neidete man ihm seine zahlreichen Vorrechte: Brown teilte die Jagd- und Fischrechte auf den königlichen Ländereien in Schottland zu, und es war allgemein bekannt, dass eine Empfehlung des Hochländers für eine Stelle oder Beförderung zuträglicher war als die eines Prinzen. Zudem verlangte Victoria, dass Brown besonders höflich und rücksichtsvoll zu behandeln wäre, womit sie Würdenträger bei Hof verärgerte.
1872 verhinderte Brown vor dem Buckingham Palace ein Attentat des Feniers Arthur O’Connor, was der Königin erneut Anlass gab, auf den Diensten ihres Hochlanddieners zu bestehen. Sie stiftete die goldene Victoria Devoted Service Medal für einen besonderen Akt der Aufopferung für die Monarchie; die erste erhielt John Brown. Später erhielt er eine silberne Faithfull Service Medal für zehn Jahre treue Dienste. Das Design beider Medaillen soll Victoria persönlich bestimmt haben. Neben all diesen indirekten Gunstbezeugungen gab es auch konkrete Beweise in Form von sehr persönlichen Geschenken: Ein Gedichtband in schottischem Dialekt trug 1869 die Widmung „von seiner aufrichtigen Freundin VR“, 1875 erhielt er eine goldene Uhr, 1879 eine ledergebundene Bibel „von seiner treuen Freundin VRI“. Die Königin schenkte ihm auch ein Haus über dem Dee, wo Brown nach seiner Pensionierung wohnen wollte, und obwohl die Königin nur selten an Beerdigungen teilnahm, erschien sie persönlich bei der Trauerfeier für Browns Vater. Schließlich wurde ihm sogar der Titel eines Esquire verliehen. Mit den Jahren wurde die Beziehung immer weniger Gegenstand von Gerüchten, sondern die Gegenwart Browns wurde als Zeichen aufmerksamer Fürsorge gewürdigt, das sie wahrscheinlich auch war. Brown übernahm selbst die Aufgabe, der Königin schlechte Nachrichten zu überbringen, und überbrachte ihr 1878 beispielsweise die Todesnachricht ihrer Tochter Alice, die exakt an Alberts Todestag verstorben war. Victoria schickte ihn auch, um sich nach Kranken und Sterbenden zu erkundigen, weshalb seine Gegenwart als Zeichen der besonderen und persönlichen Anteilnahme Victorias gewertet werden durfte.
Nach dem Tod John Browns am 29. März 1883 trug die Königin in ihr Tagebuch ein, sie sei „schrecklich bewegt durch diesen Verlust, der mir einen Menschen raubt, der mir mit so viel Hingabe und Treue gedient hat und so viel für mein persönliches Wohlbefinden getan hat. Mit ihm verliere ich nicht nur einen Bediensteten, sondern einen wirklichen Freund.“ Brown habe sie „18½ Jahre nicht einen Tag verlassen“ – Victoria widmete ihm den zweiten Band ihrer Tagebuchaufzeichnungen.

### Zwischen Gladstone und Disraeli

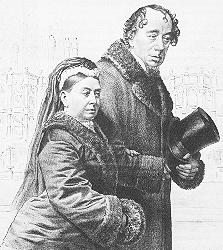
Victoria und Benjamin Disraeli

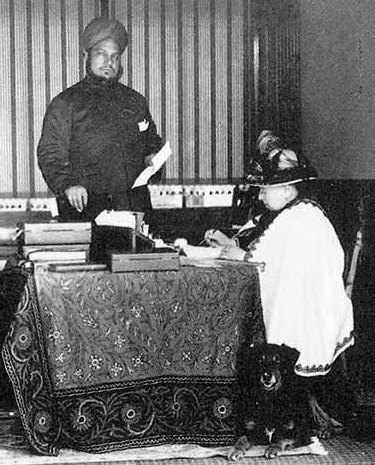
Abdul Karim und Victoria (Foto, 1897)

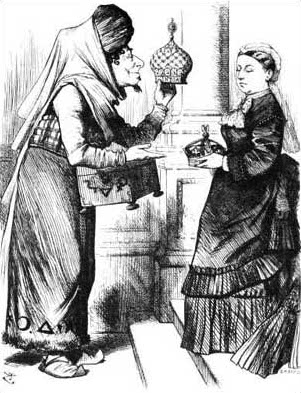
New crowns for old ones! („Neue Kronen für alte!“), Karikatur von John Tenniel im Punch, 1876: Premierminister Disraeli trägt Victoria anstelle ihrer britischen Krone die indische Kaiserkrone an. Die Karikatur spielt auf eine Szene in Aladin an, in der der Zauberer Abanazar „neue Lampen für alte“ bietet, um Aladins Wunderlampe zu bekommen. Zudem wird Disraeli in antisemitischer Weise als fremdländischer Orientale dargestellt, auf die Klischees jüdischer Hausierer und kabbalistischer Magie angespielt.

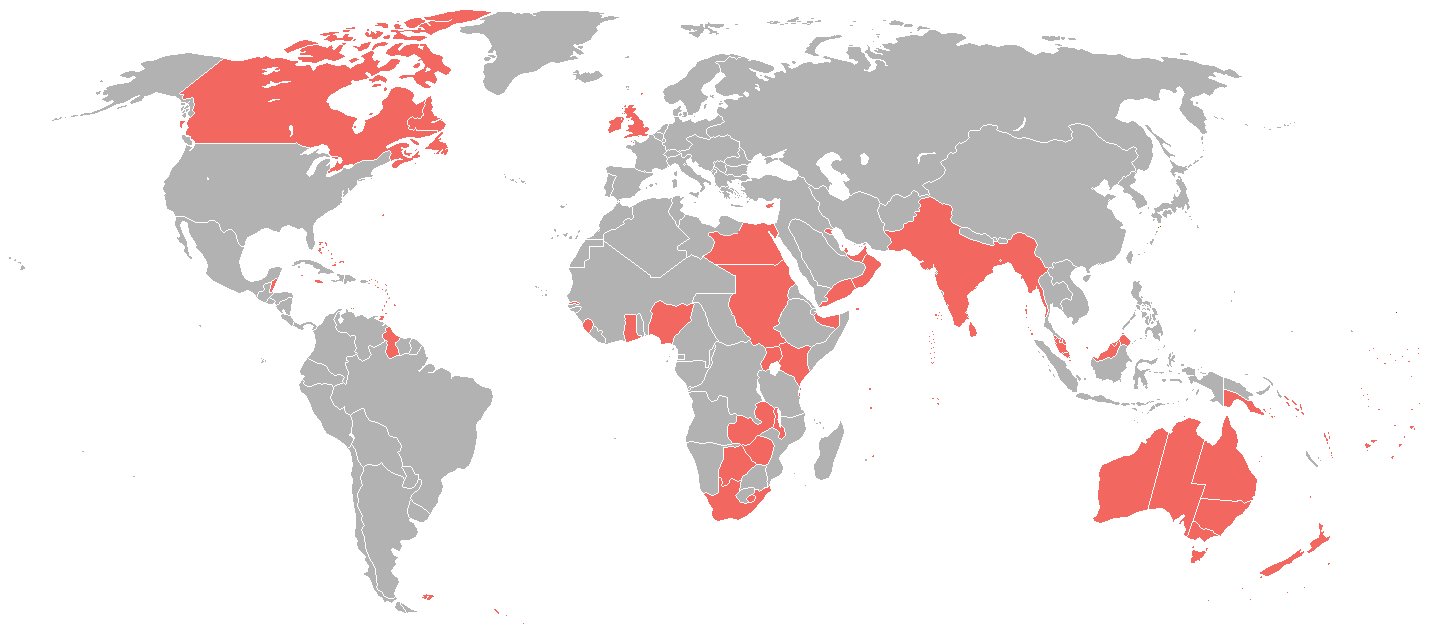
Britisches Weltreich um 1898

Unter Victorias Regentschaft leiteten zehn Premierminister die Regierung, ihr Verhältnis zu diesen Staatsmännern war sehr unterschiedlich. Beachtung fand vor allem Victorias persönliche Zuneigung zu dem Konservativen Benjamin Disraeli und ihre Abneigung zu dessen politischem Rivalen, dem Liberalen William Gladstone, die beide prägend für die britische Politik der zweiten Hälfte des 19. Jahrhunderts waren – Disraeli außenpolitisch, Gladstone innenpolitisch. Von 1868 bis zu Disraelis Tod 1881 standen sie abwechselnd an der Spitze der Regierung. Zu Victorias Leidwesen währte Gladstones Regierungszeit (1868 bis 1874, 1880 bis 1885, 1886, 1892 bis 1894) insgesamt doppelt so lange wie Disraelis (1868 und 1874 bis 1880).
Bereits während seiner ersten Amtsperiode (Februar bis Dezember 1868) war es dem charmanten Disraeli gelungen, die „Feenkönigin“ („The Faery“), wie er Victoria nannte, für sich einzunehmen. Geschickt nutzte er ihre Schwächen, schuf eine Atmosphäre der Vertrautheit, zeigte übertriebenen Respekt und gab der Königin damit ein Gefühl der Selbstbestätigung, weshalb seine Rückkehr in das Amt des Premierministers von der Monarchin nach dem Wahlsieg der Tories 1874 regelrecht ersehnt wurde. Disraeli vermittelte Victoria das Gefühl, dass er ihr Minister und ständiger Diener sei und man das Land gemeinsam regiere. Als besonderen Gunstbeweis gestattete sie ihm, während der Audienzen in ihrer Gegenwart zu sitzen; ein Privileg, das sie außer ihm nur Lord Melbourne zugestanden hatte, und Disraeli wurde zu ihrem „Melbourne des Alters“.
Victoria war insbesondere von dessen Außenpolitik angetan, und das zu dieser Epoche vorherrschende imperiale Selbstbewusstsein in Großbritannien machten es Disraeli möglich, den persönlichen Wunsch der Königin nach einem weiteren Titel parlamentarisch durchzusetzen. Durch die Gründung des Deutschen Kaiserreichs im Jahr 1871 wurde ihre älteste Tochter Vicky, die mit dem deutschen Kronprinzen Friedrich Wilhelm von Preußen verheiratet war, zur designierten Kaiserin und hätte gegenüber ihrer Mutter formellen Vorrang gehabt. Kaum jemand in Großbritannien betrachtete die Titel als nicht gleichwertig, doch die standesbewusste Königin fürchtete um ihren Rang. Eine Änderung der britischen Titulatur wäre nicht durchsetzbar gewesen, aber da Victoria in Indien als Kaiserin (Kaisar-i-Hind) betrachtet wurde, war sie bestrebt, diesen Titel auch offiziell zu tragen. Der Vorschlag war nicht neu: Disraeli hatte bereits während des Indischen Aufstands von 1857 darauf hingewiesen, dass es wichtig sei, alle Schichten des indischen Volkes enger an die Krone zu binden.
Auf Betreiben Disraelis verabschiedete das Parlament den Royal Titles Act, der Victoria am 1. Mai 1876 in den Rang einer Kaiserin von Indien (Empress of India) erhob. Ab diesem Zeitpunkt unterschrieb Victoria mit dem Namenskürzel V. R. & I. (Victoria Regina et Imperatrix), was zum Symbol der Hochphase des britischen Imperialismus wurde. Die Proklamation in Delhi erfolgte am 1. Januar 1877 im Rahmen eines Delhi Durbar, an dem sich Victoria durch den britischen Vizekönig vertreten ließ. Die Ernennung zur Kaiserin war auch der entscheidende Auslöser für Victorias Rückkehr in die Öffentlichkeit. Als Zeichen des Dankes und der Anerkennung wurde Disraeli von der Königin geadelt und sie verlieh ihm den erblichen Titel Earl of Beaconsfield. Nach Disraelis Tod (1881) bezeichnete Victoria ihn als „einer meiner besten, ergebensten und liebenswürdigsten Freunde und einer meiner klügsten Ratgeber“.
Für Indien, das sie nie persönlich besuchen sollte, entwickelte Victoria ein besonderes Interesse. Eigens für die Huldigungsgeschenke indischer Fürsten ließ sie in Osborne House einen Durbar-Flügel anbauen, sie umgab sich mit einer indischen Leibgarde, lud in Großbritannien weilende Inder zu einem alljährlichen Empfang und stiftete den Order of the Star of India. Ab 1887 beschäftigte sie mit Abdul Karim einen Diener, der von ihr zu „The Queen’s Munshi“ befördert wurde. Karim erteilte Victoria Sprachunterricht in Hindustani und Urdu und lehrte sie indische Bräuche; in späteren Jahren wurde der Günstling der „indische Sekretär der Königin“.
Mangels eigener Anschauung und Erfahrung beschränkten sich Victorias Kenntnisse über die Kolonien auf offizielle Dokumente und es war ihr unter diesen Bedingungen kaum möglich, die Komplexität der Probleme zu durchschauen. Die zahlreichen Kriege – beispielsweise der Zulukrieg (1879) oder der Zweite Anglo-Afghanische Krieg (1878 bis 1880) –, die in ihrem rasant wachsenden Empire geführt wurden, legitimierte Victoria nun, anders als früher, wenn es um britische Belange ging, mit zivilisatorischem Sendungsbewusstsein; sie hielt sie zwar für bedauerlich, aber notwendig, während sie Kriege in Europa aus zivilisatorischen Gründen auch weiterhin als verwerflich empfand. „Weil die einheimischen Herrscher ihre Autorität nicht aufrechterhalten können […] Nicht, um unsern Kolonialbesitz zu erweitern, sondern um Krieg und Blutvergießen zu vermeiden, müssen wir dies tun.“ Victoria rechtfertigte somit koloniale Machtpolitik als Politik zur Verhinderung von Kriegen.

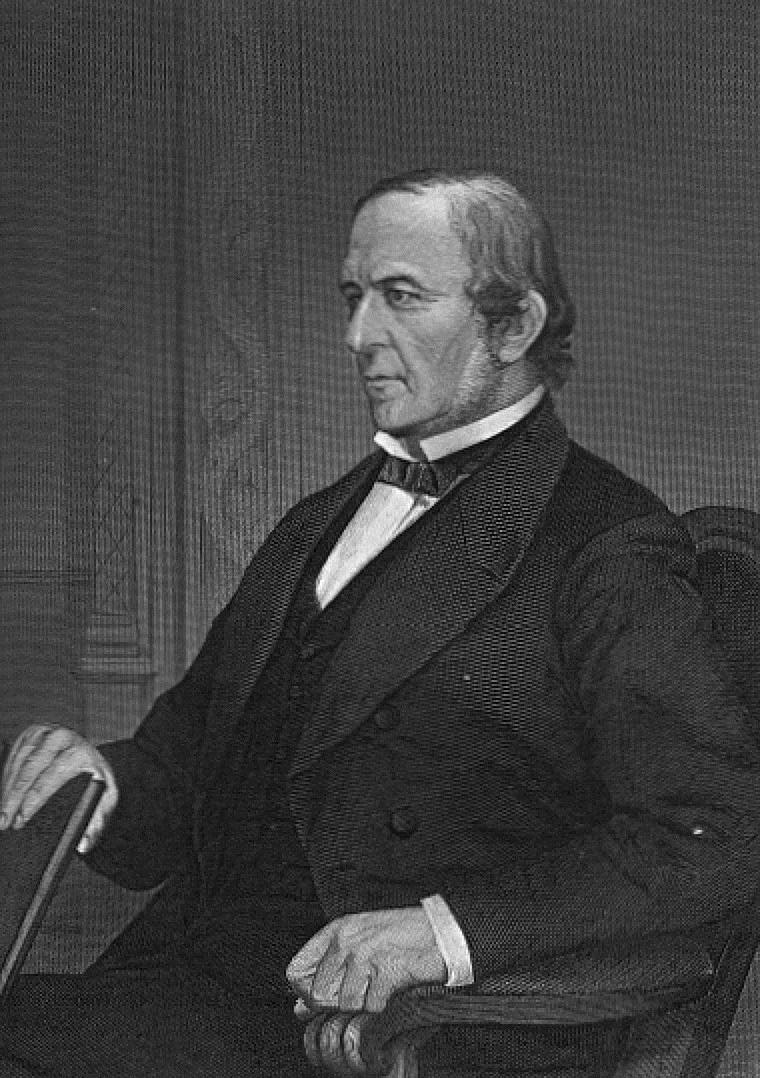
William Gladstone

Im Gegensatz zum wortgewandten Disraeli zeigte William Gladstone kein Interesse daran, der Königin zu schmeicheln, vielmehr galt der „Volks-William“ als nüchtern-sachlich und pedantisch. Gladstone ertrug die offensichtliche Abneigung seiner Monarchin („Ich könnte niemals den kleinsten Funken Vertrauen zu Mr. Gladstone haben nach seinem ungestümen, schädlichen und gefährlichen Verhalten“) und war ihr gleichzeitig dahingehend treu ergeben – ohne jemals Anerkennung dafür zu erhalten –, dass er sie vor Monarchiegegnern engagiert in Schutz nahm und umstrittene Apanageforderungen ihrer Kinder parlamentarisch durchsetzte. Unter dem Eindruck der Pariser Kommune und der andauernden Abwesenheit Victorias aus dem öffentlichen Leben erhielten die Monarchie-Gegner um 1870/71 starken Zulauf, was Gladstone dazu veranlasste, die Königin zur Rückkehr in die Öffentlichkeit zu drängen. Anlässlich der Genesung des Kronprinzen von einer Typhuserkrankung nahm Victoria am 27. Februar 1872 an einem Dankgottesdienst in der Londoner St Paul’s Cathedral teil – ihr erster Auftritt nach neun Jahren außerhalb der Parlamentseröffnung oder der Einweihung von Albert-Denkmälern. Victorias Auftritt löste große Begeisterung in der Bevölkerung aus und geriet zu einer Demonstration der Zuneigung für das Königshaus. „Es war ein sehr bewegender Tag und mehrere Male musste ich meine Tränen unterdrücken“ (“It was a most affecting day, and many a time I repressed my tears”), vertraute die bewegte Königin ihrem Tagebuch an.
Zweifelsohne lagen Gladstones Prioritäten in der Innenpolitik; ab 1868 führte er das wichtigste Reformkabinett der viktorianischen Epoche. Er schaffte die Ämterpatronage in der Beamtenschaft zugunsten von Fachexamina ab, verfügte ein Verkaufsverbot von Offizierspatenten, öffnete die Universitäten Oxford und Cambridge für nicht-anglikanische Studenten, dehnte die Schulpflicht bis zum dreizehnten Lebensjahr aus und führte die geheime Stimmabgabe ein, wodurch die Einflussnahme der Grundbesitzer auf das Wahlverhalten der von ihnen abhängigen Bevölkerung unterbunden werden sollte. Insbesondere die Entschärfung des Irland-Konflikts löste bei Victoria ein Gefühl des Unbehagens aus. Gladstone löste die anglikanische Staatskirche in Irland auf, verbesserte die Stellung der irischen Pächter (Land Act) und sah vor allem die irische Selbstverwaltung (Home Rule) als unvermeidbar an. Für Victoria, die Irland wie die Mehrheit der Briten eigentlich nur als Kolonie betrachtete, war dieses Vorgehen schockierend und sie beklagte sich darüber, dass ihre Regierung nicht die Macht besäße, das Land zu befrieden.
Die Königin zeigte gegenüber dem Regierungschef Gladstone ein Verhalten, das sie sich als konstitutionelle Monarchin nicht hätte erlauben dürfen, indem sie Grenzbereiche der Verfassung sehr eigenwillig testete und gelegentlich sogar überschritt. Im Geheimen versuchte sie Gladstone in seiner Partei zu isolieren, hielt untergeordnete Beamte dazu an, ihr loyales Verhalten gegenüber der Regierung aufzugeben, und konspirierte mit der Opposition gegen den Premierminister. Besonders unbeliebt machte sich Gladstone bei Victoria dadurch, dass er den kolonialen Imperialismus kaum unterstützte und ihn sogar aus sittlichen Wertvorstellungen heraus ablehnte. Vor allem durch seine Agitation gegen Disraelis Regierung ab 1876, aber nachfolgend auch seine zögerliche Außenpolitik während des Mahdi-Aufstands im Sudan zog sich Gladstone den Unmut seiner Monarchin zu, die ihn persönlich für die militärische Niederlage während der Belagerung von Khartum und den Tod des Generalgouverneurs Charles George Gordon verantwortlich machte (siehe dazu Gordon Relief Expedition). „Die Nachrichten aus Khartum sind entsetzlich, und der Gedanke, dass durch früheres Handeln dies alles hätte verhindert und viele wertvolle Menschenleben hätten gerettet werden können, ist zu entsetzlich.“ Victoria hielt die Demütigung der Krone, die sie Gladstones Unentschlossenheit anlastete, für genauso unentschuldbar wie Gladstone den gezielten Affront seiner Souveränin. Als der 85-jährige Gladstone im März 1894 seinen Abschied aus dem Amt des Premierministers verkündete, war Victorias Ablehnung ihm gegenüber immer noch so groß, dass ihr für mehr als Ausdrücke allgemeinen Bedauerns während seiner letzten Audienz die Worte fehlten.

### Späte Regierungsjahre

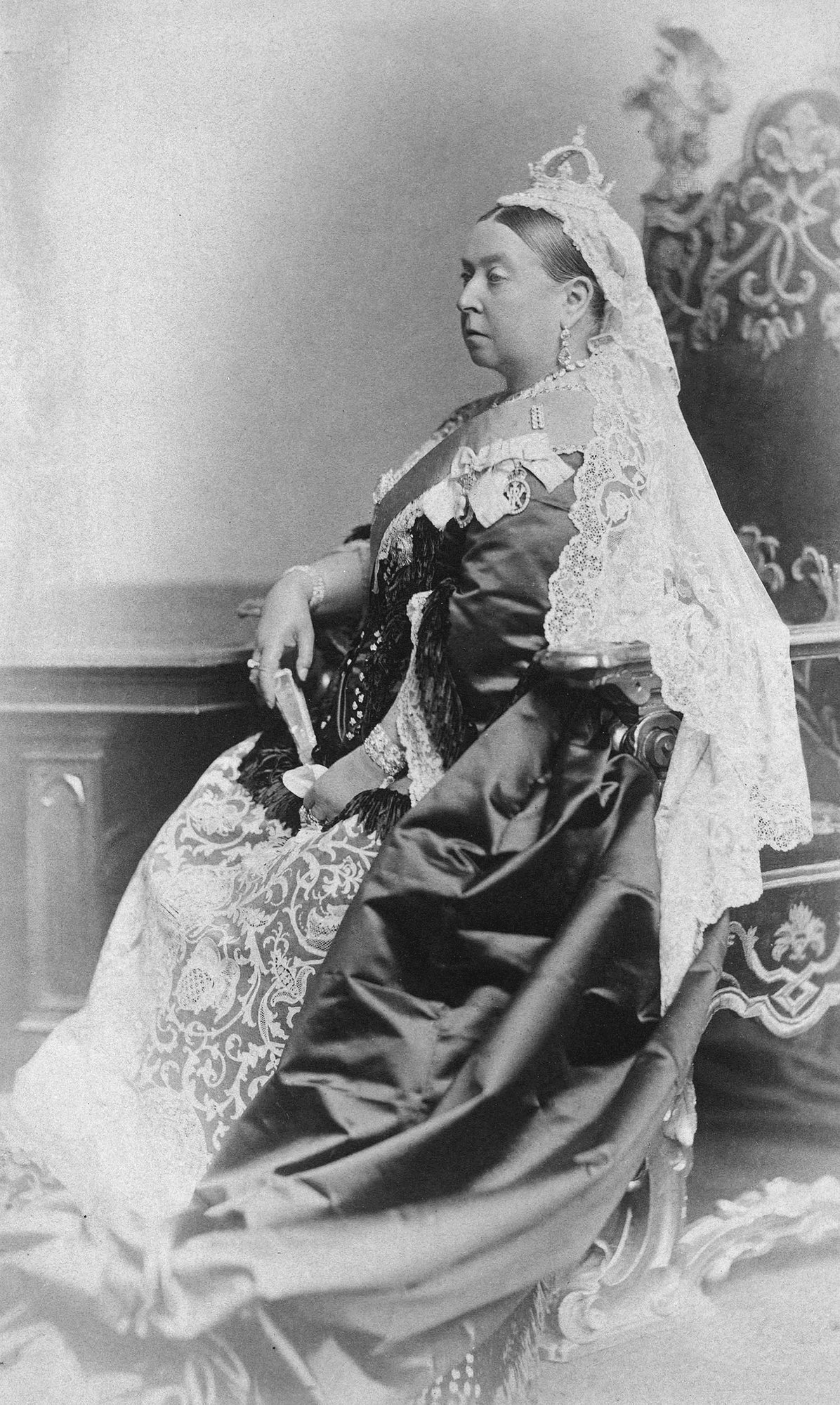
Hofporträt Victorias anlässlich des Goldenen Thronjubiläums (1887)

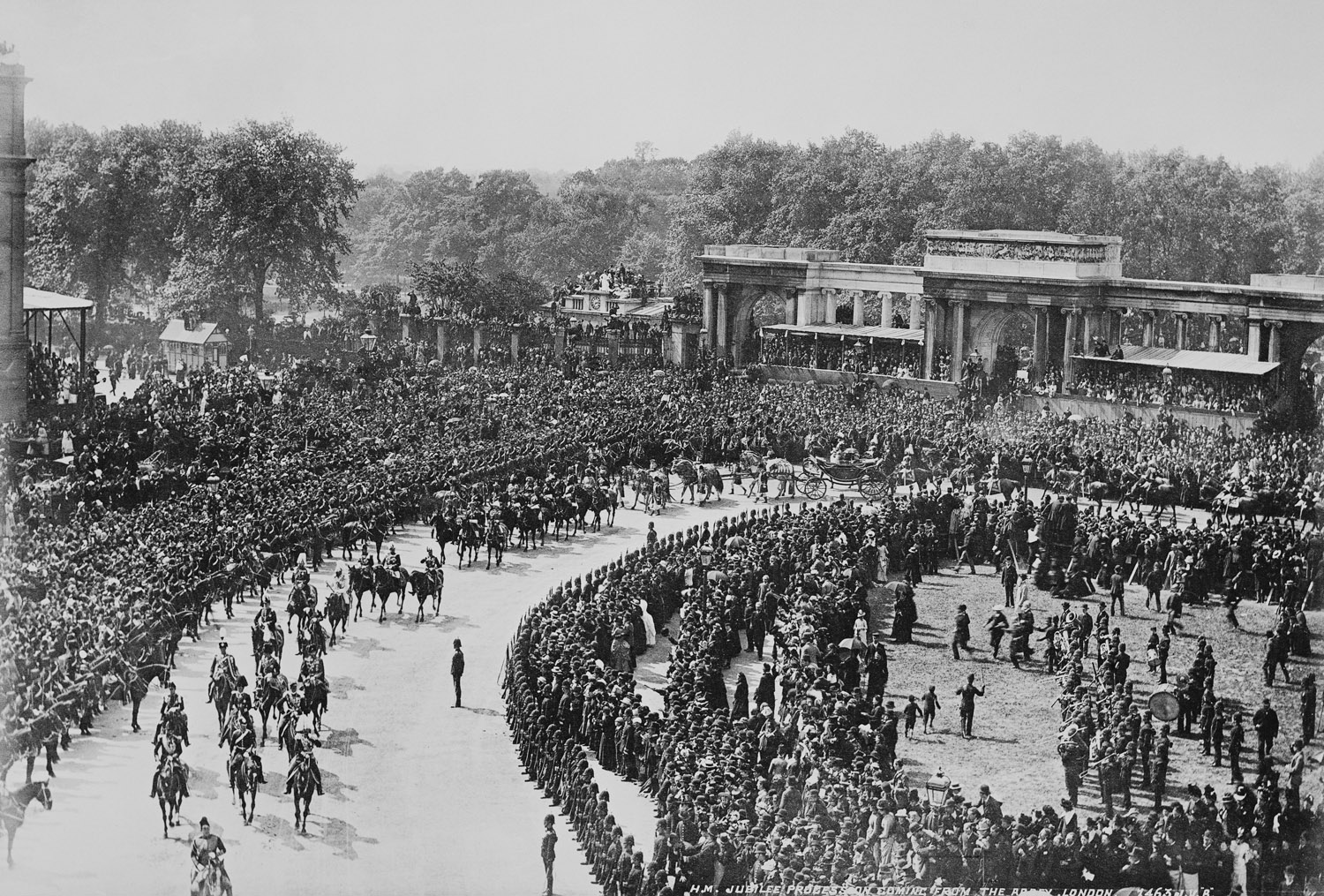
Prozession zum Goldenen Thronjubiläum am Hyde Park Corner

Großbritannien war im ausgehenden 19. Jahrhundert die führende Handels-, Wirtschafts- und Seemacht und übernahm die Rolle eines „Weltpolizisten“. Die Außenpolitik war durch die Prinzipien der splendid isolation und der Pax Britannica gekennzeichnet: Andere Großmächte waren durch Konflikte in Europa gebunden, während Großbritannien bewusst nicht intervenierte und durch die Konzentration auf den Handel seine Vormachtstellung weiter ausbauen konnte. Mitte der 1870er Jahre verabschiedete sich Victoria aus der selbst gewählten Abgeschiedenheit und nahm wieder vermehrt am öffentlichen Leben teil. Die Menschen sahen in ihr nicht mehr die trauernde, zurückgezogen lebende Witwe, die ihre öffentlichen Pflichten als Monarchin vernachlässigte, sondern für sie war Victoria die Landesmutter, der sie Achtung und Zuneigung entgegenbrachten. Sie vermittelte der Bevölkerung ein Gefühl der Kontinuität und Beständigkeit und wurde zum Symbol des Britischen Empire mit seinen Errungenschaften. Die monarchischen Traditionen, personifiziert durch Königin Victoria, gaben den Menschen in einer zunehmend komplizierter werdenden, sich wandelnden Welt Halt und Sicherheit. Zu diesem Zweck und zur Selbstdarstellung des Empire wurden die höfischen Rituale stets pompöser, ohne dass dies Einfluss auf das bescheidene Leben Victorias gehabt hätte. Die tatsächliche Macht der Krone hatte sich unter Victorias Regentschaft erheblich verringert (Reform Act 1867), ihr Prestige aber war enorm gewachsen. Das Ansehen der Monarchie war allerdings an die Person Victorias gebunden und sie wiederum strahlte eine nicht zu unterschätzende politische Wirkungskraft aus. So konsequent Victoria auf die Politik ihres Landes, insbesondere auf die Außenpolitik, Einfluss zu nehmen versuchte, der gesellschaftliche Wandel und die sozialen Probleme (siehe dazu Hauptartikel: Soziale Frage) ließen sie weitgehend unberührt. Victoria hat ihrer Epoche den Namen gegeben, entscheidend geprägt hat sie diese jedoch nicht.
1879 wurde sie im Alter von 60 Jahren erstmals Urgroßmutter: von Prinzessin Feodora von Sachsen-Meiningen.

#### Goldenes Thronjubiläum (1887)
Anlässlich des 50. Jahrestags ihrer Thronbesteigung wurde im Jahr 1887 das Goldene Thronjubiläum (Golden Jubilee) veranstaltet. Zu den Hauptfestlichkeiten, die für Mai und Juni angesetzt waren, wurden 50 europäische Monarchen und Fürsten mit Ausnahme des russischen Zaren sowie zahlreiche Delegationen aus Übersee in London erwartet. Neben Paraden, Familiendinners, offiziellen Banketten und Festumzügen bildete ein Gottesdienst am 21. Juni 1887 in der Westminster Abbey den feierlichen Höhepunkt („traten meine Söhne, Schwiegersöhne, Enkel […] und Urenkel vor, verbeugten sich und küssten meine Hand, und ich küsste einen jeden; das gleiche Ritual dann bei den Töchtern, Schwiegertöchtern, Enkelinnen und Urenkelinnen; sie machten einen Hofknicks, und ich umarmte sie herzlich. Es war ein sehr bewegender Moment, und in manchen Augen sah ich Tränen“). Frenetisch bejubelt wurde Victoria in einem offenen Landauer vom Buckingham Palace zur Abbey geleitet, eskortiert von indischen Kavalleristen. Für Victoria selbst wurden die Feierlichkeiten durch die Sorge um ihren schwer erkrankten Schwiegersohn, Kronprinz Friedrich Wilhelm, überschattet. Mit der Ehe ihrer ältesten Tochter hatten Victoria und Albert sich einst erhofft, den britischen Konstitutionalismus nach Preußen exportieren zu können und eine britisch-preußische Allianz zu schaffen. Besonders bedrückte Victoria die Aussicht, dass ihrem Enkel Prinz Wilhelm (der zukünftige Wilhelm II.), der ihrer Meinung nach alle bedauerlichen Charaktereigenschaften der Hohenzollern geerbt hatte, ein früher Amtsantritt und eine lange Regierungszeit offenbar bevorstanden. Sie bezweifelte Wilhelms persönliche Reife und Erfahrung für das Amt des Kaisers. Auch der Gedanke, dass dieser durch den ihr verhassten Reichskanzler Otto von Bismarck, den sie bei einem privaten Familienbesuch im April 1888 persönlich kennengelernt hatte, unterstützt werden würde, beruhigte sie in keiner Weise.

#### Diamantenes Thronjubiläum (1897)

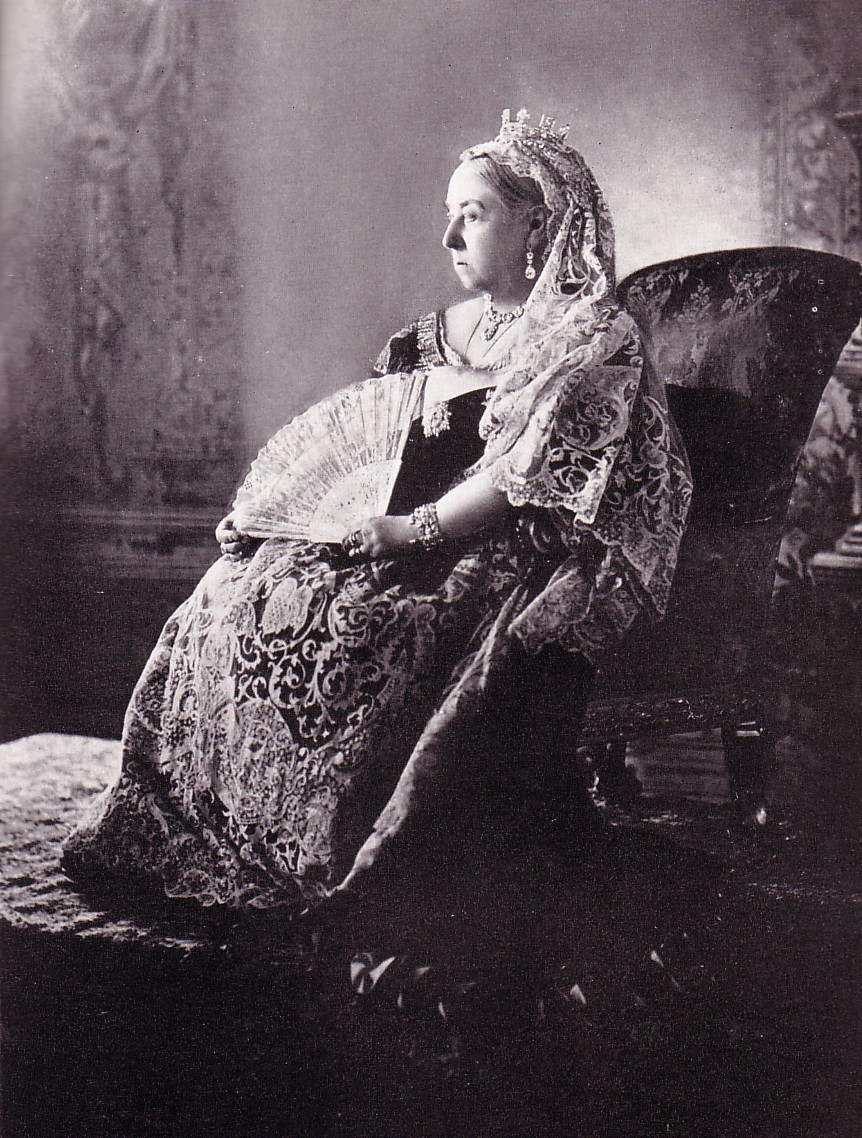
Königin Victoria an ihrem 60. Thronjubiläum

Am 23. September 1896 überdauerte Victorias Regierungszeit die ihres Großvaters Georg III. und sie wurde die bis dato am längsten regierende Monarchin der englischen, schottischen und britischen Geschichte; erst ihre Ururenkelin Elisabeth II. sollte diesen Rekord überbieten. Den Wünschen Victorias entsprechend, wurden die Feierlichkeiten anlässlich ihres 60. Thronjubiläums auf das Jahr 1897 verschoben. Auf Vorschlag des konservativen Premierministers Lord Salisbury und des Kolonialministers Joseph Chamberlain wurde das diamantene Thronjubiläum (Diamond Jubilee) als Festival of the British Empire ausgerichtet. Zur Demonstration der Größe und Macht des Empire sollten statt der europäischen Monarchen Abordnungen sämtlicher Kolonien teilnehmen. Am Rande der Feierlichkeiten traten erstmals die Regierungschefs der Dominions zu einer Konferenz zusammen (Colonial Conference).
Am 22. Juni 1897 paradierte die 78-jährige Victoria in einer achtspännigen Staatskutsche auf einer fast zehn Kilometer langen Route durch London, begleitet von Truppen aus allen Teilen des Empire. Vor den Stufen der St Paul’s Cathedral wurde ein Dankgottesdienst unter freiem Himmel abgehalten, an dem Victoria in ihrer Kutsche sitzend teilnehmen musste, da sie aufgrund ihrer Rheuma-Erkrankung die Stufen nicht mehr überwinden konnte. Schließlich durchquerte der Festzug die ärmeren Stadtteile Londons, südlich der Themse. Victoria sah sich auf dem Höhepunkt ihrer Popularität. Weltweit fanden in den britischen Kolonien Feiern statt, wochenlang gab es zahllose Feuerwerke, Festveranstaltungen, Paraden und Gottesdienste.
Anlässlich des Thronjubiläums wurde die Dampflokomotive Queen Empress der London and North Western Railway weiß lackiert und mit lavendelfarbenen Zierlinien und dem Wappen des Vereinigten Königreichs versehen.
Trotz ihres fortgeschrittenen Alters legte Königin Victoria weiterhin ein hohes Arbeitspensum an den Tag und war nicht bereit, ihren ältesten Sohn an der Ausübung der Staatsgeschäfte teilhaben zu lassen. Bertie sah sich der anhaltenden Kritik seiner Mutter ausgesetzt, die ihm wiederholt die Fähigkeit absprach, das Herrscheramt auszufüllen (“totally, totally unfit for ever becoming king”). Im Verlauf des verlustreichen und kostspieligen Burenkriegs (1899 bis 1902) in Südafrika mahnte die selbstbewusste Victoria ihre Regierung immer wieder dazu an, die britischen Interessen entschieden zu vertreten: „Bitte verstehen Sie, dass in diesem Haus niemand niedergeschlagen ist; wir haben kein Interesse an den Möglichkeiten einer Niederlage; sie existieren nicht.“ (“Please understand that there is no one depressed in this house; we are not interested in the possibilities of defeat; they do not exist”).

### Tod

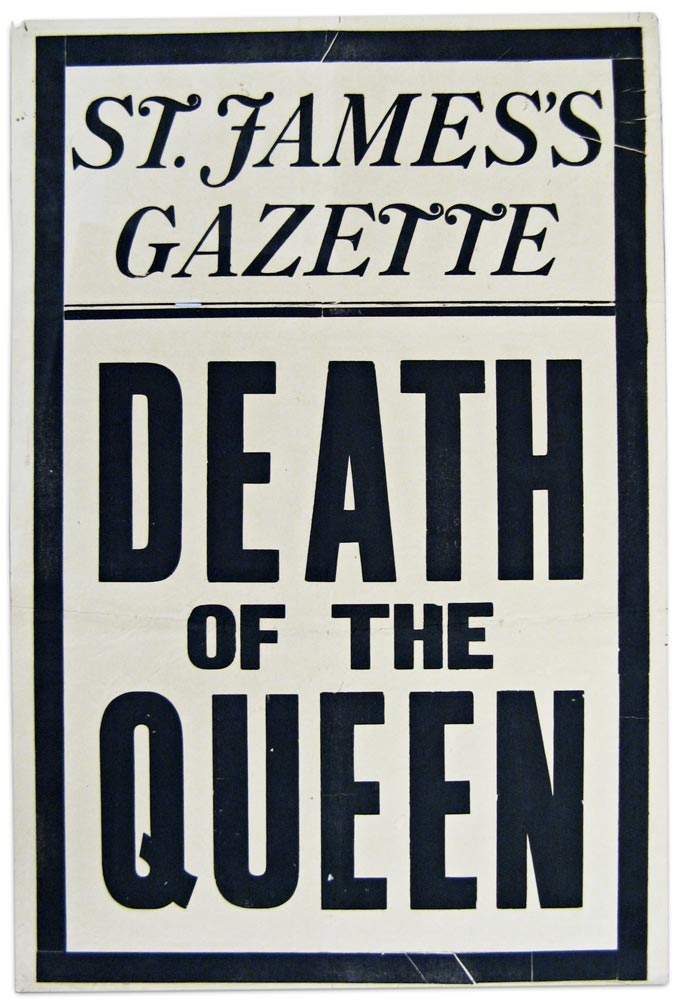
Sonderausgabe der St. James’s Gazzette

Victoria, die sich zeitlebens einer stabilen gesundheitlichen Verfassung erfreut hatte, kämpfte ab Mitte der 1890er Jahre vermehrt mit altersbedingten körperlichen Gebrechen. Als Folge eines Treppensturzes aus dem Jahr 1883 und Rheumatismus in den Beinen fiel ihr das Gehen schwer, weshalb sie zunehmend auf einen Rollstuhl angewiesen war. Zusätzlich verschlechterten Katarakte Victorias Sehvermögen nachhaltig, was Lesen und Schreiben mühsamer machte, ihre geistige Vitalität indessen blieb beachtlich. Vor dem Hintergrund des Todes ihres Sohnes Alfred (in ihrem Tagebuch notierte sie: „Oh, Gott! Mein armer Liebling Affie auch von uns gegangen. Es ist ein schreckliches Jahr, nichts außer Traurigkeit & einem Schrecken nach dem anderen.“) und des immer unpopulärer werdenden Burenkriegs machten sich im Sommer 1900 erstmals geistige Ausfallerscheinungen bemerkbar – Beginn eines körperlichen Verfalls, der sich in den nächsten Monaten ausweitete, ohne dass man ihn mit einem konkreten Krankheitsbild hätte in Verbindung bringen können. Victoria klagte über allgemeine Schwäche, Müdigkeit am Tage, Appetit- und Schlaflosigkeit. Wie gewöhnlich hatte sie die Weihnachtstage und den Jahreswechsel in Osborne House verbracht; Anfang Januar 1901 fühlte sie sich „schwach und unwohl“ (“weak and unwell”), Mitte Januar „schläfrig … benommen und verwirrt“ (“drowsy … dazed and confused”), weshalb sich ihre überlebenden Kinder, mit Ausnahme der selbst schwer erkrankten Vicky, in Osborne einfanden und an ihrem Sterbebett versammelten. Am 22. Januar 1901 gegen 18:30 Uhr verstarb Königin Victoria im Alter von 81 Jahren in den Armen ihres Enkels Wilhelm II. und ihres Sohnes Albert Eduard.
Am 25. Januar betteten ihr Nachfolger Eduard VII., Kaiser Wilhelm II. und Prinz Arthur, Duke of Connaught sie in ihren Sarg. Victorias Leibarzt sorgte dafür, dass eine Sammlung von Lieblingsstücken in den Sarg gelegt wurde, wie sie es in einer geheimen Anweisung befohlen hatte. Dazu gehörten unter anderem ein Alabasterabdruck von Alberts Hand, Fotos und eine Locke von John Browns Haaren. Auch ihr Wunsch, in einem weißen Kleid und mit ihrem Brautschleier bestattet zu werden, wurde erfüllt. Unter den Kanonenschüssen der Royal Navy wurde der Sarg auf der königlichen Yacht nach Portsmouth überführt und dann per Sonderzug nach London gebracht. Vom Bahnhof Victoria ging die Trauerprozession zu Pferd und zu Fuß nach Paddington, wo die Bahnreise nach Windsor fortgesetzt wurde. Bei der Trauerprozession ritten Eduard VII., Wilhelm II. und Prinz Arthur direkt hinter dem Leichenwagen. Am 2. Februar 1901 wurde Victoria in der St George’s Chapel von Windsor Castle für zwei Tage aufgebahrt und anschließend an der Seite Alberts im Royal Mausoleum von Frogmore beigesetzt, das sie für sich und ihren verstorbenen Gatten im Stil der italienischen Romantik hatte errichten lassen.
Mit einer Regierungszeit von 63 Jahren, sieben Monaten und zwei Tagen war Victoria die am längsten regierende britische Monarchin, ehe sie am 9. September 2015 von ihrer Ururenkelin Elisabeth II. übertroffen wurde. Der Tod Victorias beendete die seit 1714 bestehende Herrschaft des Hauses Hannover, die mit der Thronübernahme ihres ältesten Sohnes Eduard VII. auf das Haus Sachsen-Coburg und Gotha überging (ab 1917 umbenannt in Haus Windsor).

## Nachkommen

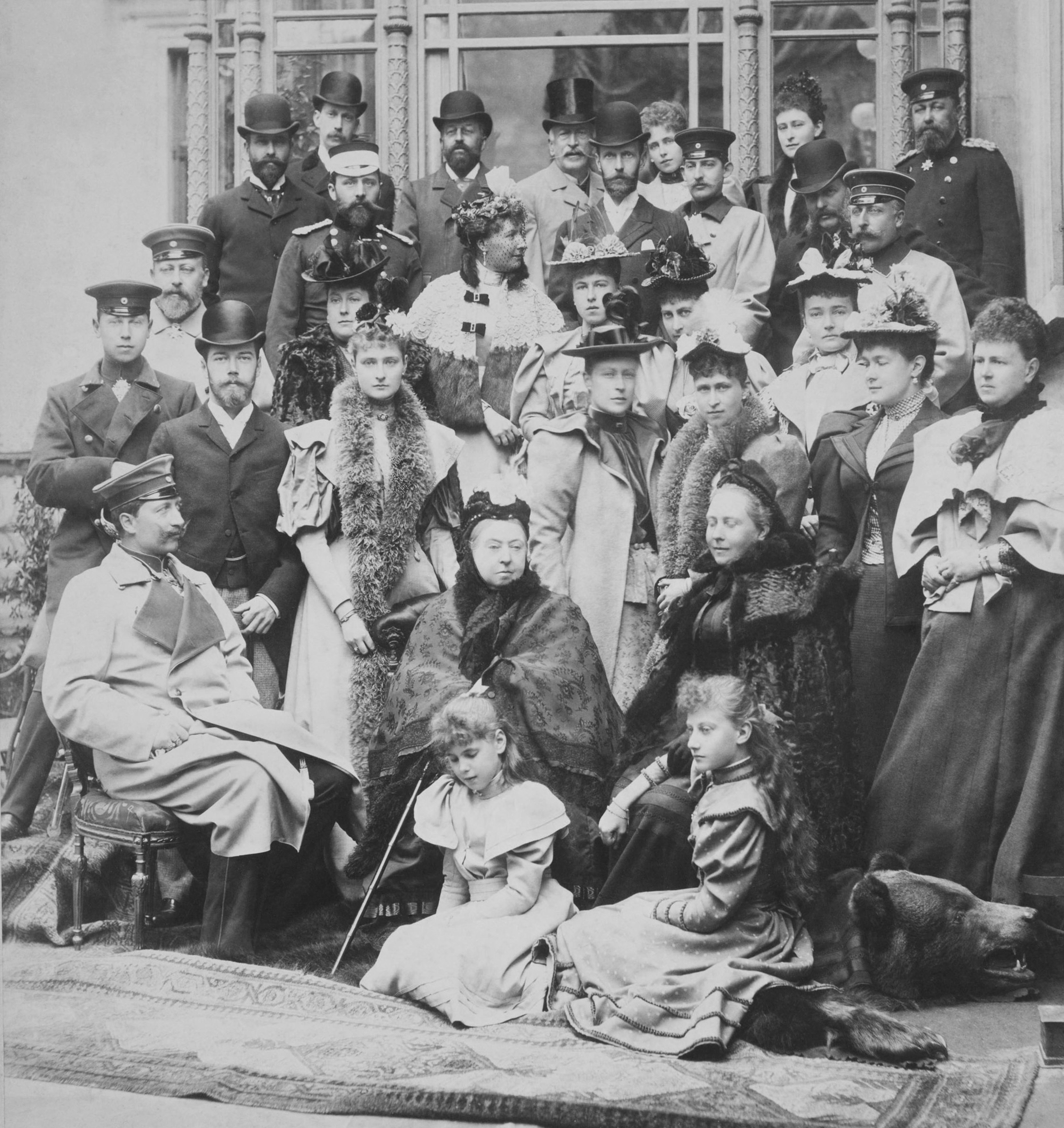
Victoria im Kreise ihrer Familie (1894)

Aus der Verbindung Königin Victorias mit Prinz Albert von Sachsen-Coburg und Gotha gingen neun Kinder hervor:
- Victoria (Vicky) (1840–1901), Princess Royal, ⚭ 1858 Prinz Friedrich Wilhelm von Preußen; als Friedrich III. Deutscher Kaiser;
- Albert Eduard (Bertie) (1841–1910), Prince of Wales, als Eduard VII. König von Großbritannien und Irland, Kaiser von Indien, ⚭ 1863 Prinzessin Alexandra von Dänemark;
- Alice (1843–1878), ⚭ 1862 Großherzog Ludwig IV. von Hessen und bei Rhein;
- Alfred (Affie[148]) (1844–1900), Duke of Edinburgh und regierender Herzog von Sachsen-Coburg-Gotha, ⚭ 1874 Großfürstin Marija Alexandrowna Romanowa von Russland;
- Helena (Lenchen) (1846–1923), ⚭ 1866 Prinz Christian von Schleswig-Holstein-Sonderburg-Augustenburg;
- Louise (Loosy) (1848–1939), ⚭ 1871 John Campbell, 9. Duke of Argyll;
- Arthur (1850–1942), Duke of Connaught and Strathearn, ⚭ 1879 Prinzessin Luise Margarete von Preußen;
- Leopold (1853–1884), Duke of Albany, ⚭ 1882 Prinzessin Helene zu Waldeck und Pyrmont;
- Beatrice (Baby) (1857–1944), ⚭ 1885 Prinz Heinrich von Battenberg.

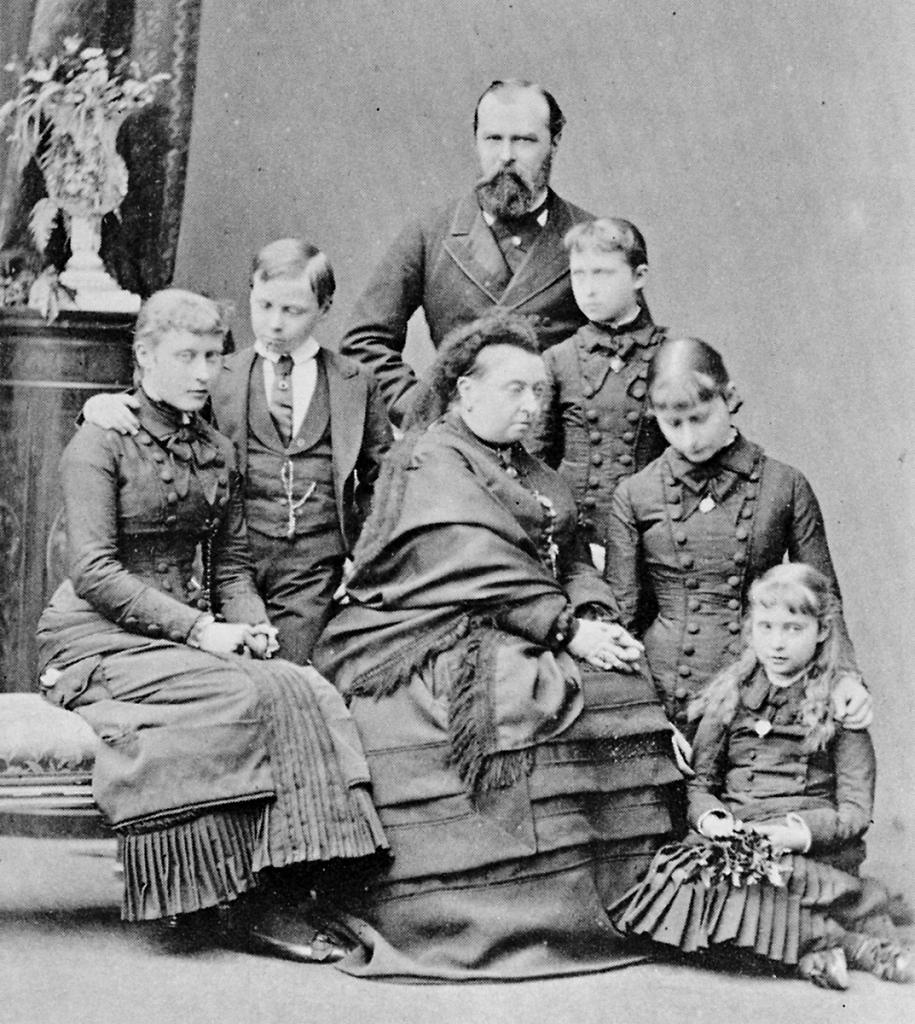
Victoria nach dem Tod ihrer Tochter Alice mit ihrem Schwiegersohn Großherzog Ludwig IV. von Hessen und dessen Kindern (1879)

Victoria war so eng mit ihrem Mann verbunden, dass ihr die Kinder zu seinen Lebzeiten ziemlich gleichgültig waren. Nach Alberts Tod bedeuteten die Kinder sicherlich mehr für sie, aber von einer Innigkeit im täglichen Umgang mit ihnen war nichts zu spüren. Ihr Verhältnis zu Thronfolger Prinz Albert Eduard war zeitlebens schwierig und eine andauernde Enttäuschung. Sie warf ihm sogar sein Aussehen (ihrem nicht unähnlich) vor. Viele Quellen behaupten, dass die strenge Erziehung des Thronerben dessen Entwicklung stark behindert und viele seiner späteren Verhaltensweisen verursacht habe. Das Verhältnis zu den Töchtern war, vor allem in den späteren Jahren, um einiges besser. Victoria sorgte dafür, dass stets eine Tochter als Sekretärin und Gesellschafterin in ihrer Nähe war. Helena, Louise und Beatrice übernahmen diese Aufgabe nacheinander. Der Ehe von Beatrice stimmte sie nur unter der Bedingung zu, dass diese auch nach der Hochzeit weiterhin bei ihr leben solle.
Ihren Enkeln und Urenkeln gegenüber verhielt sie sich wesentlich liebevoller und nachsichtiger, so kümmerte sie sich beispielsweise intensiv um die Kinder ihrer früh verstorbenen Tochter Alice. Allerdings fühlte sie sich oft durch die große Anzahl ihrer Nachkommen und die persönliche finanzielle Last, die viele von ihnen darstellten, überwältigt, da das Parlament keinen Anlass sah, Nachkommen, die der Thronfolge fernstanden, durch die öffentliche Hand zu unterhalten.

### Großmutter Europas

Ein Teil des Familienstammbaums mit dem Erbgang der Bluterkrankheit unter den Nachkommen der Königin Victoria (siehe Stammbaumanalyse)

Victoria hatte 40 Enkel und 88 Urenkel. Sie bestimmte, dass alle ihre Enkel ihren Namen oder den Alberts tragen sollten. Ihr erster Enkel war der 1859 geborene Prinz Wilhelm von Preußen, der spätere Kaiser Wilhelm II., ihr letztgeborener Enkel der 1891 geborene Prinz Maurice von Battenberg. Ihr erstes Urenkelkind war der 1882 geborene spätere Kronprinz Wilhelm von Preußen.
Durch die Ehen ihrer Enkel hat sie Nachkommen in fast allen europäischen Monarchien, weshalb sie auch den Beinamen „Großmutter Europas“ erhielt. Es war für sie ein Instrument der Friedenssicherung, den europäischen Kontinent mit einem dichten Netz von Verwandten auf den Fürstenthronen zu überziehen. Wie wirkungslos diese Form der Friedenssicherung war, zeigte sich im Deutsch-Dänischen Krieg (1848–1851), im Deutschen Krieg (1866) und schließlich im Ersten Weltkrieg (1914–1918), bei denen die Fronten jeweils quer durch die Verwandtschaft verliefen.
2023 gehören folgende europäische Monarchen und ehemalige Monarchen zu Victorias Nachkommen: König Charles III. von Großbritannien, König Harald V. von Norwegen, König Carl XVI. Gustaf von Schweden, König Felipe VI. von Spanien, König Frederik X. von Dänemark, der ehemalige König von Griechenland Konstantin II. und der ehemalige König von Rumänien Michael I. Zu ihren Nachfahren gehören auch die Oberhäupter der ehemaligen Herrscherhäuser von Serbien, Russland, Preußen, Sachsen-Coburg-Gotha, Hannover, Hessen, Baden und Frankreich sowie der verstorbene britische Prinzgemahl Philip, Duke of Edinburgh.

### Hämophilie
Victoria war die erste bekannte Überträgerin (Konduktorin) der Erbkrankheit Hämophilie (Bluterkrankheit) in der britischen Königsfamilie. Sie vererbte die Krankheit an zahlreiche ihrer Nachkommen weiter. Unter anderem litt ihr Urenkel Alexei Nikolajewitsch Romanow, der letzte Zarewitsch, an dieser Krankheit. Er war Sohn ihrer Enkelin Zarin Alexandra Fjodorowna (geb. Prinzessin Alix von Hessen-Darmstadt) und deren Gemahl Zar Nikolaus II. von Russland.

### Galerie
Porträtaufnahmen der Kinder Victorias und Alberts

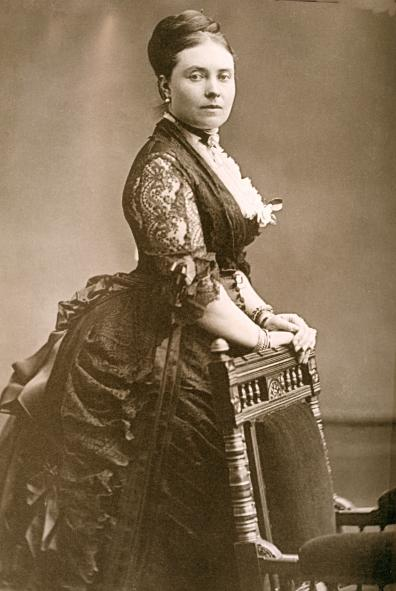
Victoria (1887)
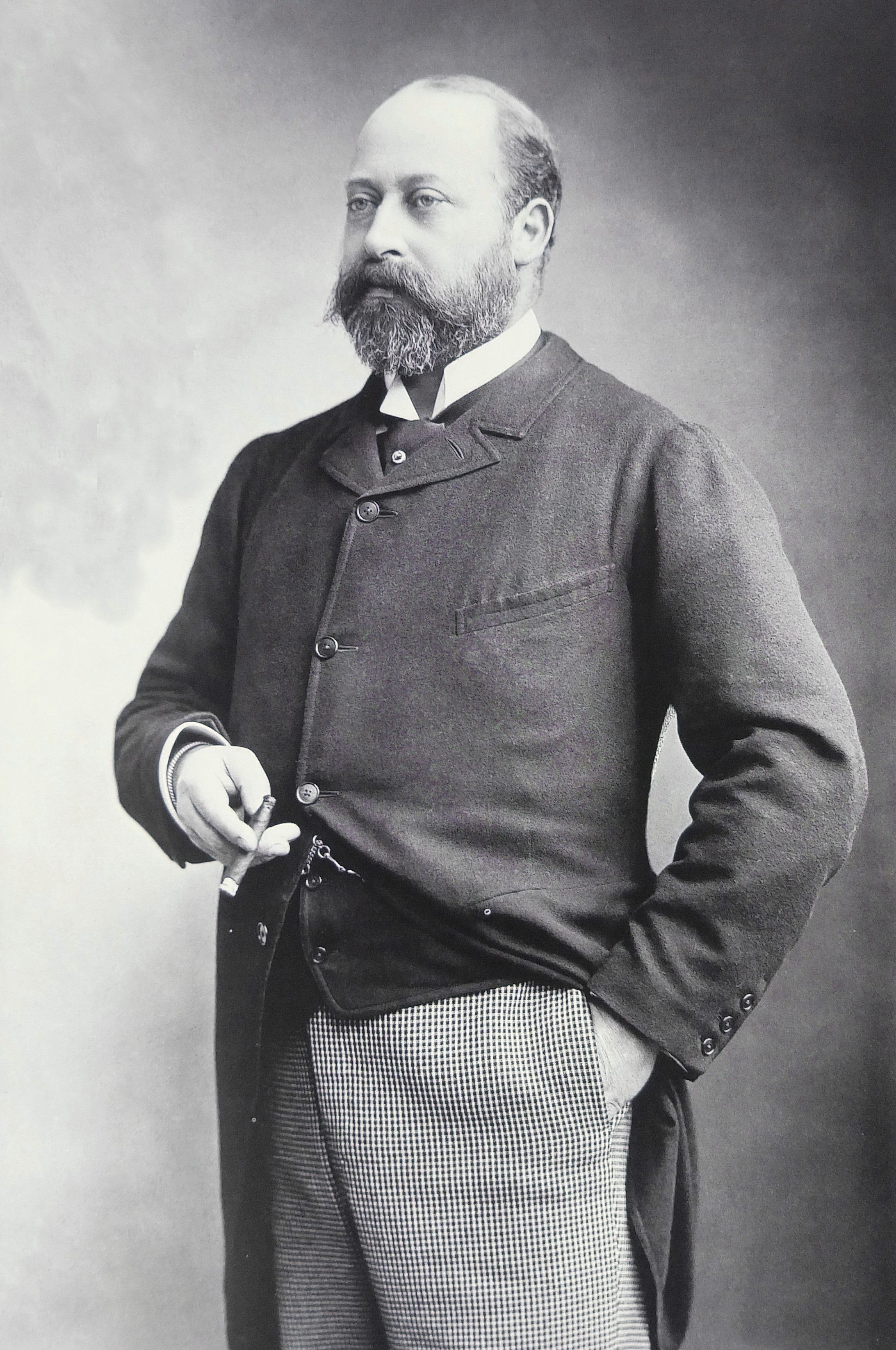
Albert Eduard (1894)
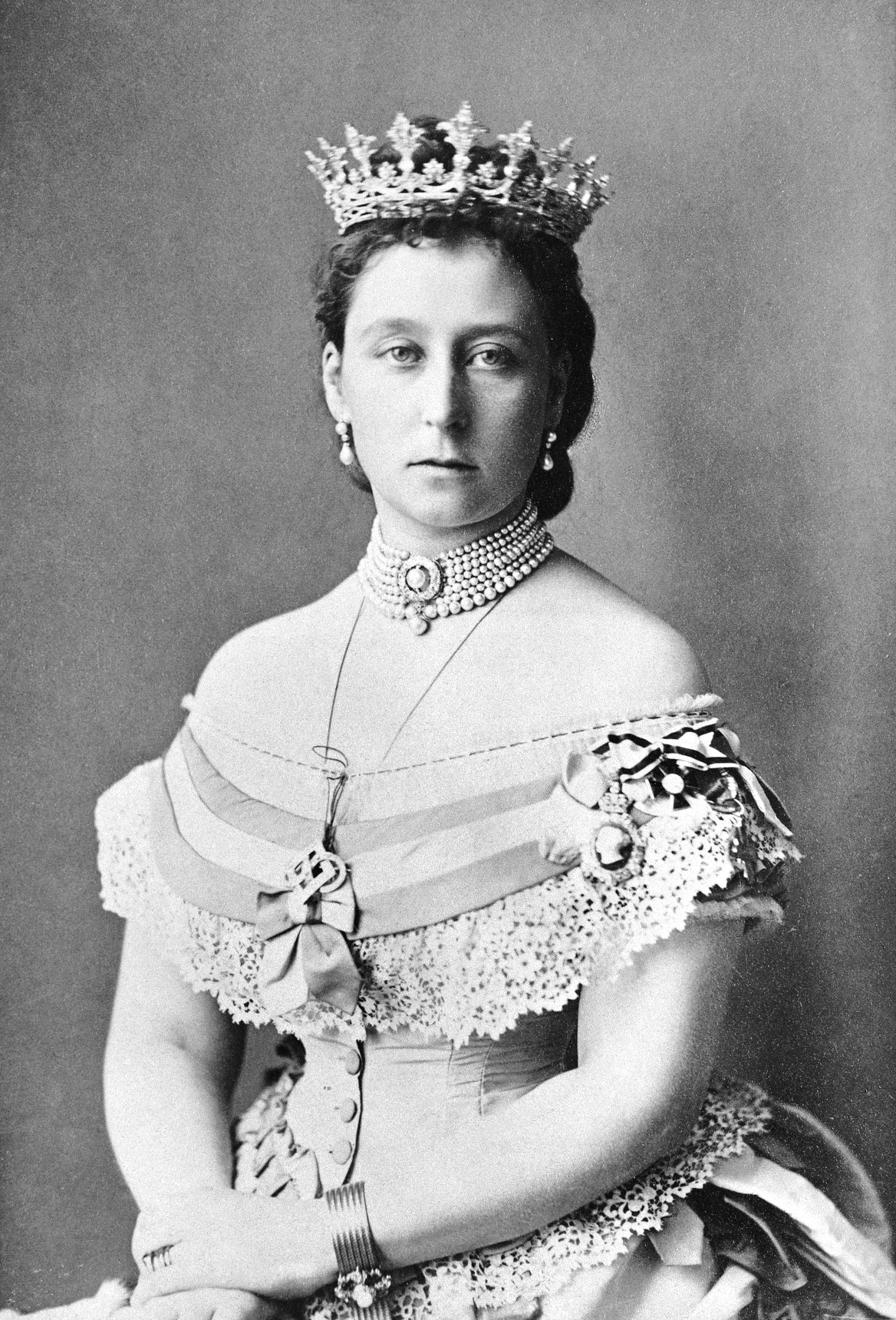
Alice (1871)
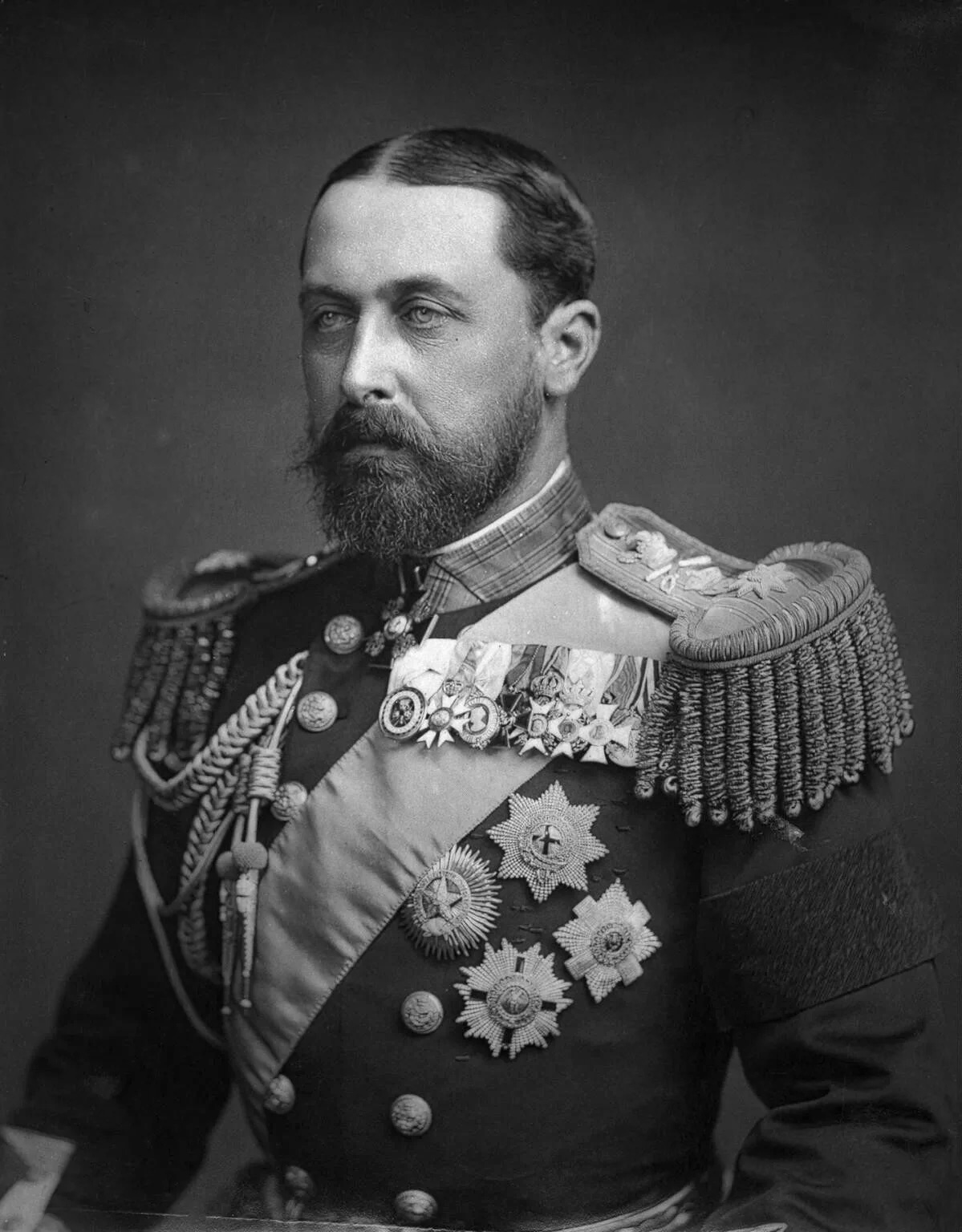
Alfred (1881)
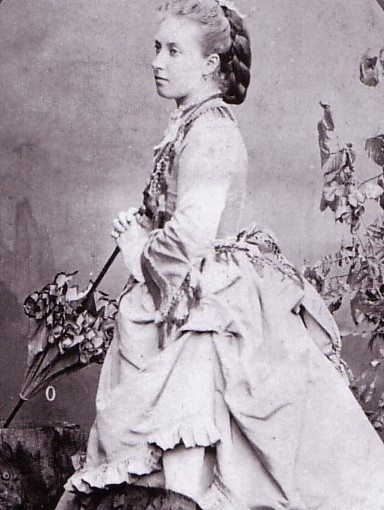
Helena (1860)
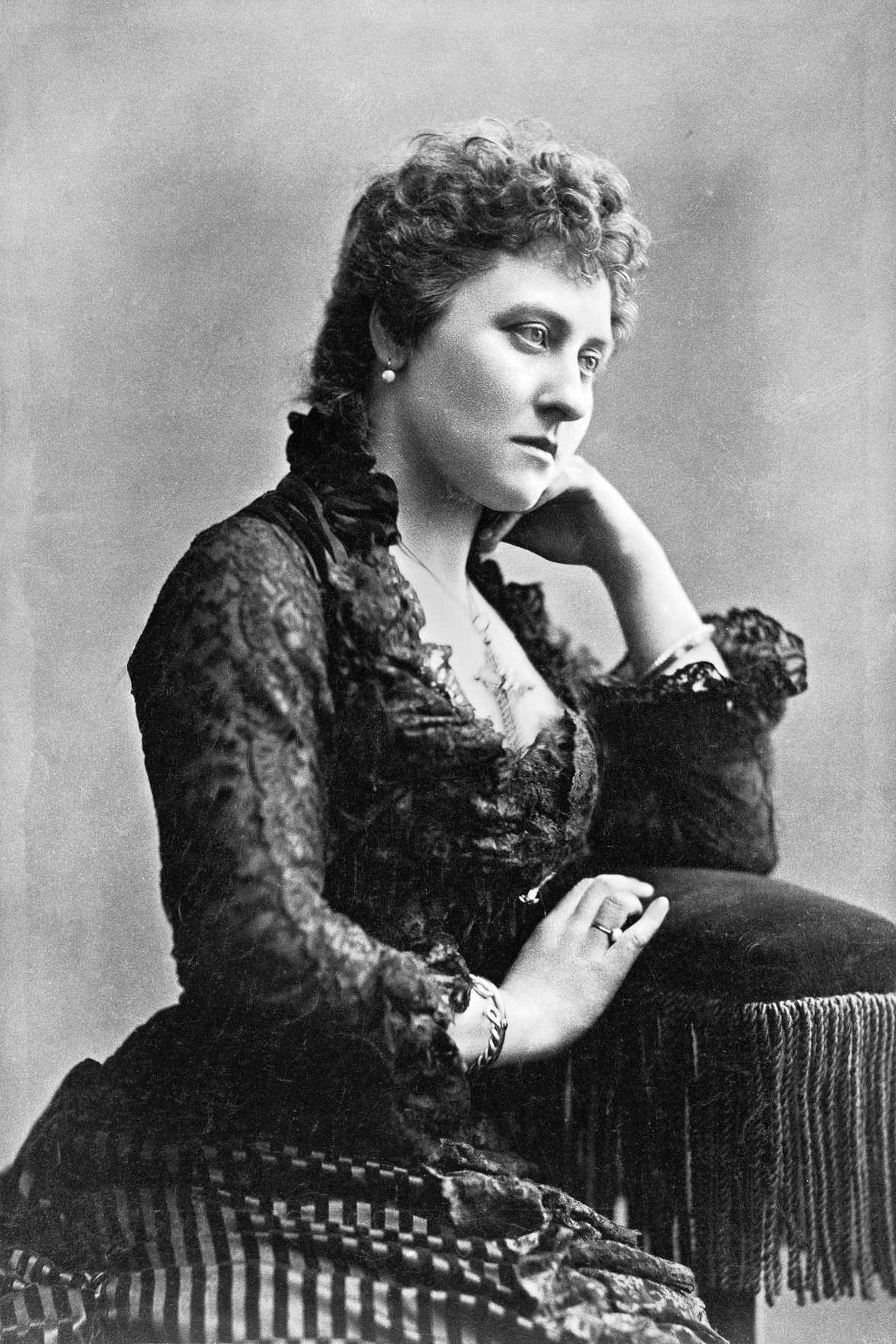
Louise (1881)
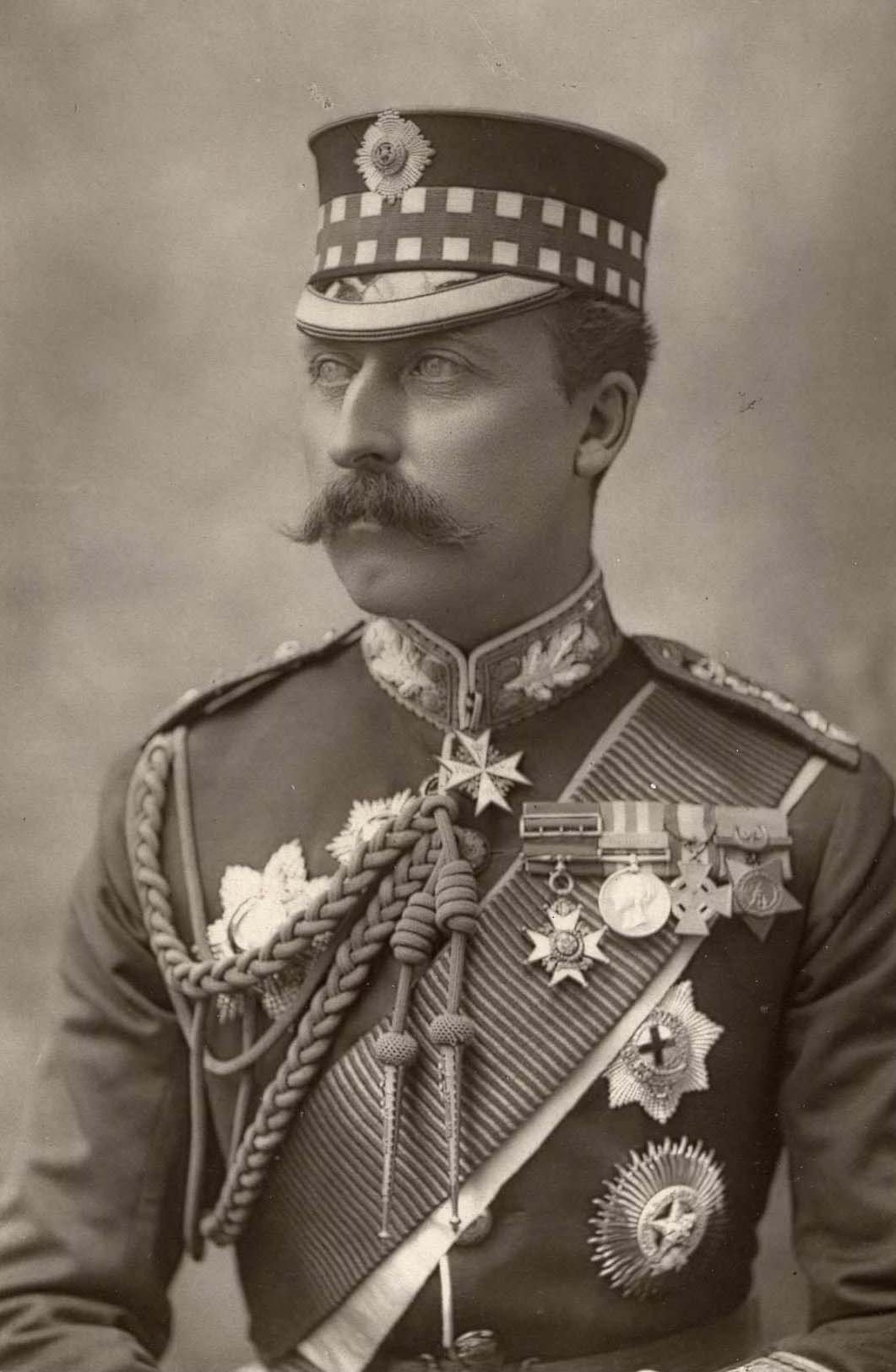
Arthur (1889)
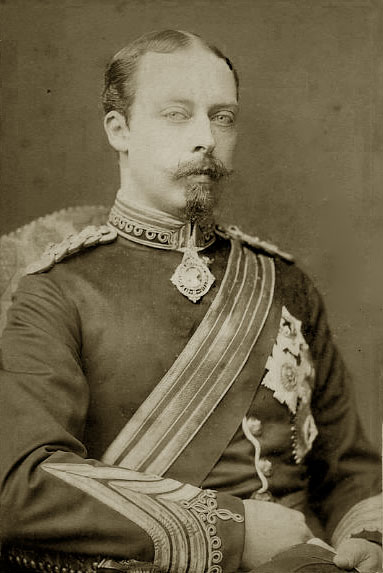
Leopold (1880)
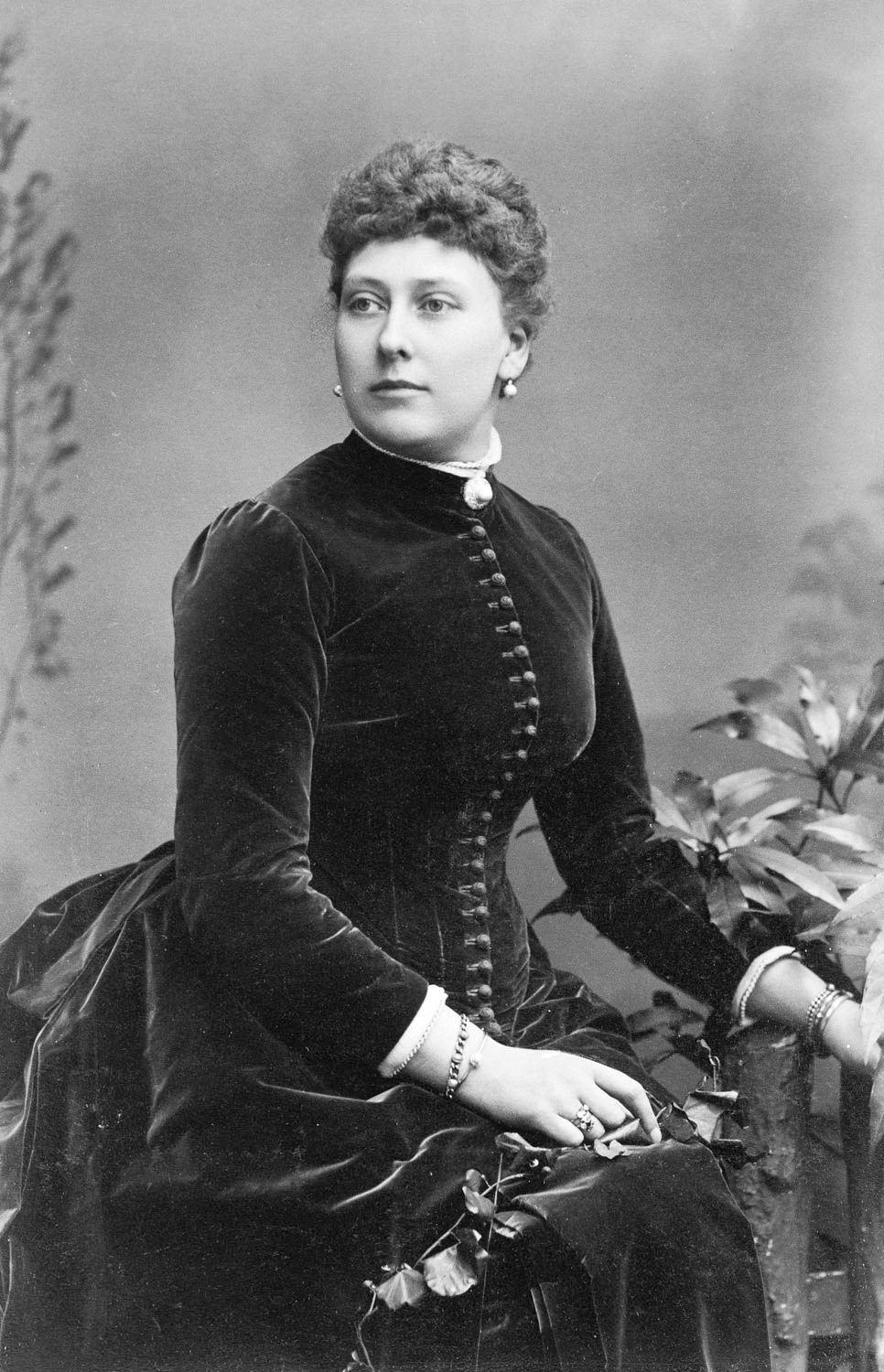
Beatrice (1886)

Familienaufnahmen

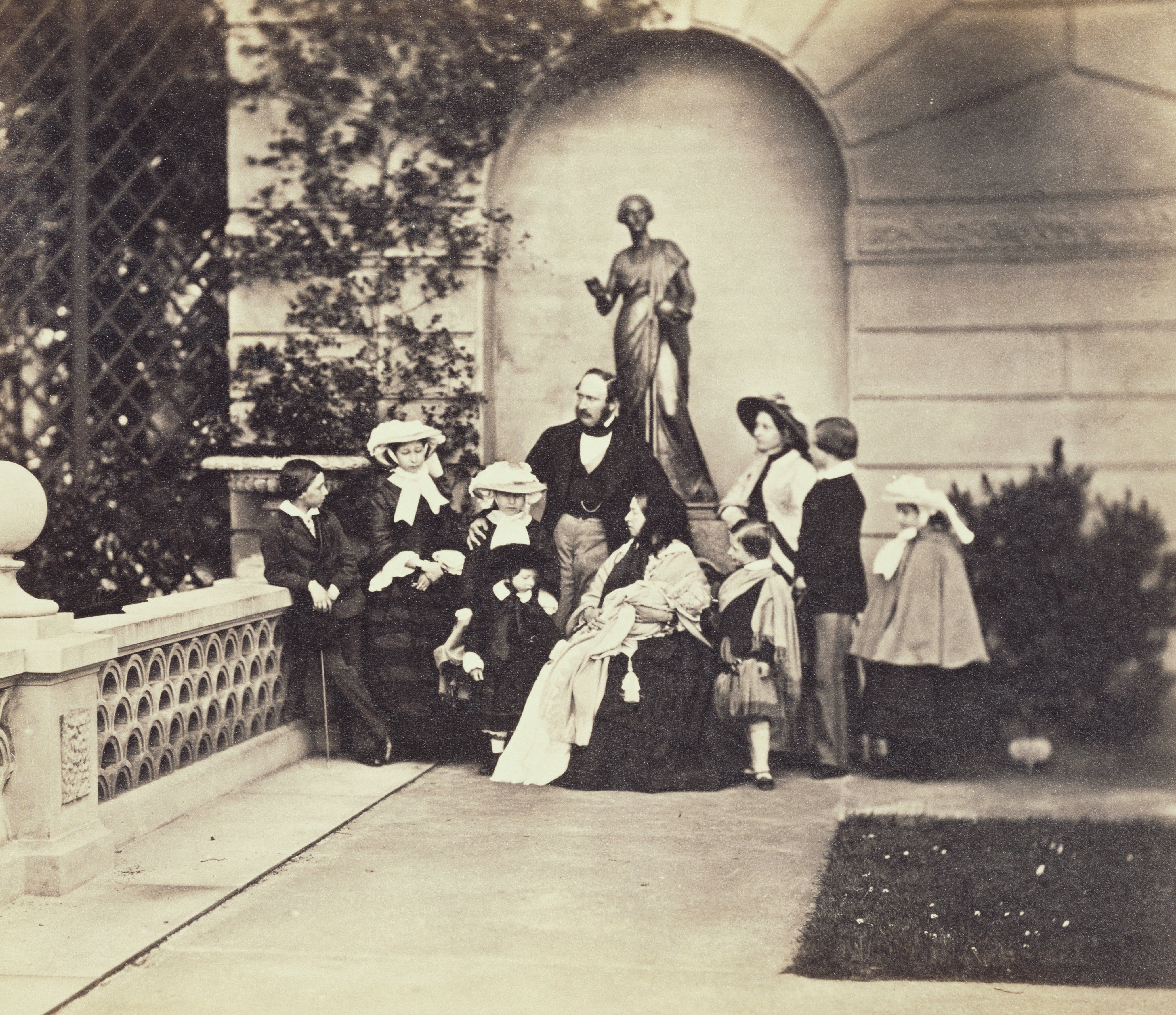
(1857)
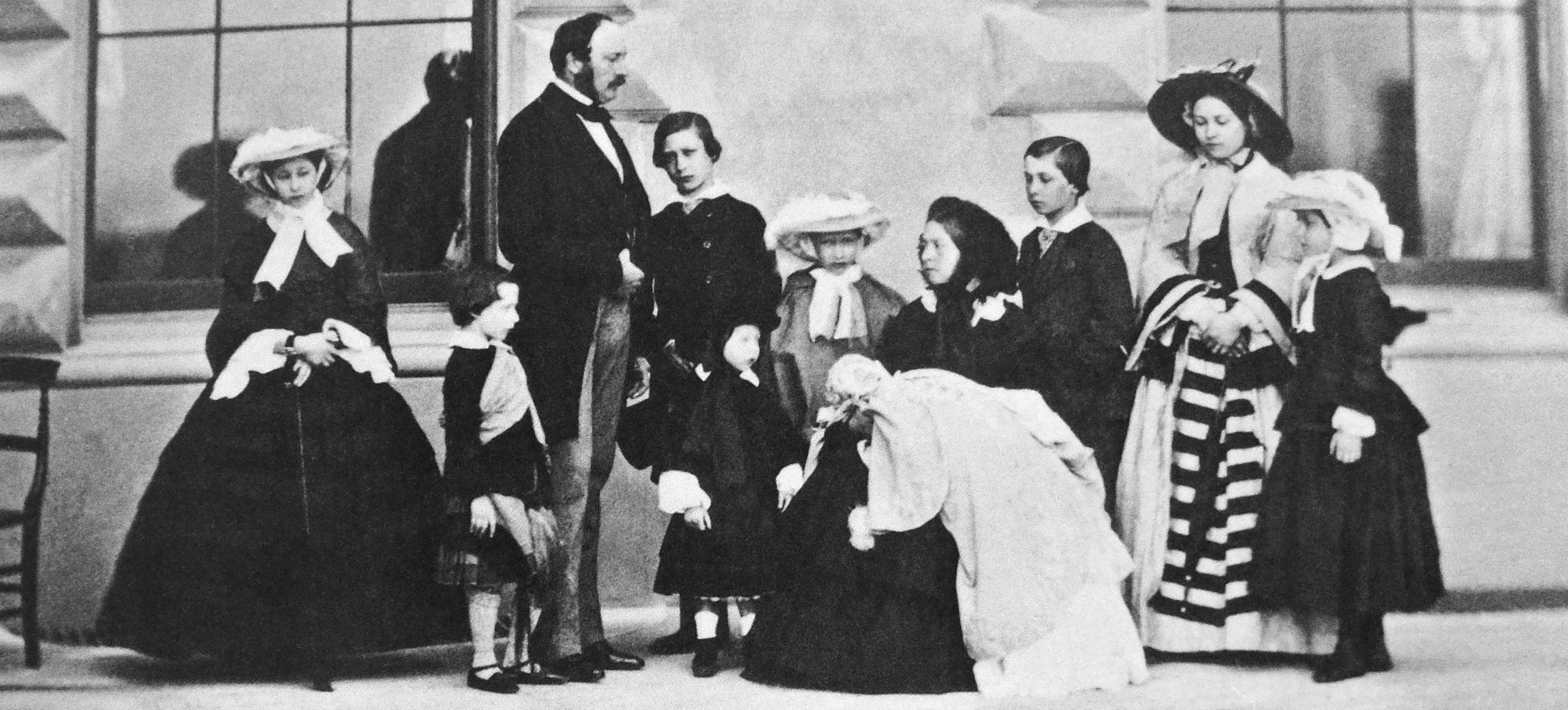
(1857)
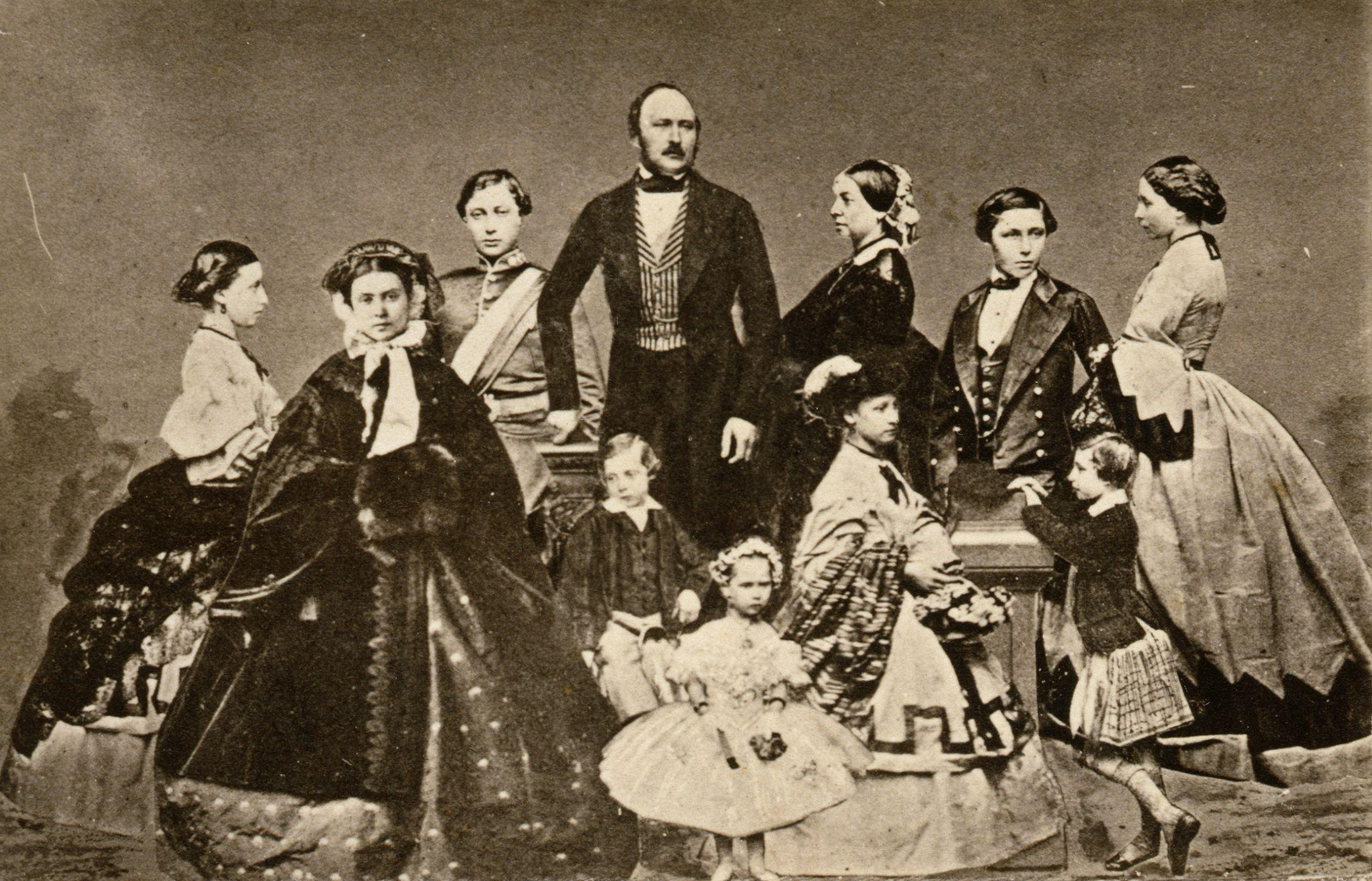
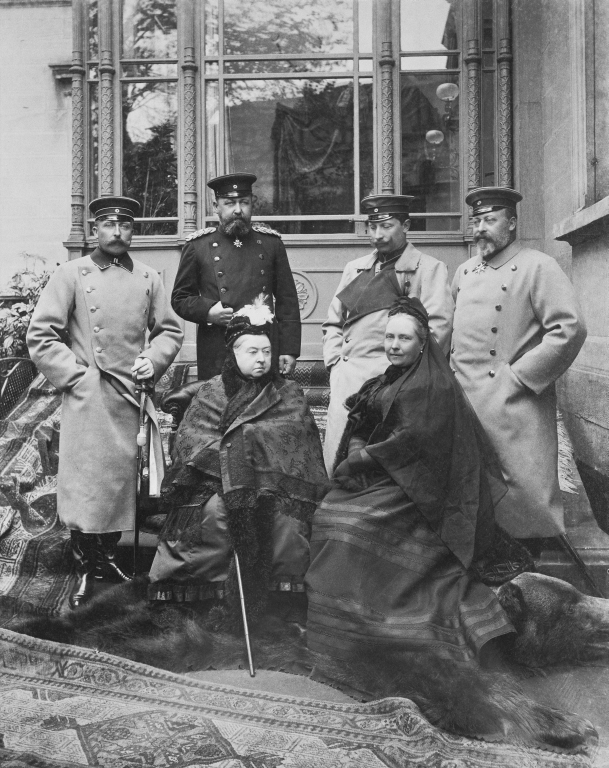
Coburg (1894)
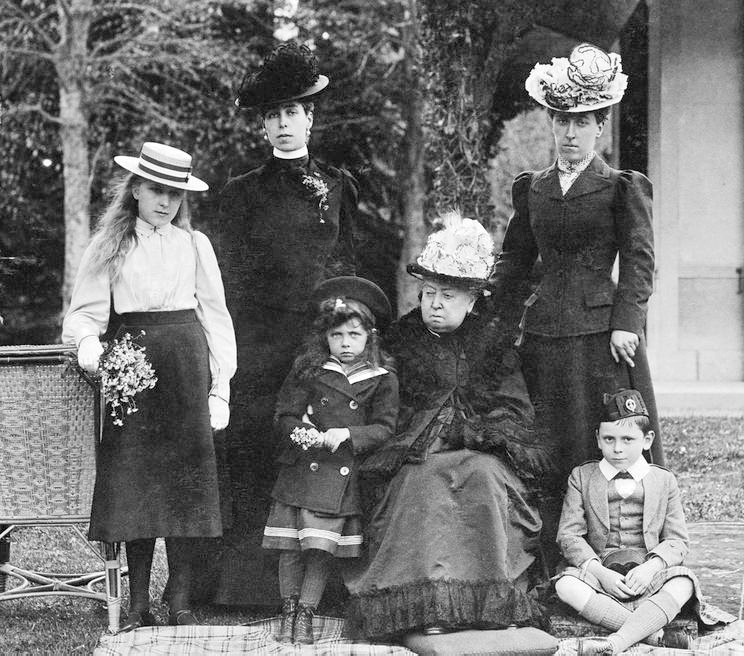
Victoria mit ihren Battenberg-Enkeln (1899)
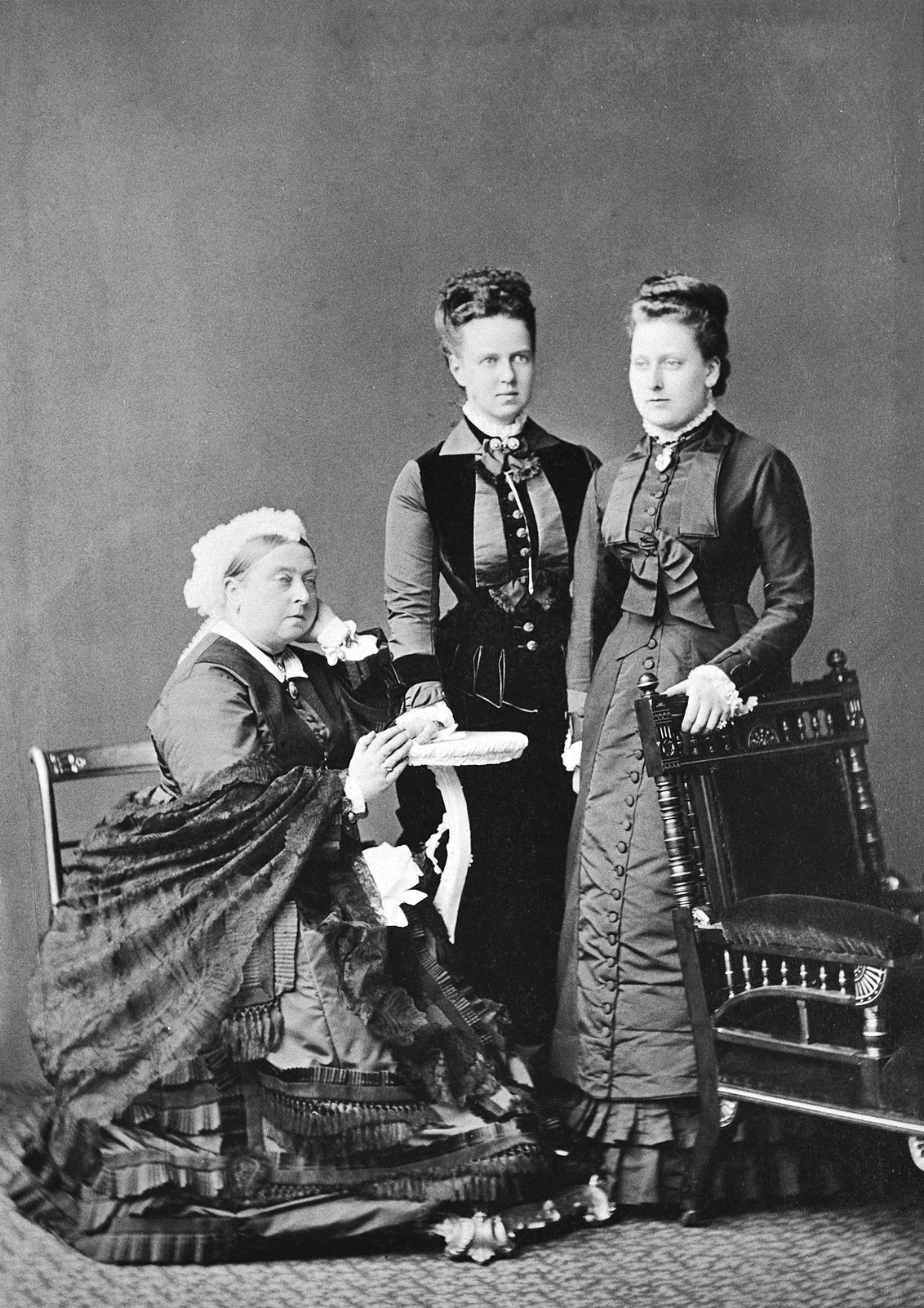
Victoria mit Maria und Beatrice (1877)
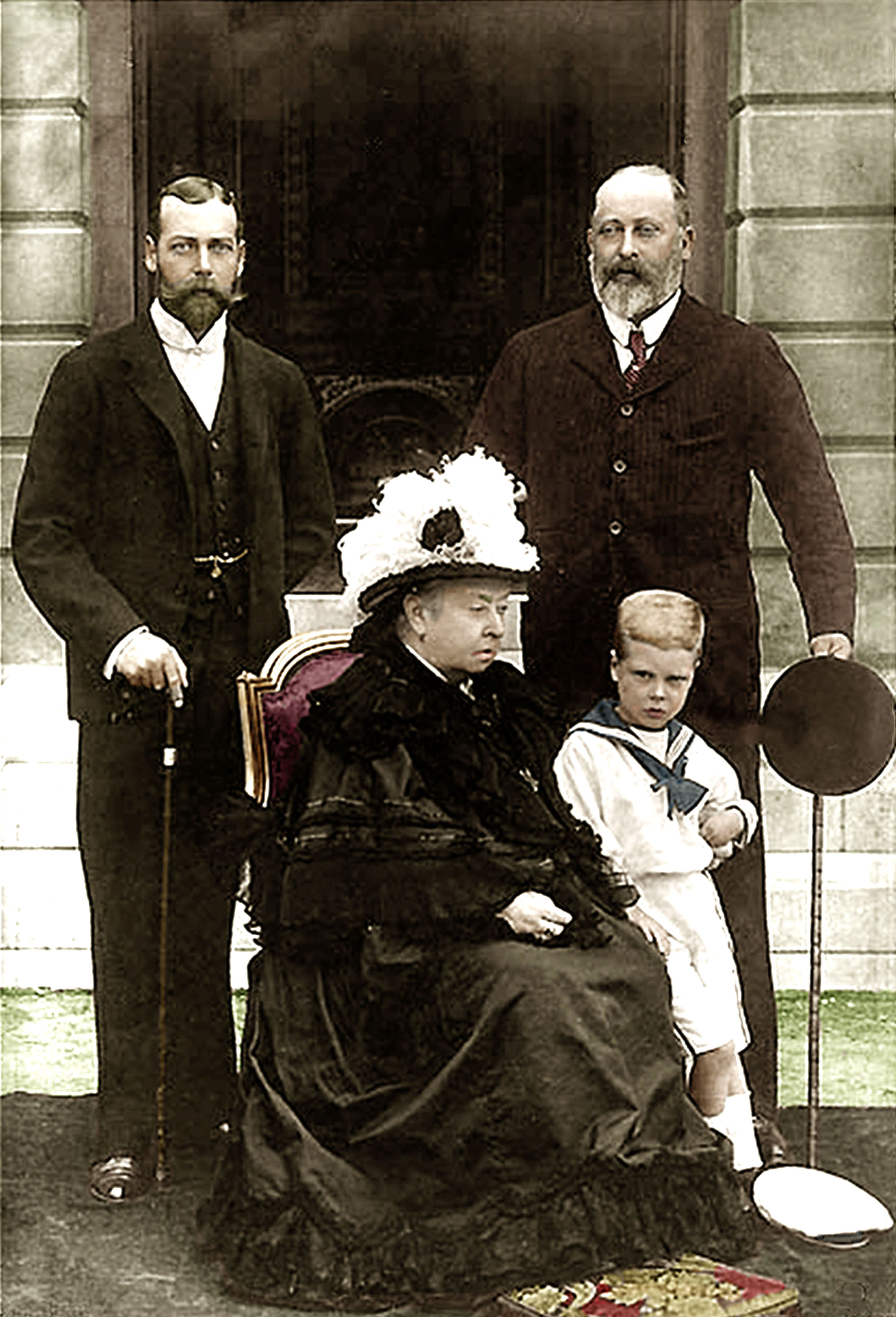
Victoria mit ihren Nachfolgern: Georg V., Eduard VII., Eduard VIII. (1898)

## Titel, Anrede und Wappen
- 24. Mai 1819 bis 20. Juni 1837: Her Royal Highness Princess Alexandrina Victoria of Kent
- 20. Juni 1837 bis 1. Mai 1876: Her Majesty Victoria, by the Grace of God, of the United Kingdom of Great Britain and Ireland, Queen, Defender of the Faith
- 1. Mai 1876 bis 22. Januar 1901: Her Majesty Victoria, by the Grace of God, of the United Kingdom of Great Britain and Ireland, Queen, Defender of the Faith, Empress of India[156]

Als Enkelin des Königs von Hannover war Victoria eine Prinzessin von Hannover und Herzogin von Braunschweig-Lüneburg. Als Ehefrau von Prinz Albert hatte sie außerdem Anrecht auf den Titel einer Prinzessin von Sachsen-Coburg und war Herzogin von Sachsen. Mit ihrer Eheschließung änderte sich Victorias Familienname formal in Wettin. Die geschichtliche Praxis aber berechtigt eine regierende Königin, ihren Familiennamen zu behalten, eine Tradition, der auch Victoria folgte. Einen Titel trug Victoria nie; der Titel der Princess of Wales ist der Ehefrau eines männlichen Thronfolgers, als Höflichkeitstitel (nicht aus eigenem Recht), vorbehalten.

Königliches Wappen Victorias
Königliches Wappen in Schottland

## Persönlichkeit

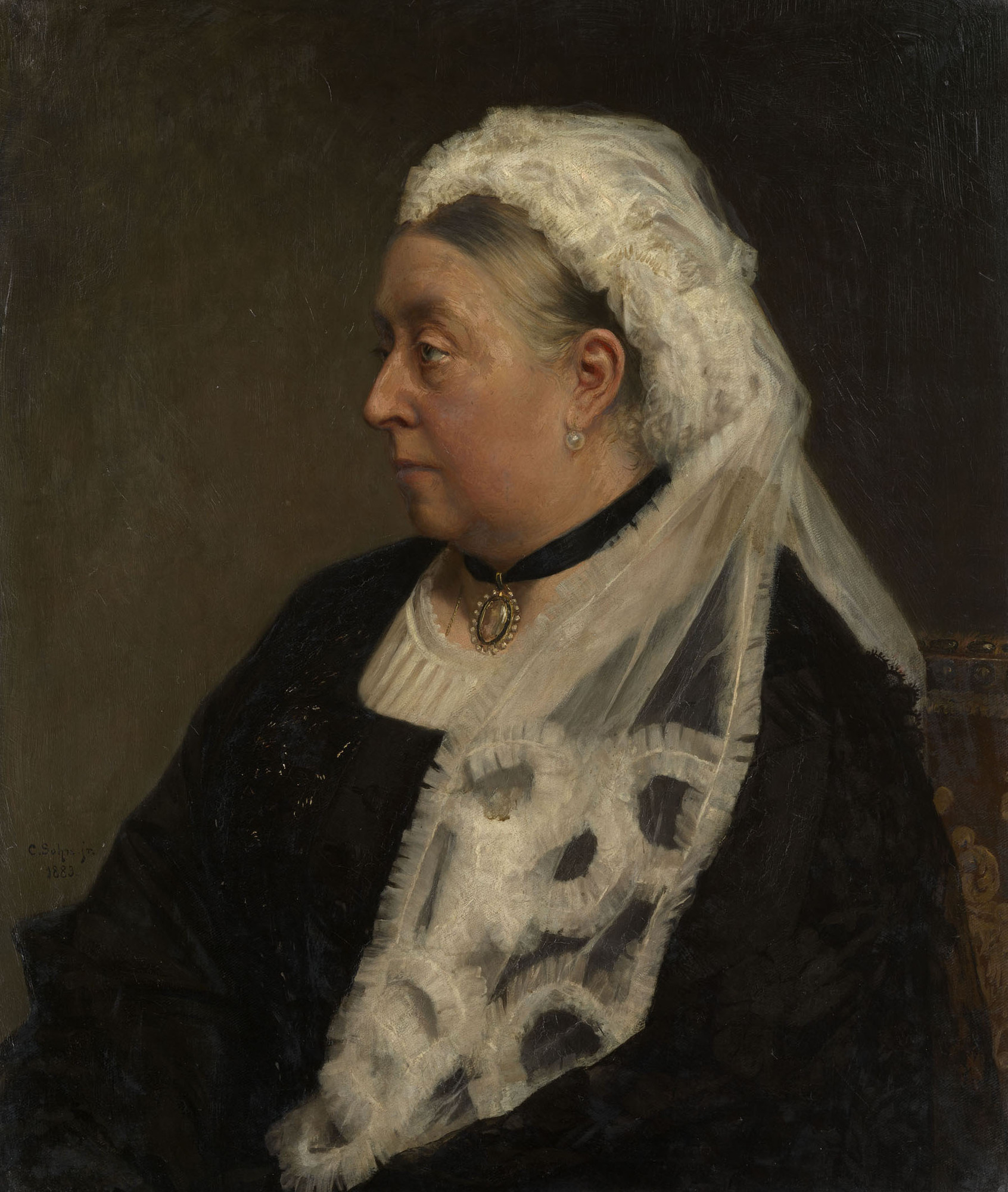
Victoria (Gemälde von Carl Rudolf Sohn, 1883)

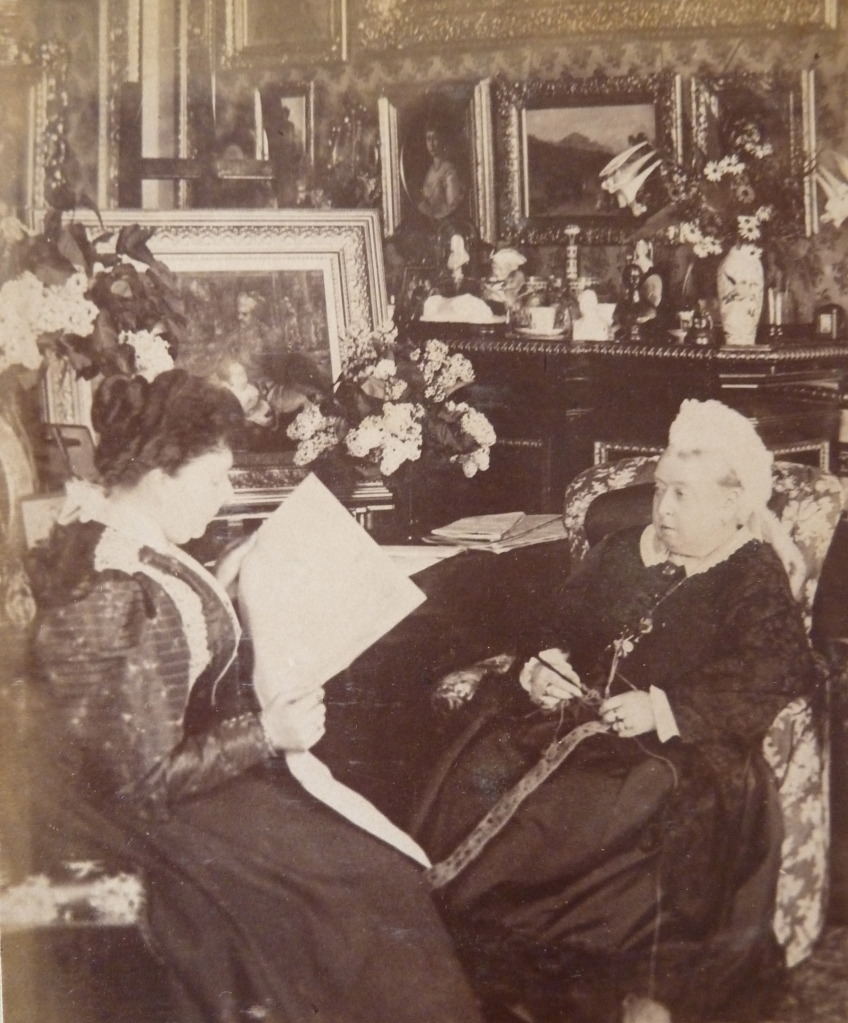
Victoria mit ihrer Tochter Beatrice (1895)

Der Tagebucheintrag der 16-jährigen Victoria „Ich liebe es, mich mit irgendwelchen Dingen zu beschäftigen. Ich hasse Nichtstun“ kann als programmatisch für ihre spätere Lebensführung gesehen werden. Ihr wird eine von ihr selbst straff geregelte „Freizeit“ nachgesagt.
Als gesprächig, lebhaft und vergnügt galt Victoria nur im engsten Familienkreis, wodurch sich ihr Ehrfurcht gebietendes Erscheinen mit zunehmendem Alter verstärkte. Ihre zahlreichen Briefe attestieren ihr aber auch durchaus Sinn für Humor. So amüsierte sie sich darüber, dass Disraeli sie mit „mistress“ ansprach, was sowohl „Herrscherin“ als auch „Geliebte“ bedeutet.
Victoria wird nachgesagt, ihr Leben lang überwiegend den Rat von Männern eingeholt zu haben. Das kann ein Grund dafür sein, dass sie die wachsende Propaganda für „die Rechte der Frauen“ während ihrer Regierungszeit als „gefährlich, unchristlich und unnatürlich“ beurteilte: Die Abhängigkeit der Frau vom Mann beruhe darauf, dass doch der Mann sonst niemanden zu beschützen hätte. Ihre eigene Stellung als Königin sah sie als „Anomalie“.
Victoria konnte für sich nicht den Phänotyp einer königlichen Statur beanspruchen. Ihre Kleinwüchsigkeit blieb das nagende Ärgernis ihres Lebens, ihre Korpulenz war voll ausgereift, ihr Gesicht schwammig, ihr Blick ins Fotoobjektiv von gleich bleibender Missgelauntheit. Auf dem Thron saß eine bürgerlich-behäbig wirkende Matrone, ausgestattet mit einer beneidenswert robusten Gesundheit.
Sie galt als aufrichtig bis zur Taktlosigkeit. Mit zunehmendem Alter erhielt diese Ehrlichkeit und Offenheit einen Anstrich von Nonchalance und Unberechenbarkeit, was daran liegen kann, dass nach Alberts Tod niemand mehr Kritik an ihr übte. Im Laufe der Jahre steigerte sich ihre Starrköpfigkeit, die Abneigung, ihre Pläne zu ändern, und ihr Unvermögen, Widerspruch oder Misserfolg zu ertragen. Dies zeigte sich sowohl im Umgang mit Politikern als auch im Privaten, wo sie sich meist von ihren Stimmungen und Gefühlen leiten ließ. In vielen Situationen erschien sie unausstehlich, weil ihr jedes Verständnis sowie jeder Weitblick fehlte und es ihr anscheinend nicht möglich war, sich in die Gefühle anderer zu versetzen.
In politischen Fragen wird ihr eine zunehmende Selbstgefälligkeit nachgesagt. Ihre geschichtlichen Kenntnisse gelten als lückenhaft, jedoch beurteilte sie die meisten Situationen genauso scharfsinnig wie ihre Minister.
Fremde Nationen beurteilte sie oft so stereotyp wie Einzelpersonen, die Russen waren in ihren Augen Barbaren, und das französische Volk war so lange verderbt, bis der Charme Napoleons III. die schlechte Meinung über dessen Land aufwog. Preußen und Deutschland gegenüber war sie lange Zeit positiv eingestellt, später – auch durch den Einfluss ihrer ältesten Tochter Vicky – lehnte sie Bismarck ab und kritisierte ihren Enkel Kaiser Wilhelm II. scharf.
Wie sie als Königin einzuschätzen ist, formulierte der schwedische Historiker Herbert Tingsten wie folgt:

„Vitalität, Aufrichtigkeit, Strebsamkeit und Impulsivität waren ihre starken Seiten. Victorias Intelligenz erweist sich außerdem in ihren blitzschnellen und lebhaften Meinungsäußerungen. Fast alles, was sie geschrieben hat, liest man mit großem Interesse. Man ist fasziniert von der Art sich auszudrücken. Aber scharfsinnige, logische und wohldurchdachte Gespräche zu führen, das vermochte sie nicht. Victorias Eigensinn, ihre Vorurteile trübten ihren Scharfblick. Sie wäre sicherlich eine geschätzte und geachtete Persönlichkeit gewesen, wo das Leben sie auch hingestellt hätte, aber sie hätte sicherlich keine geschichtlich bedeutende Rolle gespielt, wenn sie nicht als Königin von England zur Welt gekommen wäre.“

## Vermächtnis

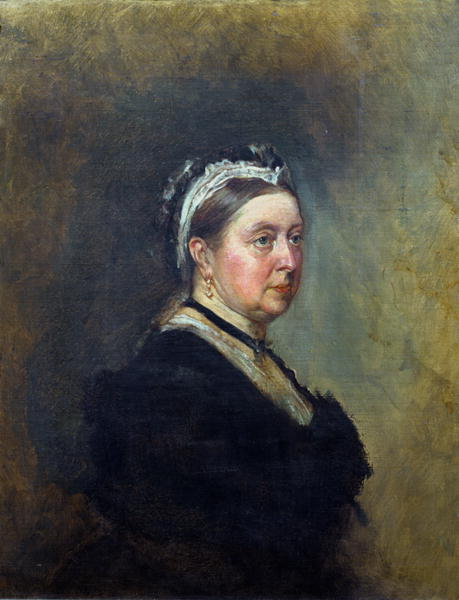
George Housman Thomas: Königin Victoria (Öl auf Leinwand, um 1890)

Als Königin Victoria starb, traf diese Nachricht die Bevölkerung zwar nicht unvorbereitet, aber nachdem sie über drei Generationen die Krone getragen hatte, war für viele ihrer Untertanen Großbritannien ohne sie nur schwer vorstellbar. „Viktorianisch“ war und ist ein Gütesiegel für eine „gute, alte Zeit“. Das Bild der alten Victoria überlagert ihre frühen und mittleren Herrschaftsjahre, in denen die Königin teilweise bedrohlich unpopulär war und die Kontinuität der Monarchie gefährdet schien.
Das europäische 19. Jahrhundert war durch Nationalstaatsgedanken, demokratische Emanzipation und Kolonialisierung eine Zeit des Umbruchs. Die industrielle Revolution führte zu radikalen Veränderungen der wirtschaftlichen und gesellschaftlichen Strukturen. Großbritannien überstand diese Veränderungsprozesse besser als die meisten europäischen Staaten, weil die britische Aristokratie begriffen hatte, dass eine Revolution nur durch grundsätzliche Reformbereitschaft vermeidbar war. So bekam beispielsweise die Stellung des Premierministers eine neue Qualität. Aus dem ersten Diener der Krone, den der Herrscher nach Belieben entlassen konnte, wurde zunächst ein Führer der Parlamentsmehrheit und schließlich, spätestens seit den 1870er Jahren, war er nur noch vom Vertrauen des Unterhauses abhängig. Durch die Wahlrechtsreformen von 1832, 1867 und 1884 veränderte sich das Wählerpotential und damit auch das Parteienspektrum. Es setzte ein Prozess ein, durch den das Unterhaus sich zu einem Abbild des gesamten Volkswillens entwickelte, und die Monarchie musste sich dieser Entwicklung anpassen. Großbritannien wurde zu einer konstitutionellen Parteiendemokratie, was Königin Victoria zwar nicht wahrhaben wollte, sie stand dieser Entwicklung aber auch nicht im Weg.
Ihr Leben lang versuchte sie durch familiäre Verbindungen zu den Höfen Europas Konflikte zwischen den Staaten in Grenzen zu halten; nach ihrem Tod fehlte diese regulierende Autorität. Ihr Nachfolger König Eduard VII. sorgte für eine radikale Abkehr von der viktorianischen Splendid isolation, der Bündnisverweigerung um der politischen Handlungsfreiheit willen, und es kam zur Entente cordiale zwischen Großbritannien, Frankreich und Russland 1907.

## Briefe und Tagebücher
Königin Victoria führte seit ihrer frühesten Jugend Tagebuch; das Briefeschreiben wurde später ihre wichtigste Beschäftigung. Der Grund hierfür war wohl, dass sie überall im Ausland Verwandte und Freunde hatte und dass sie oft über längere Zeiträume außerhalb Londons wohnte, meist in Osborne und Balmoral. Verhältnismäßig wenig Briefe hat Victoria an Prinz Albert geschrieben, da sie immer nur kurze Zeit voneinander getrennt waren. Größeren Umfang hatte die Korrespondenz mit ihrem Onkel Leopold und vor allem die mit ihrer ältesten Tochter Vicky. Der Briefwechsel mit ihr begann mit deren Hochzeit mit Kronprinz Friedrich Wilhelm von Preußen im Jahre 1858; die Königin schrieb ihr mindestens zweimal in der Woche. 3777 Briefe der Königin an ihre Tochter und ungefähr 4000 Briefe der Tochter an ihre Mutter sind erhalten und katalogisiert. Zahlreiche Briefe an Verwandte und führende Politiker liegen vor und wurden nach ihrem Tod teilweise auch veröffentlicht. Die Königin selbst hat zwei Serien von Tagebuchaufzeichnungen, aus dem schottischen Hochlandaufenthalt stammend, herausgegeben (1865 und 1884). Die Originale der Tagebücher – es sollen 121 Bücher gewesen sein – sind nicht mehr vorhanden. Sie wurden nach dem Tod Victorias von ihrer Tochter Beatrice teilweise abgeschrieben und anschließend verbrannt. Ab Mai 2012 waren alle erhaltenen Tagebücher samt ihren Transkriptionen zunächst online einsehbar; der Zugang wurde im Jahr darauf allerdings auf Nutzer im Vereinigten Königreich beschränkt.

## Ahnentafel
| Ahnentafel Königin Victoria | Ahnentafel Königin Victoria                                                                                      | Ahnentafel Königin Victoria                                                                                         | Ahnentafel Königin Victoria                                                                                             | Ahnentafel Königin Victoria                                                                                            | Ahnentafel Königin Victoria | Ahnentafel Königin Victoria | Ahnentafel Königin Victoria                                                                                      | Ahnentafel Königin Victoria                                                                                      |
| --------------------------- | --- | --- | --- | --- | --- | --- | --- | --- |
| Ururgroßeltern              | Georg II. (1683–1760) ⚭ 1705 Caroline von Brandenburg-Ansbach (1683–1727)                                        | Herzog Friedrich II. von Sachsen-Gotha-Altenburg (1676–1732) ⚭ 1696 Magdalena Augusta von Anhalt-Zerbst (1679–1740) | Herzog Adolf Friedrich II. von Mecklenburg-Strelitz (1658–1708) ⚭ 1705 Emilie von Schwarzburg-Sondershausen (1681–1751) | Herzog Ernst Friedrich I. von Sachsen-Hildburghausen (1681–1724) ⚭ 1704 Sophia Albertine von Erbach-Erbach (1683–1742) | Herzog Franz Josias von Sachsen-Coburg-Saalfeld (1697–1764) ⚭ 1723 Anna Sophia von Schwarzburg-Rudolstadt (1700–1780)          | Herzog Ferdinand Albrecht II. von Braunschweig-Wolfenbüttel (1680–1735) ⚭ 1712 Antoinette Amalie von Braunschweig-Wolfenbüttel (1696–1762) | Graf Heinrich XXIX. Reuß zu Ebersdorf (1699–1747) ⚭ 1721 Gräfin Sophie Theodora zu Castell-Remlingen (1703–1777) | Graf Georg August zu Erbach-Schönberg (1691–1758) ⚭ Gräfin Ferdinande Henriette zu Stolberg-Gedern (1699–1750)   |
| Urgroßeltern                | Prinz Friedrich Ludwig (1707–1751) ⚭ 1736 Augusta von Sachsen-Gotha-Altenburg (1719–1772)                        | Prinz Friedrich Ludwig (1707–1751) ⚭ 1736 Augusta von Sachsen-Gotha-Altenburg (1719–1772)                           | Herzog Karl zu Mecklenburg (1708–1752) ⚭ 1735 Elisabeth Albertine von Sachsen-Hildburghausen (1713–1761)                | Herzog Karl zu Mecklenburg (1708–1752) ⚭ 1735 Elisabeth Albertine von Sachsen-Hildburghausen (1713–1761)               | Herzog Ernst Friedrich von Sachsen-Coburg-Saalfeld (1724–1800) ⚭ 1749 Sophie Antonia von Braunschweig-Wolfenbüttel (1724–1802) | Herzog Ernst Friedrich von Sachsen-Coburg-Saalfeld (1724–1800) ⚭ 1749 Sophie Antonia von Braunschweig-Wolfenbüttel (1724–1802)             | Graf Heinrich XXIV. Reuß zu Ebersdorf (1724–1779) ⚭ 1754 Karoline Ernestine zu Erbach-Schönberg (1727–1796)      | Graf Heinrich XXIV. Reuß zu Ebersdorf (1724–1779) ⚭ 1754 Karoline Ernestine zu Erbach-Schönberg (1727–1796)      |
| Großeltern                  | Georg III. (1738–1820) ⚭ 1761 Sophie Charlotte zu Mecklenburg-Strelitz (1744–1818)                               | Georg III. (1738–1820) ⚭ 1761 Sophie Charlotte zu Mecklenburg-Strelitz (1744–1818)                                  | Georg III. (1738–1820) ⚭ 1761 Sophie Charlotte zu Mecklenburg-Strelitz (1744–1818)                                      | Georg III. (1738–1820) ⚭ 1761 Sophie Charlotte zu Mecklenburg-Strelitz (1744–1818)                                     | Herzog Franz von Sachsen-Coburg-Saalfeld (1750–1806) ⚭ 1777 Gräfin Auguste Reuß zu Ebersdorf (1757–1831)                       | Herzog Franz von Sachsen-Coburg-Saalfeld (1750–1806) ⚭ 1777 Gräfin Auguste Reuß zu Ebersdorf (1757–1831)                                   | Herzog Franz von Sachsen-Coburg-Saalfeld (1750–1806) ⚭ 1777 Gräfin Auguste Reuß zu Ebersdorf (1757–1831)         | Herzog Franz von Sachsen-Coburg-Saalfeld (1750–1806) ⚭ 1777 Gräfin Auguste Reuß zu Ebersdorf (1757–1831)         |
| Eltern                      | Edward Augustus, Duke of Kent and Strathearn (1767–1820) ⚭ 1818 Victoire von Sachsen-Coburg-Saalfeld (1786–1861) | Edward Augustus, Duke of Kent and Strathearn (1767–1820) ⚭ 1818 Victoire von Sachsen-Coburg-Saalfeld (1786–1861)    | Edward Augustus, Duke of Kent and Strathearn (1767–1820) ⚭ 1818 Victoire von Sachsen-Coburg-Saalfeld (1786–1861)        | Edward Augustus, Duke of Kent and Strathearn (1767–1820) ⚭ 1818 Victoire von Sachsen-Coburg-Saalfeld (1786–1861)       | Edward Augustus, Duke of Kent and Strathearn (1767–1820) ⚭ 1818 Victoire von Sachsen-Coburg-Saalfeld (1786–1861)               | Edward Augustus, Duke of Kent and Strathearn (1767–1820) ⚭ 1818 Victoire von Sachsen-Coburg-Saalfeld (1786–1861)                           | Edward Augustus, Duke of Kent and Strathearn (1767–1820) ⚭ 1818 Victoire von Sachsen-Coburg-Saalfeld (1786–1861) | Edward Augustus, Duke of Kent and Strathearn (1767–1820) ⚭ 1818 Victoire von Sachsen-Coburg-Saalfeld (1786–1861) |
| Victoria (1819–1901)        | | | | | | | | |

## Rezeption

### Namensgebungen

Victoria Memorial in Kalkutta

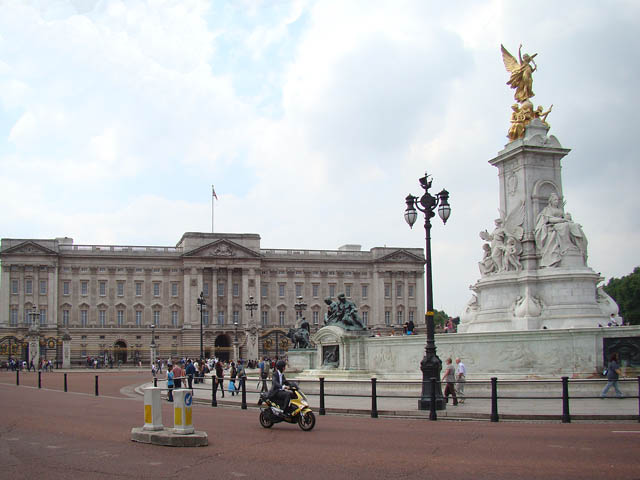
Victoria Memorial (rechts) vor dem Buckingham Palace

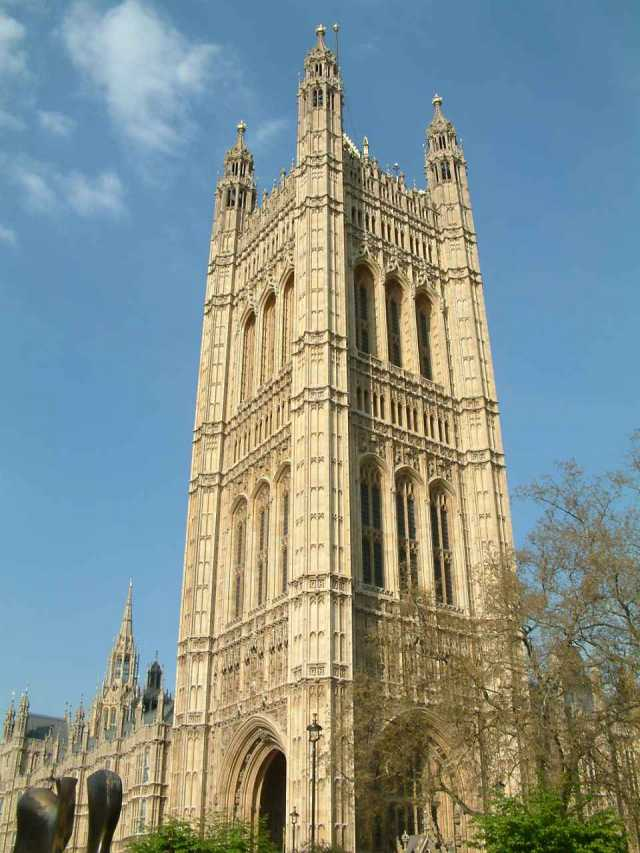
Victoria Tower

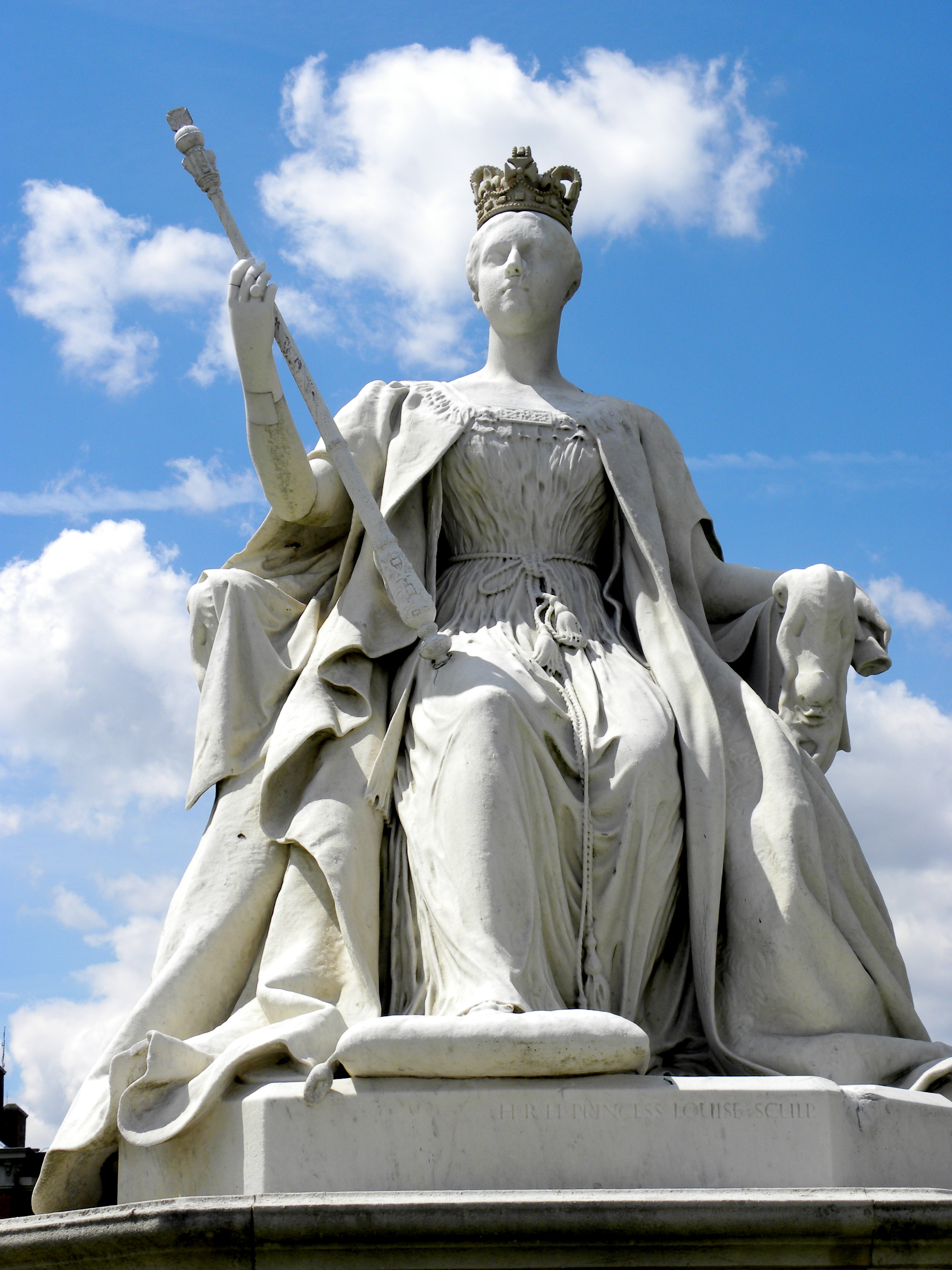
Statue Victorias vor dem Kensington Palace

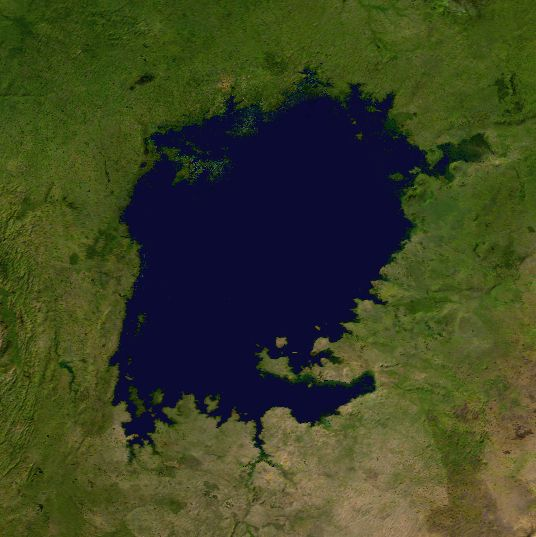
Victoriasee in Afrika

Ausgewählte Namen, die auf Königin Victoria zurückgehen:
- Victoria Memorial in London
- Victoria Tower: Turm des Palace of Westminster in London
- Royal Victoria Dock: Hafenbecken in London
- Victoria and Albert Museum in London
- Victoria Station: Bahnhof in London
- Victoria Coach Station: Busbahnhof in London
- Victoria Line: U-Bahn-Linie der London Underground
- Victoria Station: Bahnhof in Manchester (England)
- Victoria Tower: Glockenturm in Liverpool (England)
- Victoria Ground: Fußballstadion in Stoke-on-Trent (England)
- Victoria Park: Fußballstadion in Hartlepool (England)
- HMS Victoria: Britisches Schlachtschiff
- Queen Victoria: Kreuzfahrtschiff der Cunard Line
- Queen’s University Belfast
- Victoria Park: Fußballstadion in Dingwall (Schottland)
- Bundesstaat Victoria in Australien
- Bundesstaat Queensland in Australien
- Große Victoria-Wüste in Australien
- Victoria Highway: Fernstraße in Australien
- Lake Alexandrina in Australien
- Victoria River in Australien
- Queen-Victoria-Markt in Melbourne (Australien)
- Victoria Road: Ausfallstraße in Sydney (Australien)
- Victoria Road: Hauptverkehrsstraße in Adelaide (Australien)
- Victoria Peak: 1120 Meter hoher Berg in Belize
- Square Victoria: Platz in Montreal (Kanada)
- Pont Victoria: Brücke in Montreal (Kanada)
- Victoria Skating Rink: Eisstadion in Montreal (Kanada)
- Queen’s University in Kingston (Kanada)
- Queen’s Park in Toronto (Kanada)
- Victoria: Hauptstadt des Bundesstaates British Columbia (Kanada)
- Victoriaville: Stadt in Québec (Kanada)
- Victoria-Insel: Mit 217.291 km² die neuntgrößte Insel der Welt (Kanada)
- Victoria River in Kanada
- Victoria and Albert Mountains: Bergkette auf Ellesmere Island (Kanada)
- Mount Victoria: 87 Meter hoher Vulkan in Neuseeland
- Mount Victoria (Mt. Vic): 196 Meter hoher Hügel in Wellington (Neuseeland)
- Victoria University of Wellington (Neuseeland)
- Viktorialand: Region im Osten der Antarktis
- Victoriaborg: Stadtteil von Accra (Ghana)
- Viktoria: U-Bahn-Station in Athen (Griechenland)
- Victoria Harbour: Hafen in Hongkong (VR China)
- Victoria Park in Hongkong
- Victoria City: Erste britische Siedlung Hongkongs
- Victoria Peak: 552 Meter hoher Berg in Hongkong
- Queen’s College in Hongkong
- Victoria Terminus: Bahnhof in Mumbai (Indien), seit 1996 Chhatrapati Shivaji Terminus
- Victoria Memorial in Kalkutta (Indien)
- Victoriasee: Mit 68.800 km² Oberfläche der größte See Afrikas
- Victoria: Hauptstadt der Insel Gozo (Malta)
- Victoria Lines: Befestigungsanlage auf Malta
- Victoria Island: Insel in Lagos (Nigeria)
- Victoria: Hauptstadt der Seychellen
- Queenstown: Stadt in Südafrika
- Victoria West: Stadt in Südafrika
- Victoria & Alfred Waterfront: Waterfront in Kapstadt (Südafrika)
- Talsperre Victoria auf Sri Lanka
- Victoriafälle: Wasserfall in Simbabwe und Sambia
- Nationalpark Victoriafälle in Simbabwe
- Victoria Bridge→ siehe dazu Hauptartikel
- One Penny Black: Weltweit erste Briefmarke von 1840 mit dem Porträt Victorias
- Königin-Victoria-Denkmal (Hochheim am Main): Denkmal in Hochheim am Main
- Königin-Viktoria-Berg: Weinberg in Hochheim am Main
- Pflanzengattung Riesenseerosen (Victoria Lindl.) aus der Familie der Seerosengewächse (Nymphaeaceae)[173]

- Agave victoriae-reginae
- (12) Victoria

### Darstellende Kunst
Im Tafelservice berühmter Frauen von Vanessa Bell und Duncan Grant von 1934 ist ihr ein Teller gewidmet.

### Kino-Verfilmung
- Mädchenjahre einer Königin (1936) mit Jenny Jugo als junge Königin Victoria
- Königin Viktoria (1937) und Sixty Glorious Years (1938) mit Anna Neagle (Victoria) und Anton Walbrook (Prinz Albert)
- The Mudlark (1950) mit Irene Dunne als Victoria
- Mädchenjahre einer Königin (1954) Neuverfilmung von Ernst Marischka mit Romy Schneider als Victoria
- Ihre Majestät Mrs. Brown (1997) mit Judi Dench als Victoria
- Victoria & Albert (2001) mit Victoria Hamilton (Victoria), Jonathan Firth (Albert), Sir Peter Ustinov (Wilhelm IV.) und Nigel Hawthorne (Lord Melbourne, Premierminister)
- Victoria, die junge Königin (2009) von Jean-Marc Vallée mit Emily Blunt (als junge Victoria), Rupert Friend (Albert), Jim Broadbent (Wilhelm IV.) und Miranda Richardson (Herzogin von Kent)

### Fernsehen
- Sturz der Adler (1974), 13-teilige Fernsehserie von Jon Elliot mit Perlita Neilson als Victoria
- Edward the Seventh (1975), 13-teilige Fernsehserie von John Gorrie mit Annette Crosbie als Victoria
- Disraeli (1978), 4-teilige Miniserie von Claude Whatham mit Rosemary Leach als Victoria und Ian McShane als Benjamin Disraeli
- Queen Victoria’s Empire (2001) von Paul Bryers (Dokumentarfilm)
- Victoria (2016–2019), britische Serie, Victoria in ihren ersten Regierungsjahren dargestellt von Jenna Coleman
- Victoria & Abdul (2017), britisch-US-amerikanische Filmbiografie von Stephen Frears nach einem Roman von Shrabani Basu, Victoria in ihren letzten Lebensjahren dargestellt von Judi Dench

## Literatur

Gold Sovereign von 1889 mit Victoria